# Liste der Biografien/Bell
Liste der Biografien |
Portal Biografien |
Personensuche
# |
A |
B |
C |
D |
E |
F |
G |
H |
I |
J |
K |
L |
M |
N |
O |
P |
Q |
R |
S |
T |
U |
V |
W |
X |
Y |
Z |
?
 
Ba |
Be |
Bd |
Bg |
Bh |
Bi |
Bj |
Bl |
Bm |
Bn |
Bo |
Br |
Bs |
Bu |
Bw |
By |
Bz
 
Bea–Beb |
Bec |
Bed |
Bee |
Bef |
Beg |
Beh |
Bei |
Bej |
Bek |
Bel |
Bem |
Ben |
Beo |
Bep |
Beq |
Ber |
Bes |
Bet |
Beu |
Bev |
Bew |
Bex |
Bey |
Bez
 
Bela |
Belb |
Belc |
Beld |
Bele |
Belf |
Belg |
Belh |
Beli |
Belj |
Belk |
Bell |
Belm |
Beln |
Belo |
Belp |
Belq |
Belr |
Bels |
Belt |
Belu |
Belv |
Belw |
Bely |
Belz
Die Liste der Biografien führt alle Personen auf, die in der deutschsprachigen Wikipedia einen Artikel haben. Dieses ist eine Teilliste mit 916 Einträgen von Personen, deren Namen mit den Buchstaben „Bell“ beginnt.

## Bell

### Bell B
- Bell Bell, Leon (* 1996), deutsch-kamerunischer Fußballspieler
- Bell Bonong, Irene (* 1995), kamerunische Sprinterin
- Bell Burnell, Jocelyn (* 1943), britische Radioastronomin

### Bell, A – Bell, Z

#### Bell, A
- Bell, Aaron (1922–2003), US-amerikanischer Jazzbassist
- Bell, Adam (* 2004), neuseeländischer Fußballspieler
- Bell, Adrian, nordirischer Badmintonspieler
- Bell, Al (* 1940), US-amerikanischer Musikproduzent, Songwriter und Musikmanager
- Bell, Alex (1882–1934), schottischer Fußballspieler
- Bell, Alexander Graham (1847–1922), britischer und später US-amerikanischer Sprechtherapeut, Erfinder und GroßunternehmerAlexander Graham Bell (1847–1922)

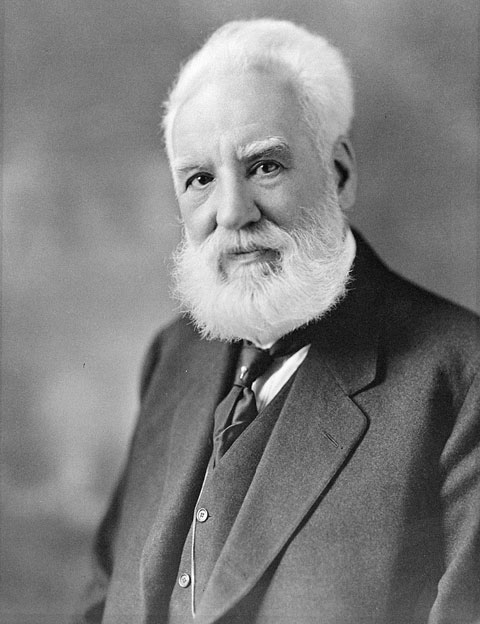
Alexander Graham Bell (1847–1922)

- Bell, Alexander Melville (1819–1905), britischer Philologe und Mitbegründer der modernen Phonetik
- Bell, Alexandra (* 1992), englische Leichtathletin
- Bell, Allan (* 1947), britischer Politiker
- Bell, Allan Gordon (* 1953), kanadischer Komponist
- Bell, Allen (* 1933), US-amerikanischer Radrennfahrer
- Bell, Alphonzo (1875–1947), US-amerikanischer Tennisspieler und Immobilien- und Ölmillionär
- Bell, Alphonzo junior (1914–2004), US-amerikanischer Politiker
- Bell, Alyson (* 2003), britische Sprinterin
- Bell, Andi (* 1972), englischer Gedächtnissportler und Gedächtnisweltmeister
- Bell, Andy (* 1964), englischer Popsänger
- Bell, Andy (* 1970), walisischer MusikerAndy Bell (* 1970)

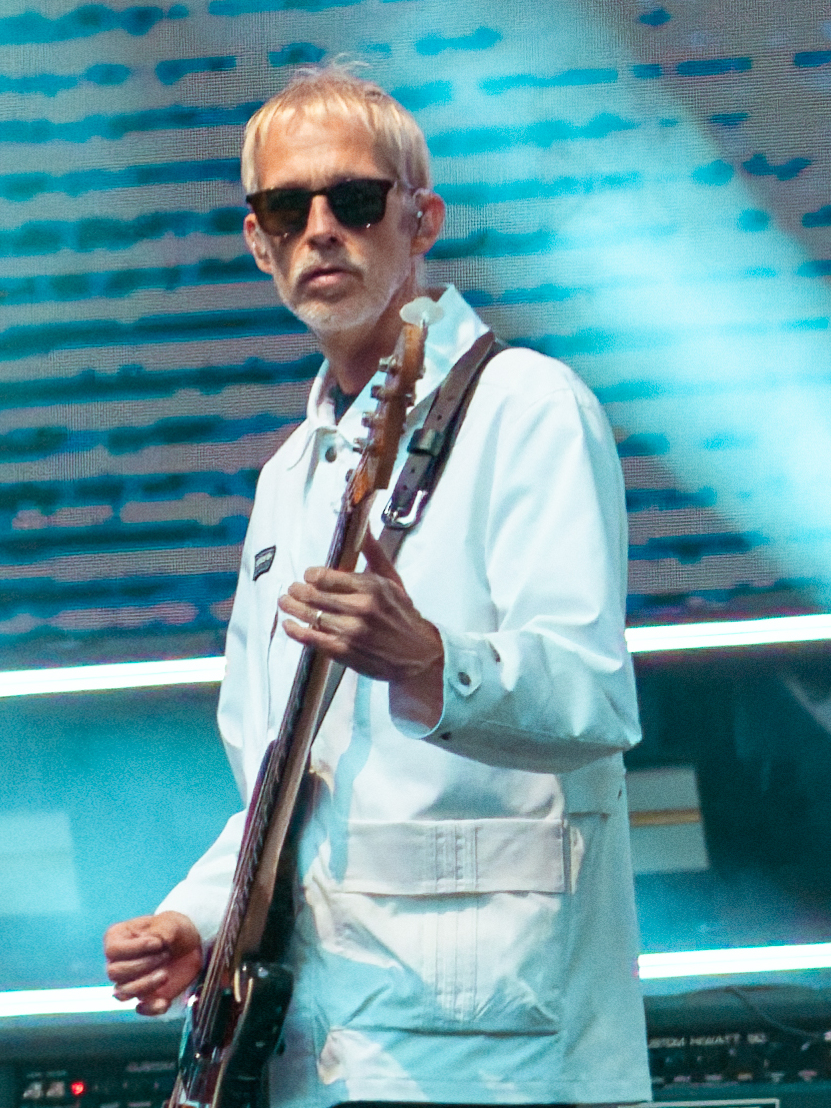
Andy Bell (* 1970)

- Bell, Ann (* 1938), britische Schauspielerin
- Bell, Anthony Raymond (* 1952), britischer Astrophysiker und Plasmaphysiker
- Bell, Art (1945–2018), US-amerikanischer Autor und Radiomoderator
- Bell, Arthur (1876–1966), deutscher Landschafts-, Tier- und Genremaler der Düsseldorfer Schule
- Bell, Arthur Hornbui (1891–1973), US-amerikanischer Kleinkünstler und Rassist, Grand Dragon des Ku-Klux-Klan in New Jersey
- Bell, Arthur Langtry (1874–1956), britischer Bauingenieur
- Bell, Ashley (* 1986), US-amerikanische Schauspielerin
- Bell, August Manga Ndumbe (1851–1908), König des Duala-Volkes in Kamerun zur deutschen Kolonialzeit

#### Bell, B
- Bell, Beau (1907–1977), US-amerikanischer Baseballspieler
- Bell, Benjamin (* 1990), australischer Volleyballspieler
- Bell, Bert (1895–1959), amerikanischer American-Football-Spieler und -Trainer, NFL-Commissioner
- Bell, Bill (1936–2017), US-amerikanischer Jazzmusiker, Arrangeur und Musikpädagoge
- Bell, Billy (1891–1952), kanadischer Eishockeyspieler
- Bell, Bob (* 1958), britischer Motorsportingenieur und -manager
- Bell, Bobby (1904–1940), kanadischer Eishockeyspieler und -trainer
- Bell, Bobby (* 1940), US-amerikanischer American-Football-Spieler
- Bell, Brenda (1891–1979), neuseeländische Pionierin im Bereich des Kurzwellen- und Radiofunks
- Bell, Brendan (* 1983), kanadischer Eishockeyspieler
- Bell, Brian (* 1975), US-amerikanischer Filmproduzent
- Bell, Burton C. (* 1969), US-amerikanischer MusikerBurton C. Bell (* 1969)

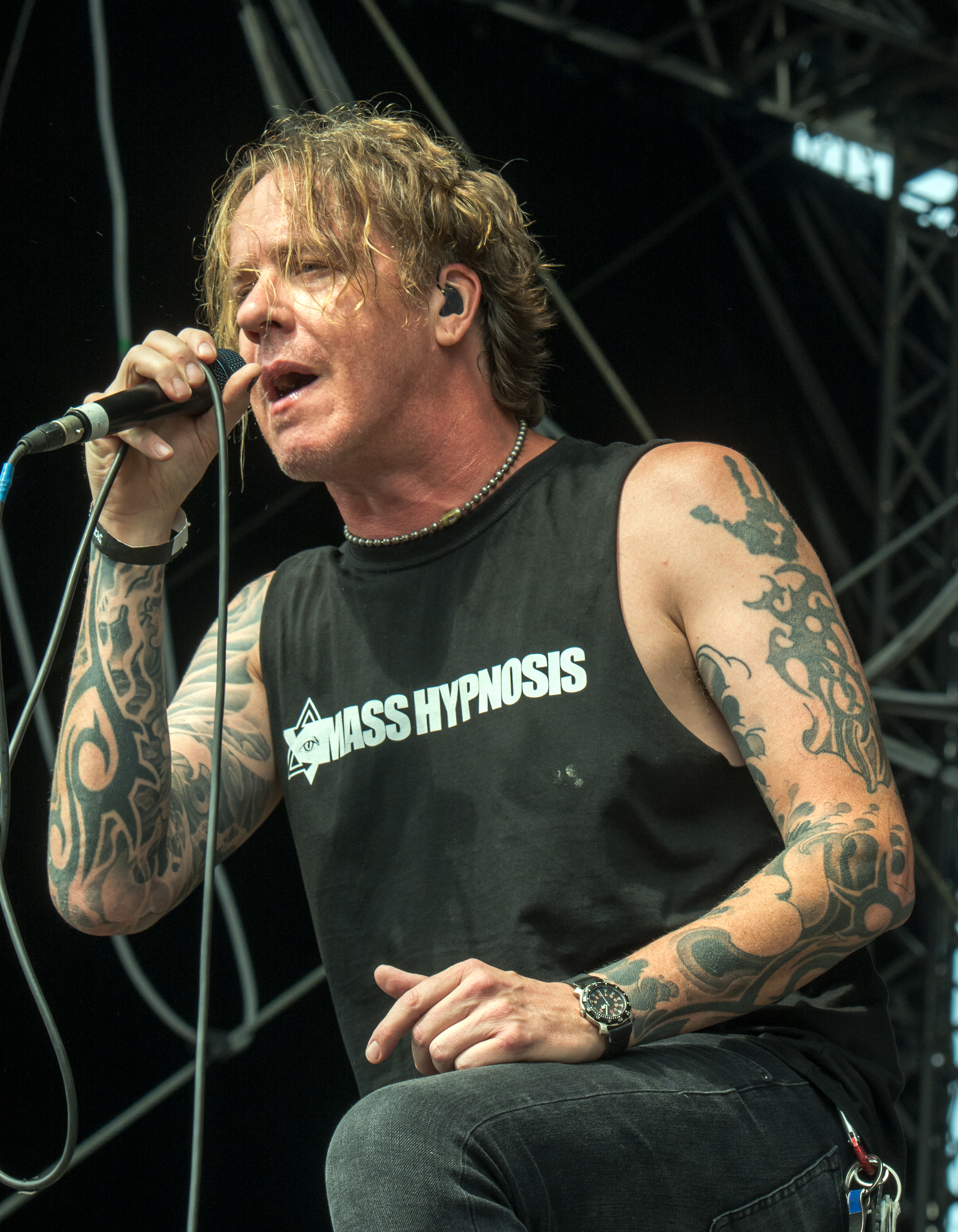
Burton C. Bell (* 1969)

#### Bell, C
- Bell, C. Jasper (1885–1978), US-amerikanischer Politiker
- Bell, Cammy (* 1986), schottischer Fußballtorwart
- Bell, Carey (1936–2007), US-amerikanischer Blues-Musiker (Mundharmonika)
- Bell, Caspar Wistar (1819–1898), US-amerikanischer Politiker
- Bell, Cassandra, Filmschauspielerin und Model
- Bell, Catherine (* 1968), US-amerikanische SchauspielerinCatherine Bell (* 1968)

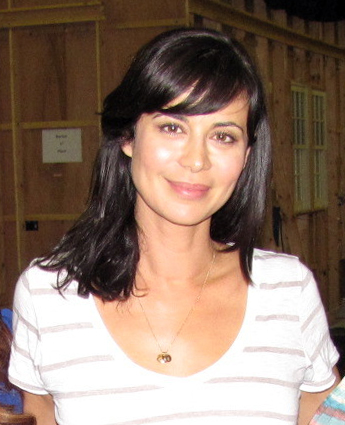
Catherine Bell (* 1968)

- Bell, Charles (1774–1842), schottischer Anatom und Physiologe
- Bell, Charles Alfred (1870–1945), britischer Diplomat und Tibetologe
- Bell, Charles Henry (1823–1893), US-amerikanischer Politiker
- Bell, Charles J. (1845–1909), US-amerikanischer Politiker
- Bell, Charles K. (1853–1913), US-amerikanischer Politiker
- Bell, Charles Milton (1848–1893), US-amerikanischer Fotograf
- Bell, Charles W. (1857–1927), US-amerikanischer Politiker
- Bell, Charlie (1960–2005), australischer Manager, Chef Restaurantkonzerns McDonald’s
- Bell, Charlie (* 1979), US-amerikanischer Basketballspieler
- Bell, Chichester (1848–1924), irischer Chemiker und Erfinder
- Bell, Chris (1951–1978), US-amerikanischer Sänger, Songwriter und Gitarrist
- Bell, Chris (* 1959), US-amerikanischer Politiker
- Bell, Chris (* 1960), walisisch-neuseeländischer Schriftsteller
- Bell, Christine (* 1949), britische Hürdenläuferin
- Bell, Christopher (* 1994), US-amerikanischer Automobilrennfahrer
- Bell, Chrysta (* 1978), US-amerikanische Musikerin und Schauspielerin
- Bell, Clara Louise (1886–1978), US-amerikanische Malerin und Miniaturmalerin
- Bell, Clive (1881–1964), britischer Kunstkritiker
- Bell, Clive (* 1950), britischer Musiker (Shakuhachi) und Musikkritiker
- Bell, Coby (* 1975), US-amerikanischer Schauspieler
- Bell, Colin (1946–2021), englischer Fußballspieler
- Bell, Colin, nordirischer Badmintonspieler
- Bell, Colin (* 1961), englischer Fußballspieler und -trainerColin Bell (* 1961)

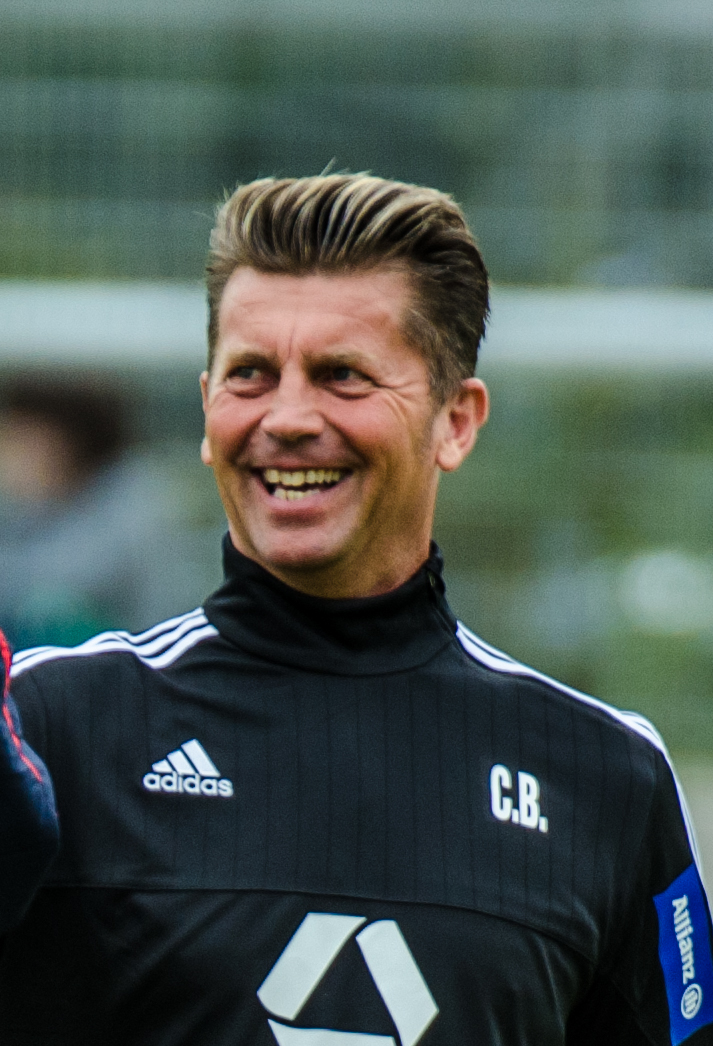
Colin Bell (* 1961)

- Bell, Connor (* 2001), neuseeländischer Diskuswerfer
- Bell, Corry (* 1904), deutsche Filmschauspielerin

#### Bell, D
- Bell, Daniel (1919–2011), US-amerikanischer Soziologe
- Bell, Daniel (* 1967), US-amerikanischer Techno-Musiker und DJ
- Bell, Daniel W. (1891–1971), US-amerikanischer Regierungsbeamter und Manager
- Bell, David (* 1955), australischer Hockeyspieler und -trainer
- Bell, David (* 1981), US-amerikanischer Basketballspieler
- Bell, David (* 2000), US-amerikanischer American-Football-Spieler
- Bell, David A. (* 1961), US-amerikanischer Historiker
- Bell, David E. (1919–2000), US-amerikanischer Politiker
- Bell, David Mandessi († 1936), kamerunischer Plantagenbesitzer und Geschäftsmann
- Bell, Dee (* 1950), US-amerikanische Jazzsängerin
- Bell, Derek (1935–2002), nordirischer Musiker
- Bell, Derek (* 1941), britischer RennfahrerDerek Bell (* 1941)

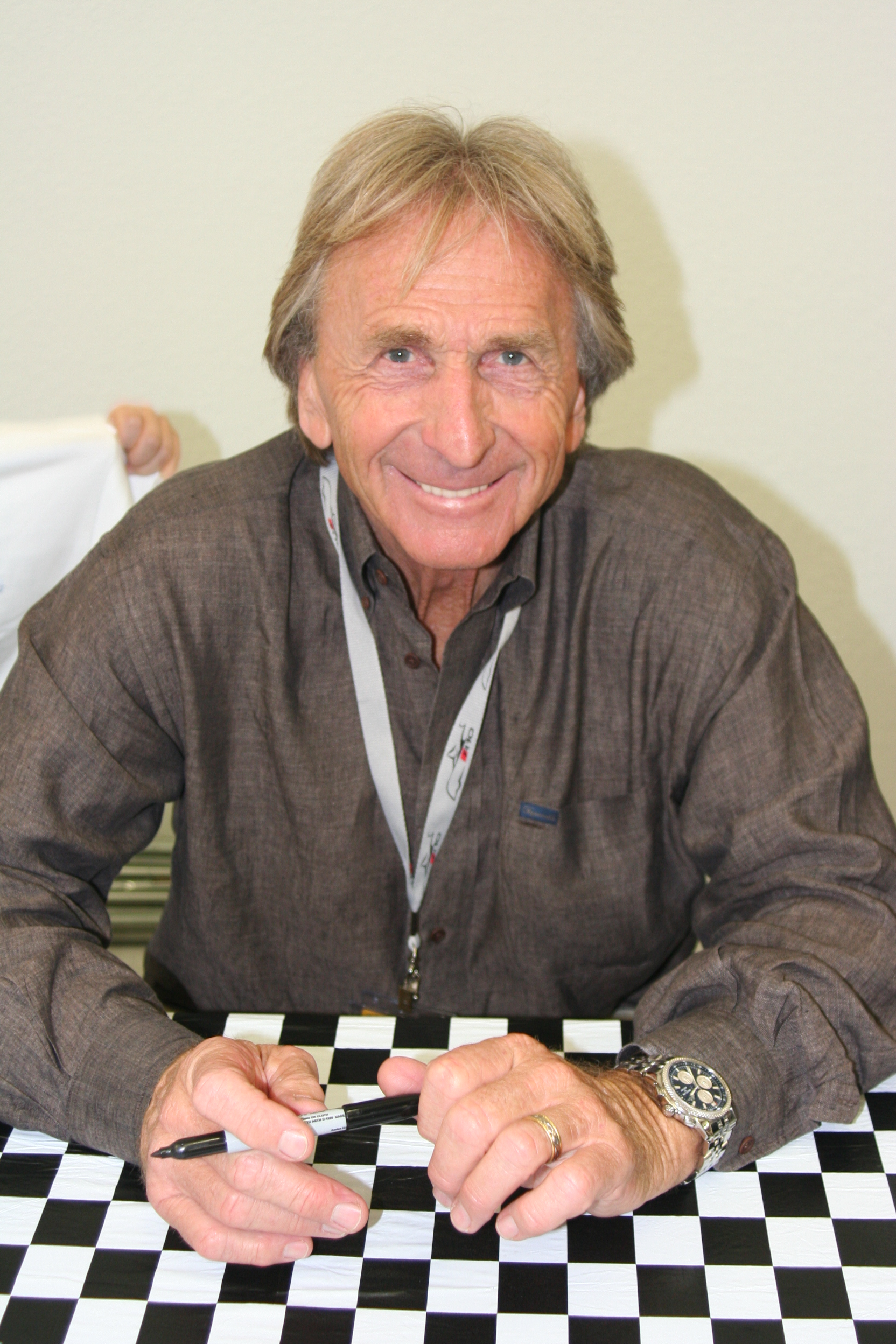
Derek Bell (* 1941)

- Bell, Diane (* 1943), australische Anthropologin, Schriftstellerin und Aktivistin
- Bell, Diane (* 1963), britische Judoka
- Bell, Dick (1915–1962), schottischer Fußballspieler
- Bell, Dietmar (* 1961), deutscher Politiker (SPD), MdL
- Bell, Dirk (* 1958), deutscher Jazz- und Improvisationsmusiker
- Bell, Donald (* 1934), kanadischer Opernsänger (Bassbariton) und Gesangspädagoge
- Bell, Donald Simpson (1890–1916), englischer Schullehrer und Fußballspieler
- Bell, Douglas (1908–1944), britischer Diskus- und Hammerwerfer

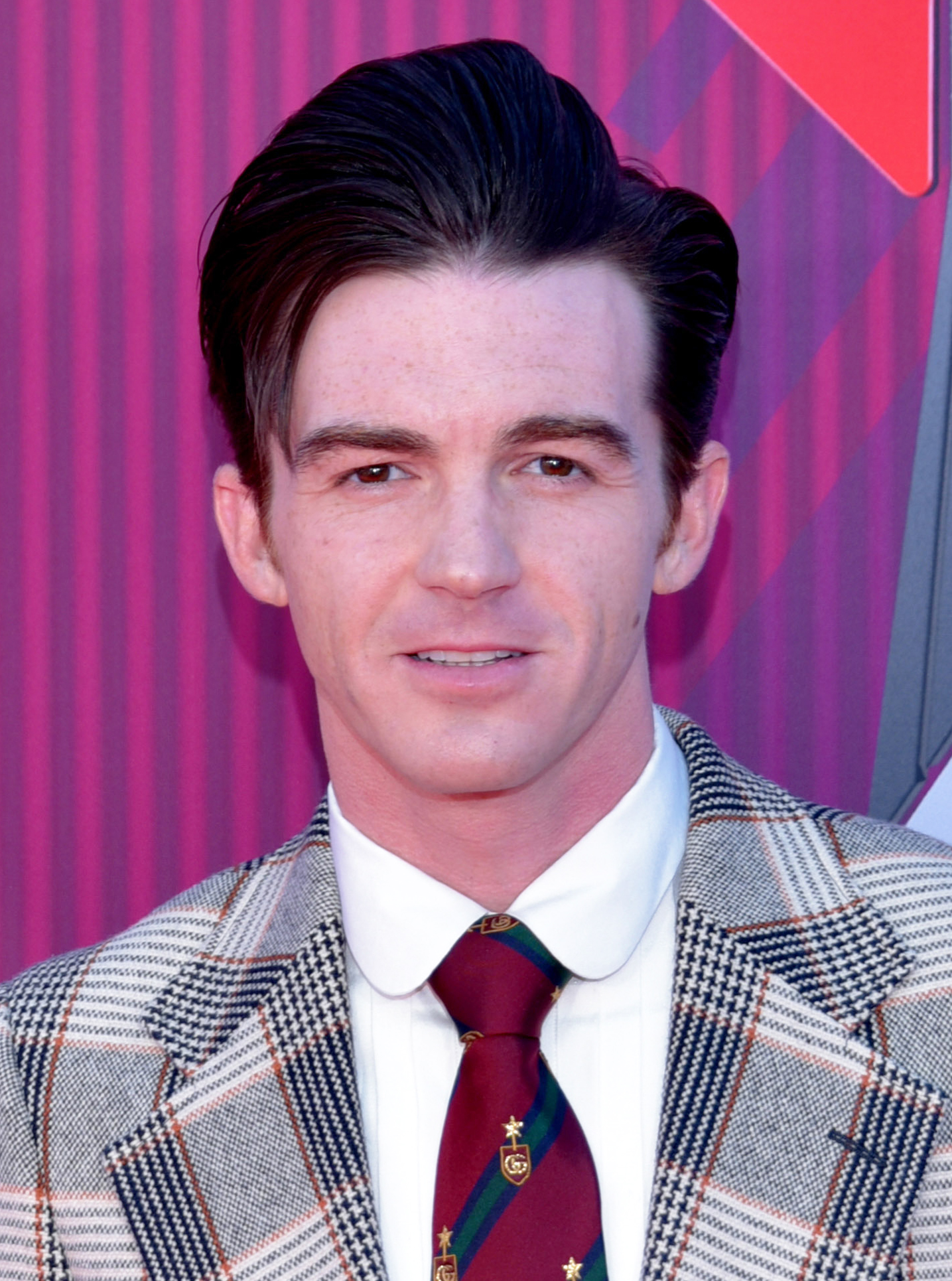
Drake Bell (* 1986)

- Bell, Drake (* 1986), US-amerikanischer Filmschauspieler und Pop-Rock-SängerDrake Bell (* 1986)
- Bell, Drew Tyler (* 1986), US-amerikanischer Schauspieler
- Bell, Dwain, US-amerikanischer Rockabilly-Musiker
- Bell, Dwight, US-amerikanischer Rennrodler, Sportfunktionär und Immobilienunternehmer

#### Bell, E
- Bell, E. E. (* 1955), US-amerikanischer Film- und Fernsehschauspieler
- Bell, Earl (* 1955), US-amerikanischer Stabhochspringer
- Bell, Ed, US-amerikanischer Blues-Musiker
- Bell, Eddy (1941–2012), US-amerikanischer Rockabilly-, Rock’n’Roll- und Polka-Musiker
- Bell, Elexious Thompson (1880–1963), US-amerikanischer Pathologe
- Bell, Elizabeth Gould (1862–1934), irisch-britische Ärztin und Suffragette
- Bell, Emma (* 1986), US-amerikanische Schauspielerin
- Bell, Eric (1922–2004), englischer Fußballspieler
- Bell, Eric (1929–2012), englischer Fußballspieler
- Bell, Eudorus N. (1866–1923), US-amerikanischer Pastor, Präsident von General Council of the Assemblies of God in the United States of America

#### Bell, F
- Bell, Felecia M. (* 1960), US-amerikanische Schauspielerin
- Bell, Florence (1910–1998), kanadische Leichtathletin und Olympiasiegerin
- Bell, Florence (1913–2000), britische Röntgenstrukturanalystin
- Bell, Florence (* 1996), irische Skirennläuferin
- Bell, Francis Henry Dillon (1851–1936), neuseeländischer Politiker und Premierminister
- Bell, Frank (1840–1927), US-amerikanischer Politiker

#### Bell, G
- Bell, Gabrielle (* 1976), britisch-amerikanische Comic-Künstlerin
- Bell, Galit (* 1973), israelische Sängerin
- Bell, Garry (* 1952), neuseeländischerscher Radrennfahrer
- Bell, Genevieve, australische Anthropologin
- Bell, Georg (1898–1933), deutscher Agent
- Bell, George (1878–1966), australischer Künstler und Kunstlehrer
- Bell, George Irving (1926–2000), US-amerikanischer Bergsteiger
- Bell, George Kennedy Allen (1883–1958), anglikanischer Bischof
- Bell, Gertrude (1868–1926), britische Reiseschriftstellerin und HistorikerinGertrude Bell (1868–1926)

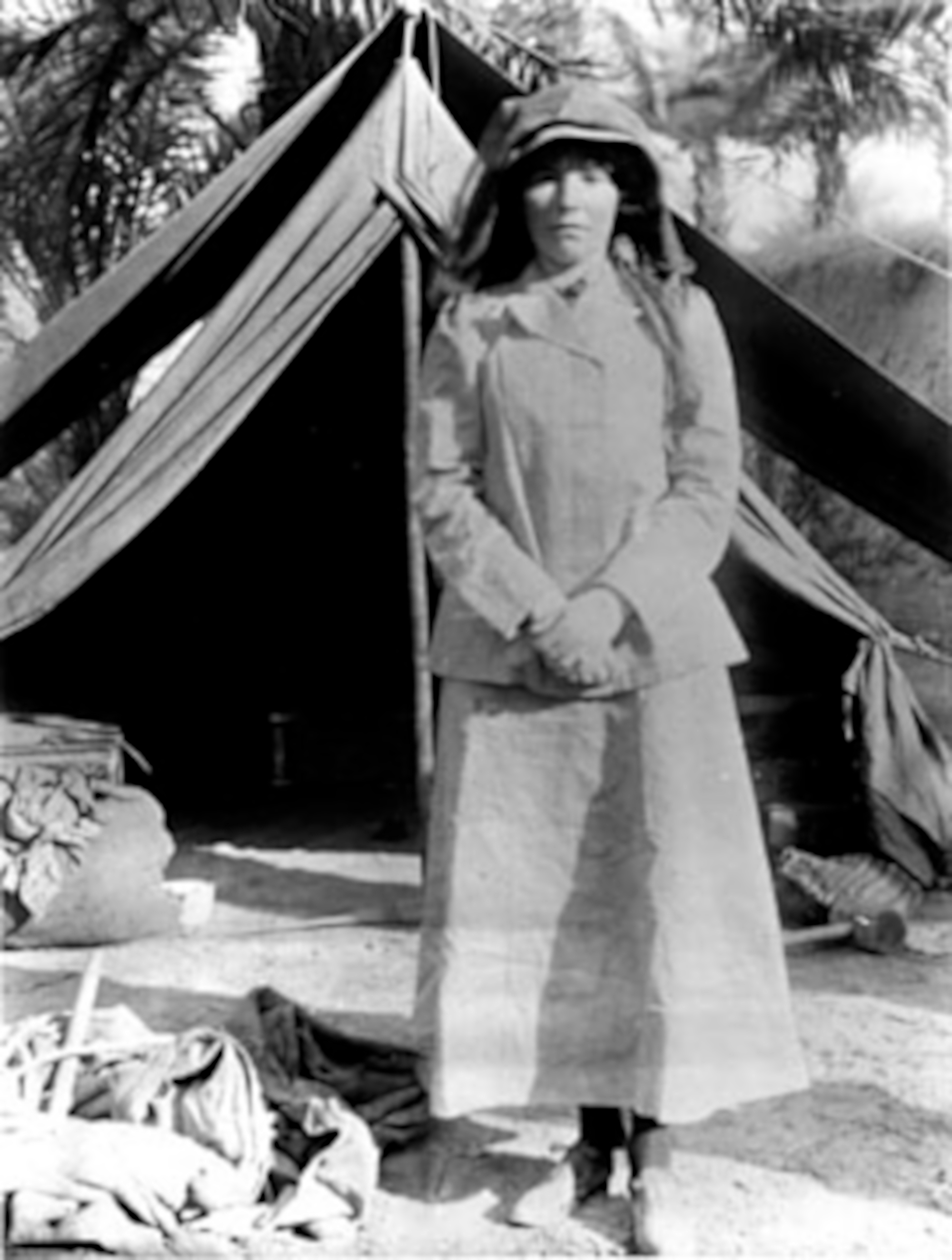
Gertrude Bell (1868–1926)

- Bell, Gisela (* 1949), deutsche Vorstandssekretärin, Schauspielerin und Autorin
- Bell, Glen (1923–2010), US-amerikanischer Unternehmer
- Bell, Gordon (1934–2024), US-amerikanischer Computeringenieur
- Bell, Graeme (1914–2012), australischer Jazzpianist, Komponist und Bandleader des Dixieland Jazz
- Bell, Graham (1948–2008), englischer Pop- und Rocksänger
- Bell, Graham (* 1966), britischer Skirennläufer
- Bell, Graham E., US-amerikanischer Amateurastronom und Asteroidenentdecker
- Bell, Greg (1930–2025), US-amerikanischer Leichtathlet
- Bell, Greg (* 1948), US-amerikanischer Politiker
- Bell, Griffin B. (1918–2009), US-amerikanischer Jurist, Justizminister (Attorney General) und Politiker (Demokratische Partei)

#### Bell, H
- Bell, H. C. P. (1851–1937), britischer Kolonialbeamter und Archäologe in Ceylon und auf den Malediven
- Bell, Harold (1898–1992), englischer Fußballspieler
- Bell, Harold (1919–2009), US-amerikanischer Marketing- und Merchandising-Agent
- Bell, Harold W (1885–1947), US-amerikanischer Numismatiker und Sherlock-Holmes-Sammler
- Bell, Heath (* 1977), US-amerikanischer Baseballspieler
- Bell, Heinrich (1907–1986), deutscher Altertumsforscher
- Bell, Henry Hesketh (1864–1952), britischer Kolonialbeamter und Schriftsteller
- Bell, Hiram (1808–1855), US-amerikanischer Politiker
- Bell, Hiram Parks (1827–1907), US-amerikanischer Politiker (Demokratische Partei)
- Bell, Hugh Poynter (1872–1961), kanadischer Musikkritiker und Komponist

#### Bell, I
- Bell, Iain (* 1980), englischer Komponist
- Bell, Ian (1957–2016), britischer Motorradrennfahrer
- Bell, Ian (* 1962), englischer Computerspielentwickler
- Bell, Ian (* 1982), englischer CricketspielerIan Bell (* 1982)

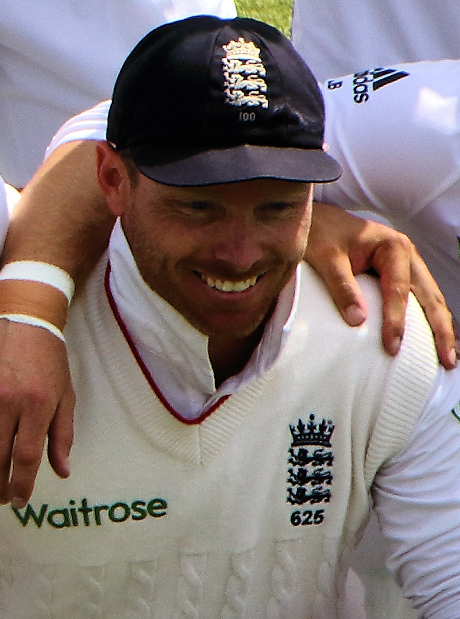
Ian Bell (* 1982)

- Bell, Inge (* 1967), deutsche Unternehmerin
- Bell, Iris (1934–2008), US-amerikanische R&B- und Jazzmusikerin
- Bell, Isaac Lowthian (1816–1904), britischer Industrieller der Stahlindustrie und liberaler Politiker
- Bell, Ivor, nordirischer IRA-Führer

#### Bell, J
- Bell, J. Franklin (1856–1919), US-amerikanischer Offizier, Generalmajor der US Army
- Bell, James (1804–1857), US-amerikanischer Politiker
- Bell, James (1891–1973), US-amerikanischer Schauspieler
- Bell, James Mackintosh (1877–1934), kanadischer Geologe
- Bell, James Martin (1796–1849), US-amerikanischer Politiker
- Bell, Jamie (* 1986), britischer SchauspielerJamie Bell (* 1986)

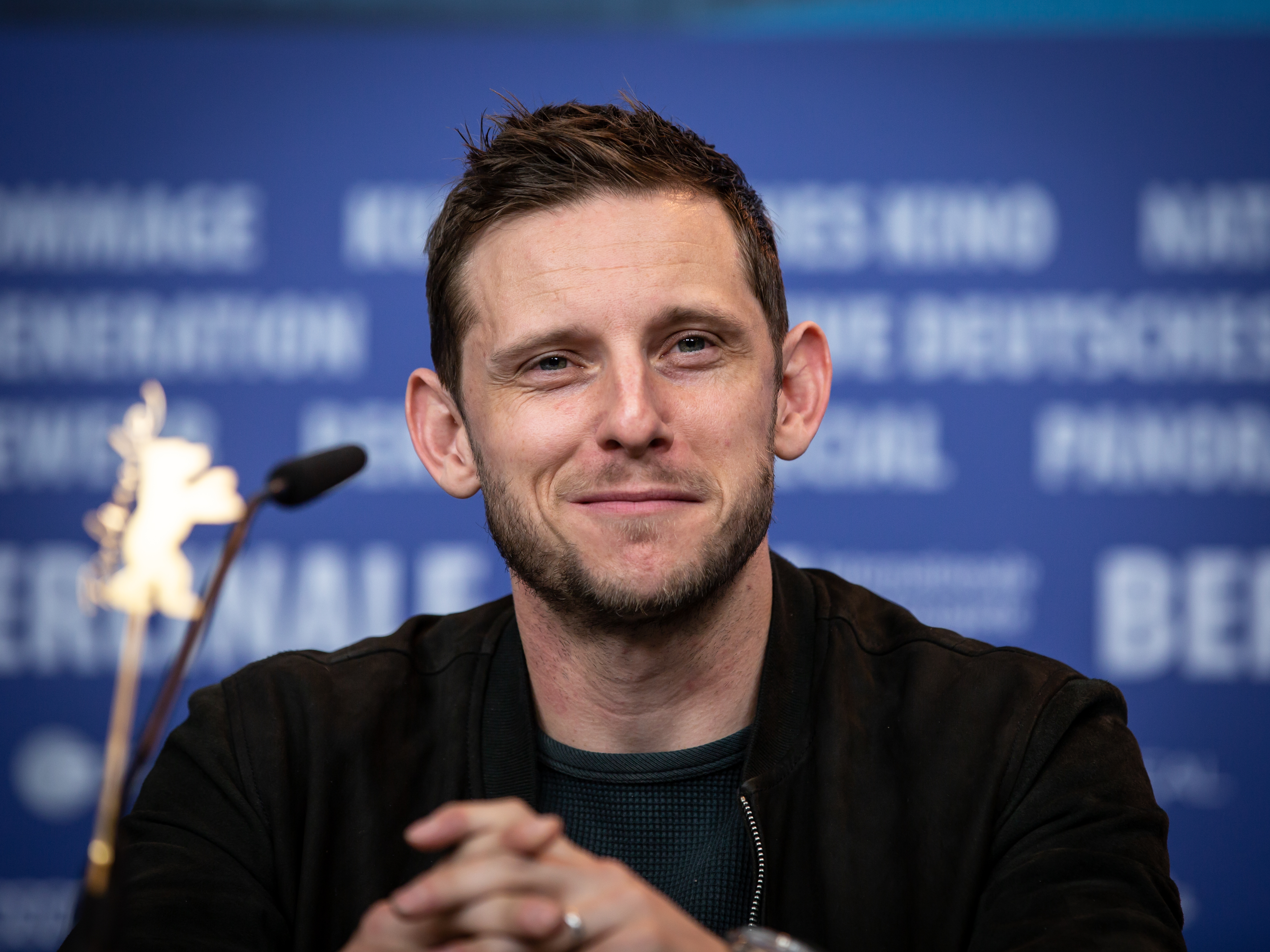
Jamie Bell (* 1986)

- Bell, Javere (* 1992), jamaikanischer Sprinter
- Bell, Jeannie (* 1943), US-amerikanische Schauspielerin und Playmate
- Bell, Jillian (* 1984), US-amerikanische Schauspielerin
- Bell, Jim (* 1958), amerikanischer Krypto-Anarchist
- Bell, Joe (* 1999), neuseeländischer Fußballspieler
- Bell, Johannes (1868–1949), deutscher Politiker (Zentrum), MdR und Jurist
- Bell, John (1765–1836), US-amerikanischer Politiker
- Bell, John (1796–1869), US-amerikanischer Politiker
- Bell, John (1797–1869), US-amerikanischer Politiker und Kriegsminister
- Bell, John (* 1952), kanadisch-britischer Immunologe und Genetiker
- Bell, John (* 1997), schottischer Schauspieler
- Bell, John B. (* 1954), US-amerikanischer Mathematiker
- Bell, John C. (1892–1974), US-amerikanischer Politiker
- Bell, John Calhoun (1851–1933), US-amerikanischer Politiker
- Bell, John Charles (1844–1924), britischer Politiker, Lord Mayor of London
- Bell, John J. (1910–1963), US-amerikanischer Politiker
- Bell, John Stewart (1928–1990), irischer Physiker
- Bell, Joseph (1837–1911), schottischer Chirurg, Kinder- und Militärarzt und gilt als Pionier der Forensik
- Bell, Joseph (1861–1912), britischer Leitender Ingenieur der Titanic
- Bell, Joseph-Antoine (* 1954), kamerunischer Fußballtorhüter
- Bell, Joshua (* 1967), US-amerikanischer ViolinistJoshua Bell (* 1967)

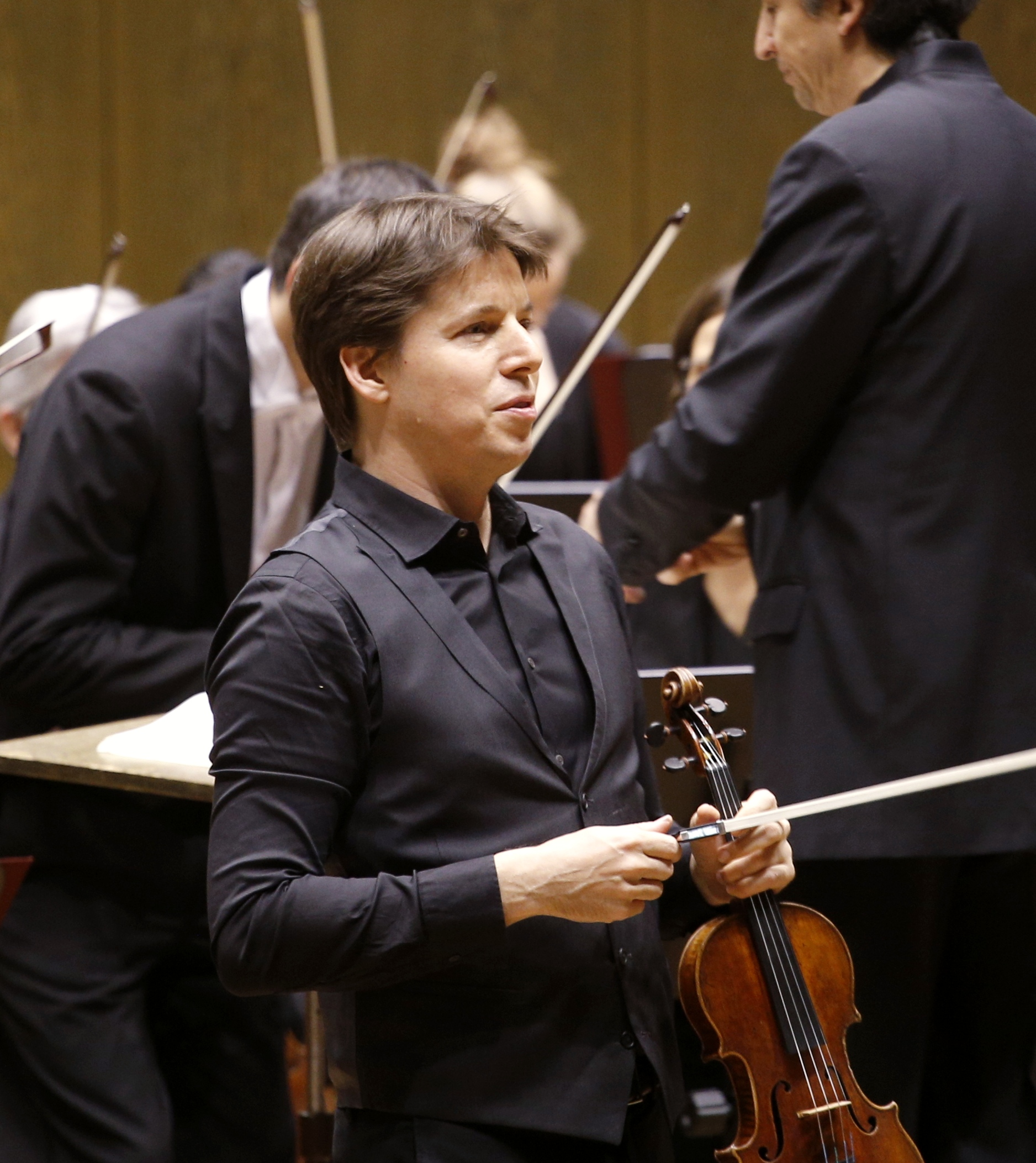
Joshua Bell (* 1967)

- Bell, Joshua (* 1994), australischer Sportschütze
- Bell, Joshua Fry (1811–1870), US-amerikanischer Politiker
- Bell, Julia (1879–1979), britische Humangenetikerin
- Bell, Julian (1908–1937), britischer Maler, Kunstkritiker und Dichter
- Bell, Julie (* 1958), US-amerikanische Illustratorin und Bodybuilderin
- Bell, Justin (* 1968), britischer Autorennfahrer

#### Bell, K
- Bell, Karina (1898–1979), dänische Schauspielerin bei Bühne und Film
- Bell, Kate, britische Gewerkschafterin
- Bell, Kate (* 1983), australische Filmschauspielerin
- Bell, Katherine (* 1988), US-amerikanische Wasserspringerin
- Bell, Katherine (* 1993), US-amerikanische Volleyballspielerin
- Bell, Kirsty (* 1971), britisch-amerikanische Kunstkritikerin und Autorin
- Bell, Kristen (* 1980), US-amerikanische SchauspielerinKristen Bell (* 1980)

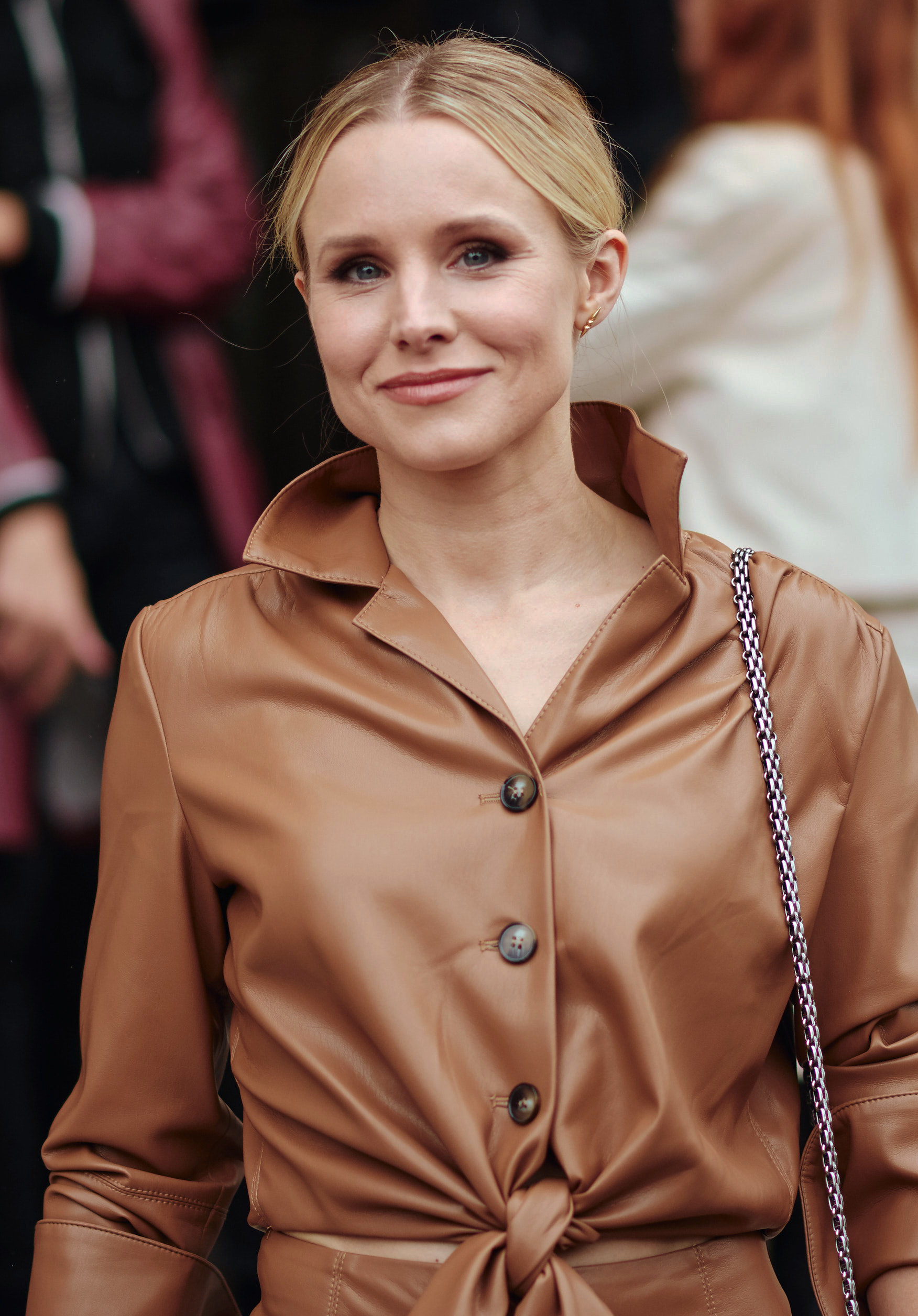
Kristen Bell (* 1980)

#### Bell, L
- Bell, Lake (* 1979), US-amerikanische Schauspielerin, Filmregisseurin und Drehbuchautorin
- Bell, Lanny (1941–2019), US-amerikanischer Ägyptologe
- Bell, Larry (* 1939), US-amerikanischer Künstler
- Bell, Lauralee (* 1968), US-amerikanische Schauspielerin
- Bell, Lauren (* 1999), britische Radsportlerin
- Bell, Lauren (* 2001), englische Cricketspielerin
- Bell, Lee (* 1927), US-amerikanischer Country-Musiker
- Bell, Lemuel Nelson (1894–1973), US-amerikanischer Arzt, Missionar und Mitbegründer der Zeitschrift Christianity Today
- Bell, Leonard (1925–1995), US-amerikanischer Schauspieler
- Bell, Lesley, englische Tischtennisspielerin
- Bell, Le’Veon (* 1992), US-amerikanischer American-Football-Spieler
- Bell, Louis (1864–1923), US-amerikanischer Physiker
- Bell, Luke (* 1979), australischer Triathlet und Ironman
- Bell, Lurrie (* 1958), US-amerikanischer Bluesgitarrist und Bluessänger
- Bell, Lynette (* 1947), australische Schwimmerin

#### Bell, M
- Bell, M. Shayne (* 1957), US-amerikanischer Science-Fiction-Schriftsteller
- Bell, Madeline, Produzentin und Aufnahmeleiterin
- Bell, Madeline (* 1942), US-amerikanische Soul-Sängerin
- Bell, Madison Smartt (* 1957), amerikanischer Schriftsteller und Literaturprofessor
- Bell, Maggie (* 1945), britische SängerinMaggie Bell (* 1945)

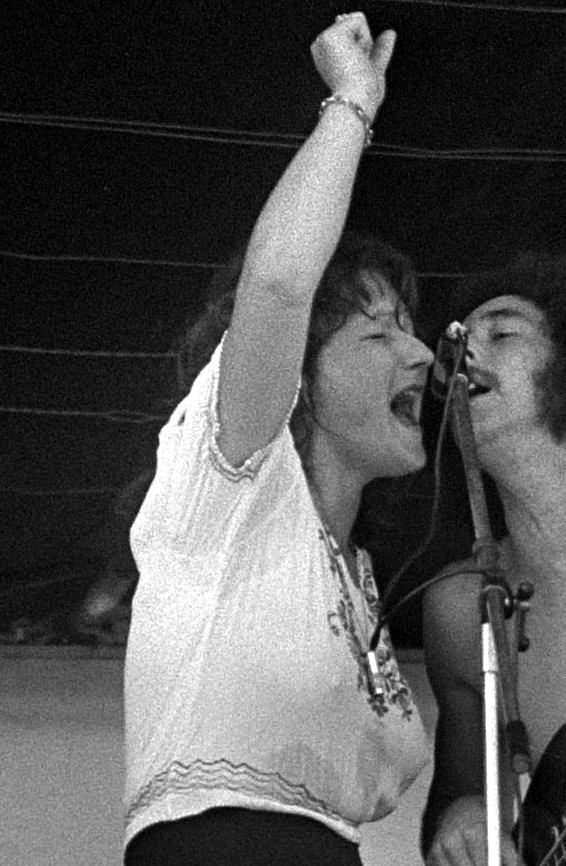
Maggie Bell (* 1945)

- Bell, Malcolm (1941–2024), US-amerikanischer Klassischer Archäologe
- Bell, Marcus B. (1893–1981), US-amerikanischer Offizier, Brigadegeneral der US Army
- Bell, Margaret (1917–1996), kanadische Hochspringerin
- Bell, Maria Mandessi († 1990), kamerunische Aktivistin und Autorin
- Bell, Mariah (* 1996), US-amerikanische Eiskunstläuferin
- Bell, Marie (1900–1985), französische Schauspielerin und Theaterdirektorin
- Bell, Marie Elizabeth May (1887–1965), namibische Bürgermeisterin
- Bell, Mark (1960–2009), britischer Radrennfahrer
- Bell, Mark (* 1980), kanadischer Eishockeyspieler, -trainer und -scout
- Bell, Marshall (* 1942), US-amerikanischer SchauspielerMarshall Bell (* 1942)

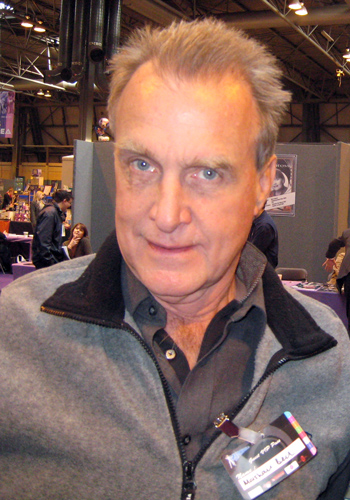
Marshall Bell (* 1942)

- Bell, Martin (* 1938), britischer Nachrichtensprecher und Politiker
- Bell, Martin (* 1943), US-amerikanischer Regisseur
- Bell, Martin (* 1964), britischer Skirennläufer
- Bell, Mary (1862–1943), schottisch-britische Kommunalpolitikerin, Friedensrichterin und Suffragette
- Bell, Mary (* 1957), britische Kindermörderin
- Bell, Mary Hayley (1911–2005), britische Schauspielerin und Dramatikerin
- Bell, Matthew (* 1989), britischer Autorennfahrer
- Bell, Meeghan, australische Squashspielerin
- Bell, Melissa (1964–2017), britische Sängerin
- Bell, Michael (1936–2011), irischer Politiker
- Bell, Michael (* 1938), US-amerikanischer Schauspieler und SynchronsprecherMichael Bell (* 1938)

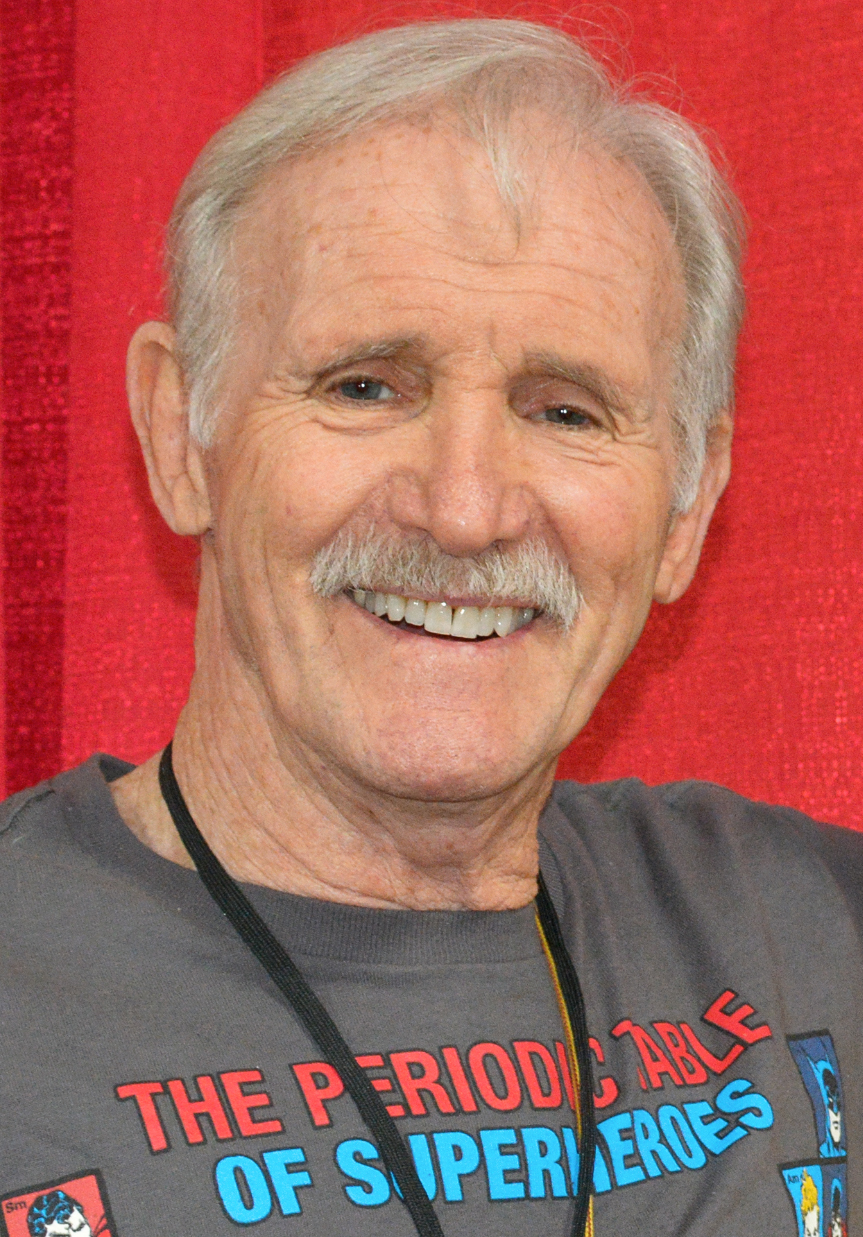
Michael Bell (* 1938)

- Bell, Michael Richard (* 1939), kanadischer Botschafter
- Bell, Mike (* 1968), US-amerikanischer Baseballspieler
- Bell, Mike (1974–2021), US-amerikanischer Baseballspieler und -coach
- Bell, Milton (1929–2019), US-amerikanischer Architekt
- Bell, Monta (1891–1958), US-amerikanischer Filmproduzent, Filmregisseur und Drehbuchautor
- Bell, Muriel (1897–1974), neuseeländische Ernährungswissenschaftlerin und Forscherin im medizinischen Bereich

#### Bell, N
- Bell, Nancy (* 1967), Schauspielerin und Drehbuchautorin
- Bell, Norris (* 1960), US-amerikanischer Basketballspieler

#### Bell, O
- Bell, Oliver (* 1958), deutscher Manager
- Bell, O’Neil (1974–2015), jamaikanischer Boxer

#### Bell, P
- Bell, Peter (1889–1939), deutscher Lehrer und Politiker (NSDAP), MdR
- Bell, Peter (* 1977), deutscher Kunsthistoriker
- Bell, Peter Hansborough (1812–1898), US-amerikanischer Geschäftsmann, Soldat und 3. Gouverneur von Texas
- Bell, Phoebe (* 1996), australische Volleyball- und Beachvolleyballspielerin

#### Bell, Q
- Bell, Quentin (1910–1996), britischer Kunsthistoriker, Kunstkritiker, Maler, Keramiker und Schriftsteller

#### Bell, R
- Bell, Raja (* 1976), amerikanischer Basketballspieler
- Bell, Randolph Marshall (* 1947), US-amerikanischer Botschafter
- Bell, Reece (* 2001), britische Skirennläuferin
- Bell, Regla (* 1970), kubanische Volleyballnationalspielerin
- Bell, Rex (1903–1962), US-amerikanischer Schauspieler und PolitikerRex Bell (1903–1962)

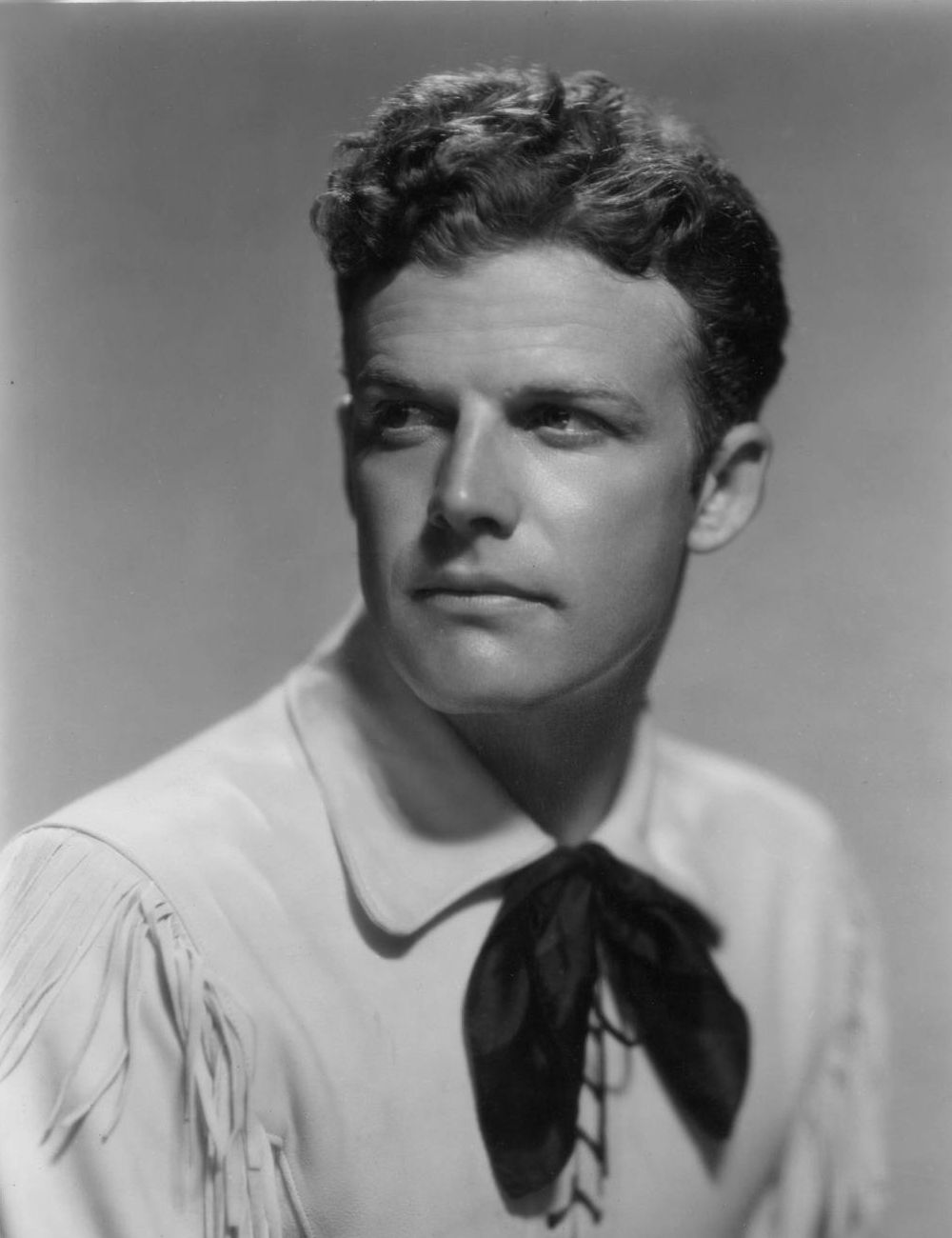
Rex Bell (1903–1962)

- Bell, Richard (1859–1930), britischer Gewerkschafter und Politiker, Mitglied des House of Commons
- Bell, Richard (1876–1952), britischer Arabist
- Bell, Richard (* 1953), australischer Künstler, Aborigine
- Bell, Richard Albert (1913–1988), kanadischer Politiker
- Bell, Rob (* 1970), US-amerikanischer Geistlicher, Gemeindegründer und Bestsellerautor
- Bell, Robert (1800–1867), irischer Schriftsteller und Journalist
- Bell, Robert (1841–1917), kanadischer Geograph und Geologe
- Bell, Robert Anning (1863–1933), britischer Maler, Illustrator, Designer und Kunstpädagoge
- Bell, Robert Holmes (1944–2023), US-amerikanischer Rechtsanwalt und Bezirksrichter am United States District Court for the Western District of Michigan (1987–2017)
- Bell, Robin (* 1977), australischer Kanuslalomfahrer im Einer-Canadier
- Bell, Rolanda (* 1987), panamaische Mittelstreckenläuferin
- Bell, Romina (* 1993), österreichische Fußballspielerin

#### Bell, S
- Bell, Sam (1928–2016), US-amerikanischer Leichtathletiktrainer
- Bell, Samuel (1770–1850), US-amerikanischer Politiker
- Bell, Samuel (1840–1920), Schweizer Metzger und Unternehmer
- Bell, Samuel Newell (1829–1889), US-amerikanischer Politiker
- Bell, Sean (1983–2006), durch Beamte des New York City Police Department erschossen
- Bell, Simone, US-amerikanische Politikerin der Demokratischen Partei
- Bell, Stefan (* 1991), deutscher FußballspielerStefan Bell (* 1991)

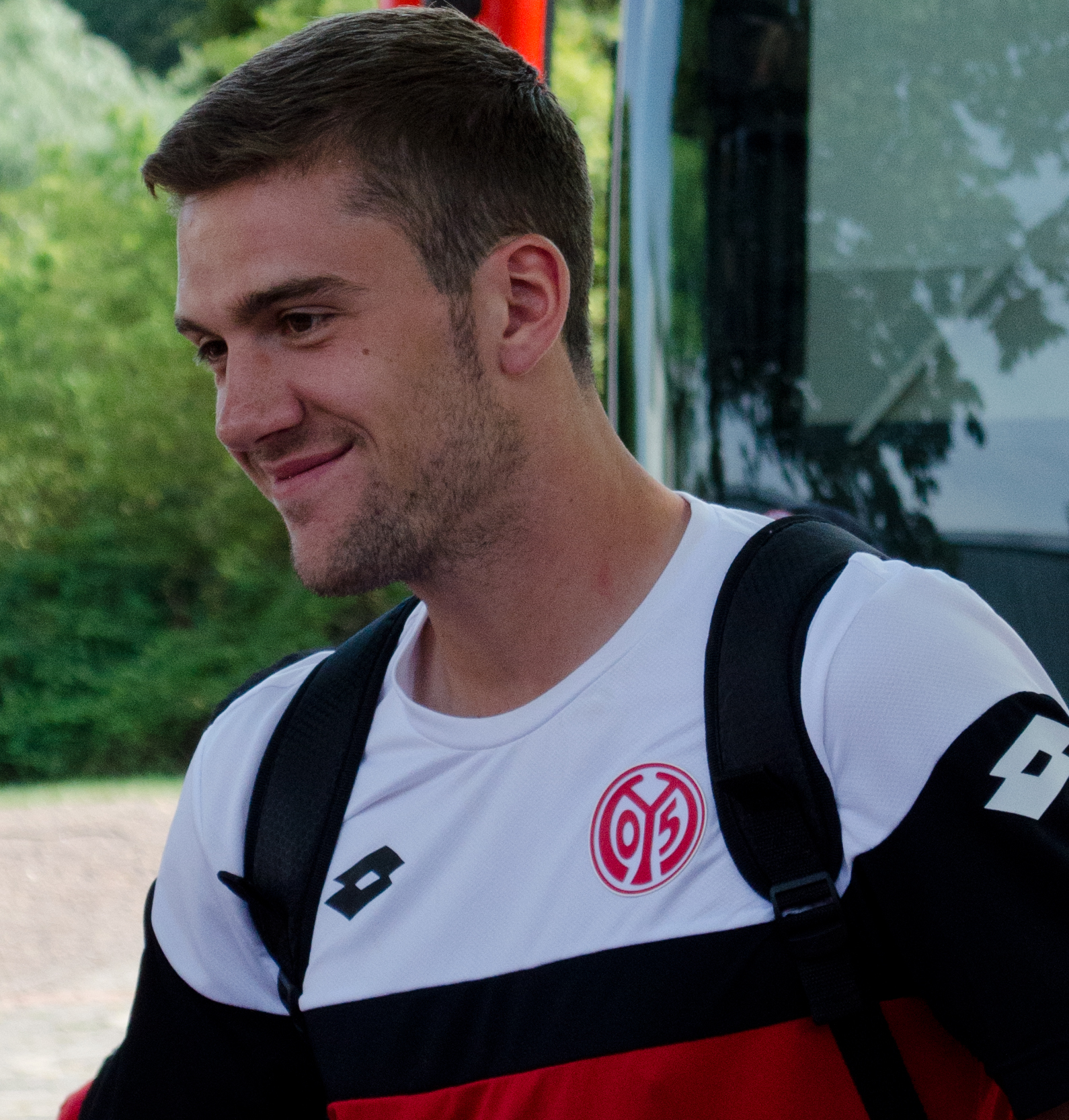
Stefan Bell (* 1991)

- Bell, Steve (* 1936), britischer Pädagoge
- Bell, Steve (* 1951), englischer Karikaturist
- Bell, Susan Groag (1926–2015), US-amerikanische Frauenforscherin

#### Bell, T
- Bell, T. J. (* 1980), US-amerikanischer Autorennfahrer
- Bell, Teresa (* 1966), US-amerikanische Ruderin
- Bell, Terrel (1921–1996), US-amerikanischer Pädagoge, Hochschullehrer und Bildungsminister der Vereinigten Staaten (1980–1985)
- Bell, Theodore A. (1872–1922), US-amerikanischer Politiker
- Bell, Thom (1943–2022), US-amerikanischer Musikproduzent, Pianist, Sänger, Dirigent, Arrangeur und Komponist
- Bell, Thomas (1792–1880), britischer Arzt und Zoologe
- Bell, Thomas Montgomery (1861–1941), US-amerikanischer Politiker
- Bell, Thomas R. D. (1863–1948), britisch-indischer Forstbeamter, Zoologe und Botaniker
- Bell, Timothy, Baron Bell (1941–2019), britischer Geschäftsmann und Life Peer
- Bell, Tobin (* 1942), US-amerikanischer SchauspielerTobin Bell (* 1942)

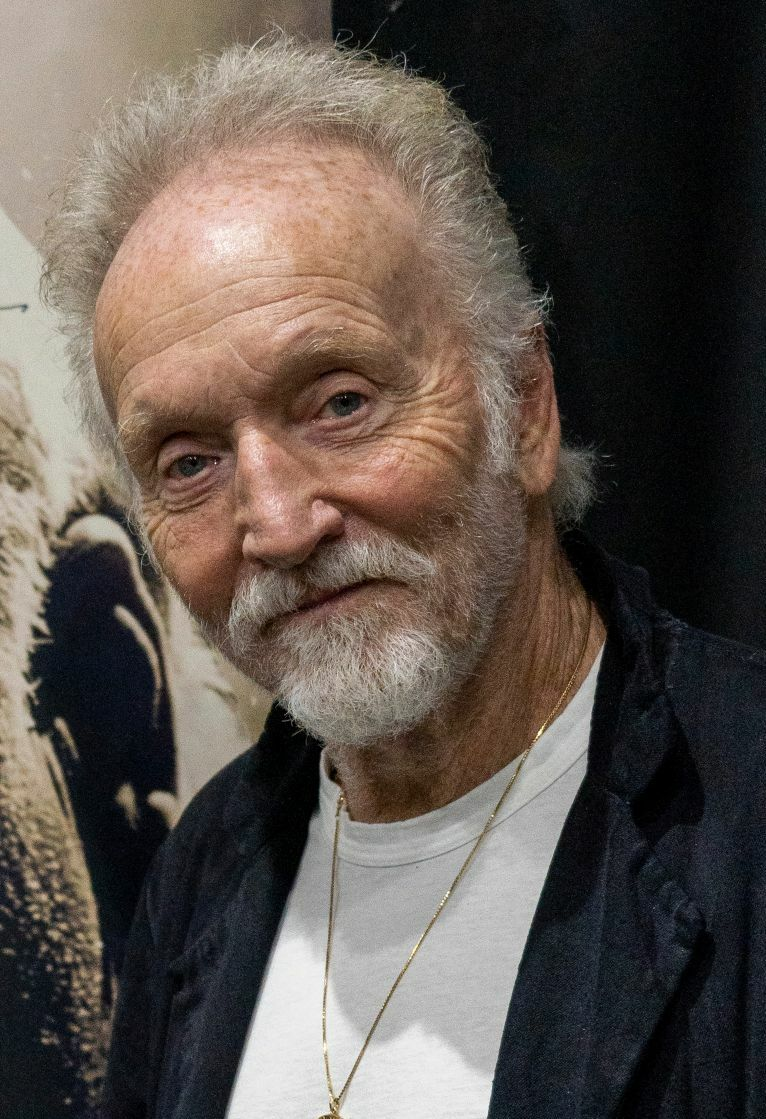
Tobin Bell (* 1942)

- Bell, Todd (1958–2005), US-amerikanischer American-Football-Spieler
- Bell, Tom (1875–1914), schottischer Fußballspieler
- Bell, Tom (1933–2006), britischer Bühnen-, Film- und Fernsehschauspieler
- Bell, Tommy (1922–1986), US-amerikanischer Schiedsrichter im American Football
- Bell, Tone (* 1983), US-amerikanischer Schauspieler
- Bell, Townsend (* 1975), US-amerikanischer Automobilrennfahrer
- Bell, Troy (* 1980), US-amerikanischer Basketballspieler
- Bell, Tyree Harris (1815–1902), General der Konföderierten Staaten von Amerika im Amerikanischen Bürgerkrieg

#### Bell, V
- Bell, Vanessa (1879–1961), britische Malerin und InnenarchitektinVanessa Bell (1879–1961)

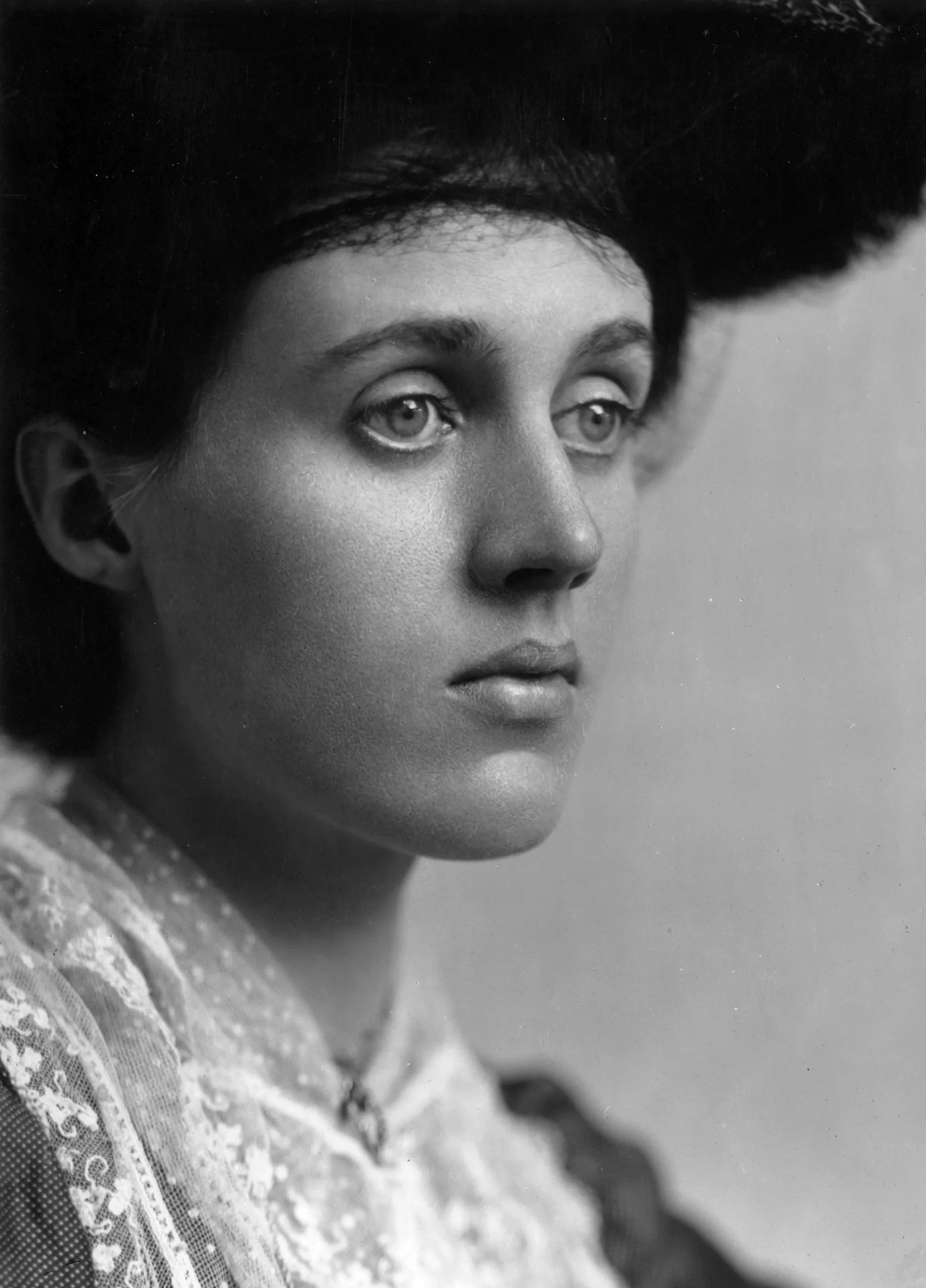
Vanessa Bell (1879–1961)

- Bell, Victoria (* 1994), irische Skirennläuferin
- Bell, Vonn (* 1994), US-amerikanischer American-Football-Spieler

#### Bell, W
- Bell, W., schottischer Fußballspieler
- Bell, Wade (1945–2024), US-amerikanischer Mittelstreckenläufer
- Bell, Walter A. (1889–1969), kanadischer Paläobotaniker
- Bell, Wendell (1924–2019), US-amerikanischer Soziologe
- Bell, Wendy (* 1967), schottische Curlerin
- Bell, Wesley (* 1974), US-amerikanischer Jurist und Politiker (Demokratische Partei)
- Bell, Wilhelm (1849–1936), deutscher Baumeister und Bauunternehmer
- Bell, William (* 1939), amerikanischer Sänger, Songwriter und Musikproduzent
- Bell, William Henry (1873–1946), englischer Komponist, Dirigent und Hochschullehrer
- Bell, William J. (1927–2005), US-amerikanischer Fernsehproduzent, Unternehmer und Drehbuchautor
- Bell, William junior (1828–1902), US-amerikanischer Politiker (Demokratische Partei)
- Bell, Wolf J. (1924–2014), deutscher Journalist
- Bell, Wolfgang (1937–2012), deutscher Politiker (SPD)

#### Bell, Z
- Bell, Zachary (* 1982), kanadischer Radrennfahrer
- Bell, Zoë (* 1978), neuseeländische Stuntfrau und SchauspielerinZoë Bell (* 1978)

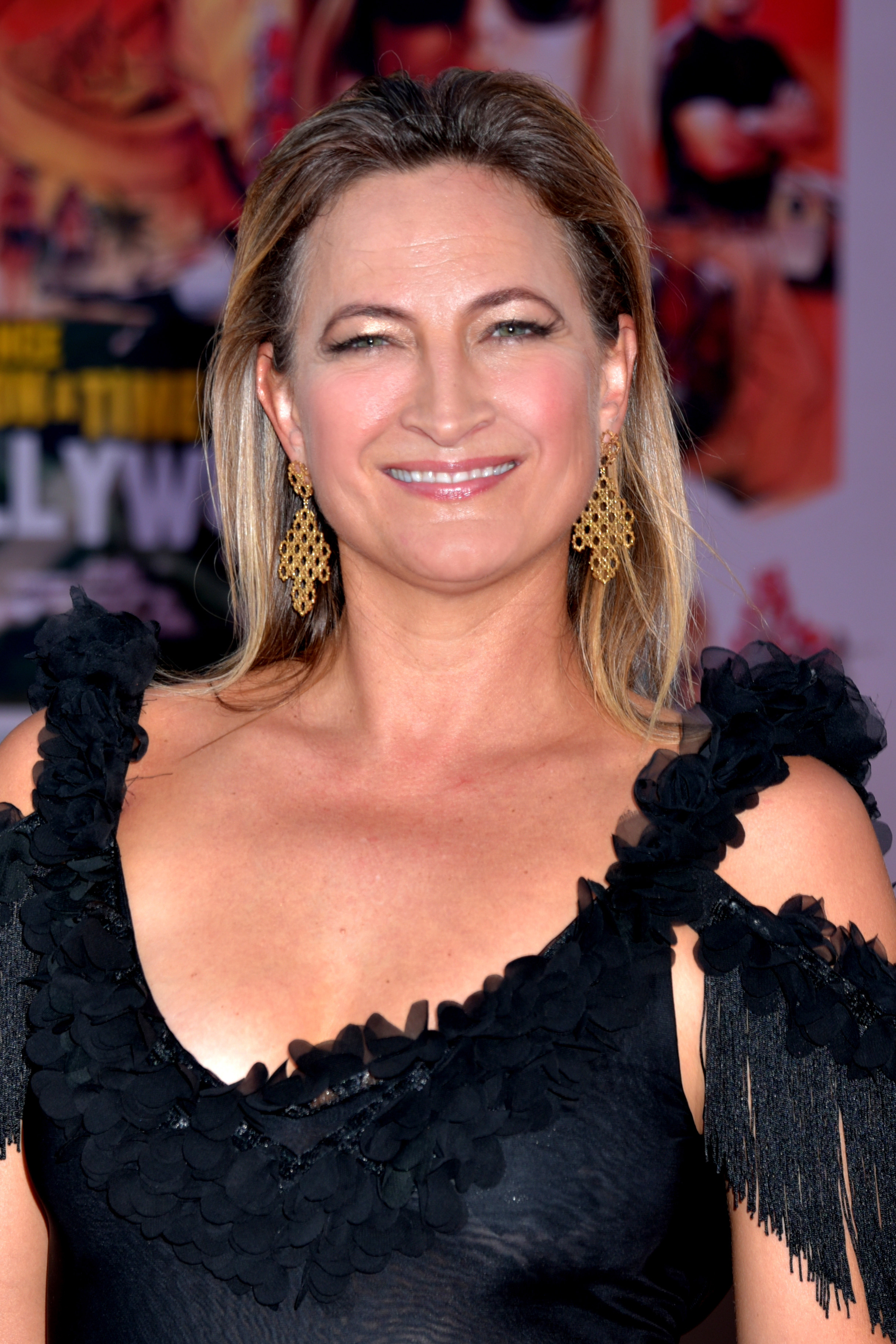
Zoë Bell (* 1978)

### Bell-

#### Bell-B
- Bell-Briggs, Tessa (* 1951), britische Schauspielerin

#### Bell-G
- Bell-Gam, Bella (* 1956), nigerianische Fünfkämpferin, Weitspringerin und Hürdenläuferin
- Bell-Gam, Judy (* 1956), nigerianische 100-m-Hürdenläuferin

#### Bell-H
- Bell-Haynes, Trae (* 1995), kanadischer Basketballspieler

#### Bell-I
- Bell-Irving, Henry Pybus (1913–2002), kanadischer Unternehmer und Offizier, Vizegouverneur von British Columbia

#### Bell-J
- Bell-Johnstone, Nancy (* 1959), US-amerikanische Biathletin

### Bella
- Bella, Aida (* 1985), polnische Shorttrackerin
- Bella, Angelica (1968–2021), ungarische Schauspielerin und Pornodarstellerin
- Bella, Árpád (* 1946), ungarischer Grenzoffizier
- Bella, Brie (* 1983), US-amerikanisches Model, Schauspielerin und Wrestlerin
- Bella, Cristina (* 1981), ungarische Pornodarstellerin
- Bella, Cyrille Florent (* 1975), kamerunischer Fußballspieler
- Bella, Françoise (* 1983), kamerunische Fußballspielerin
- Bella, Gianni (* 1946), italienischer Sänger und Songwriter
- Bella, Ivan (* 1964), slowakischer Kosmonaut und Pilot
- Bella, Ján Levoslav (1843–1936), slowakischer Komponist
- Bella, Johann (1885–1938), österreichischer Politiker, Landtagsabgeordneter
- Bella, Marcella (* 1952), italienische Sängerin
- Bella, Michael (* 1945), deutscher Fußballspieler
- Bella, Nikki (* 1983), US-amerikanisches Model, Schauspielerin und WrestlerinNikki Bella (* 1983)

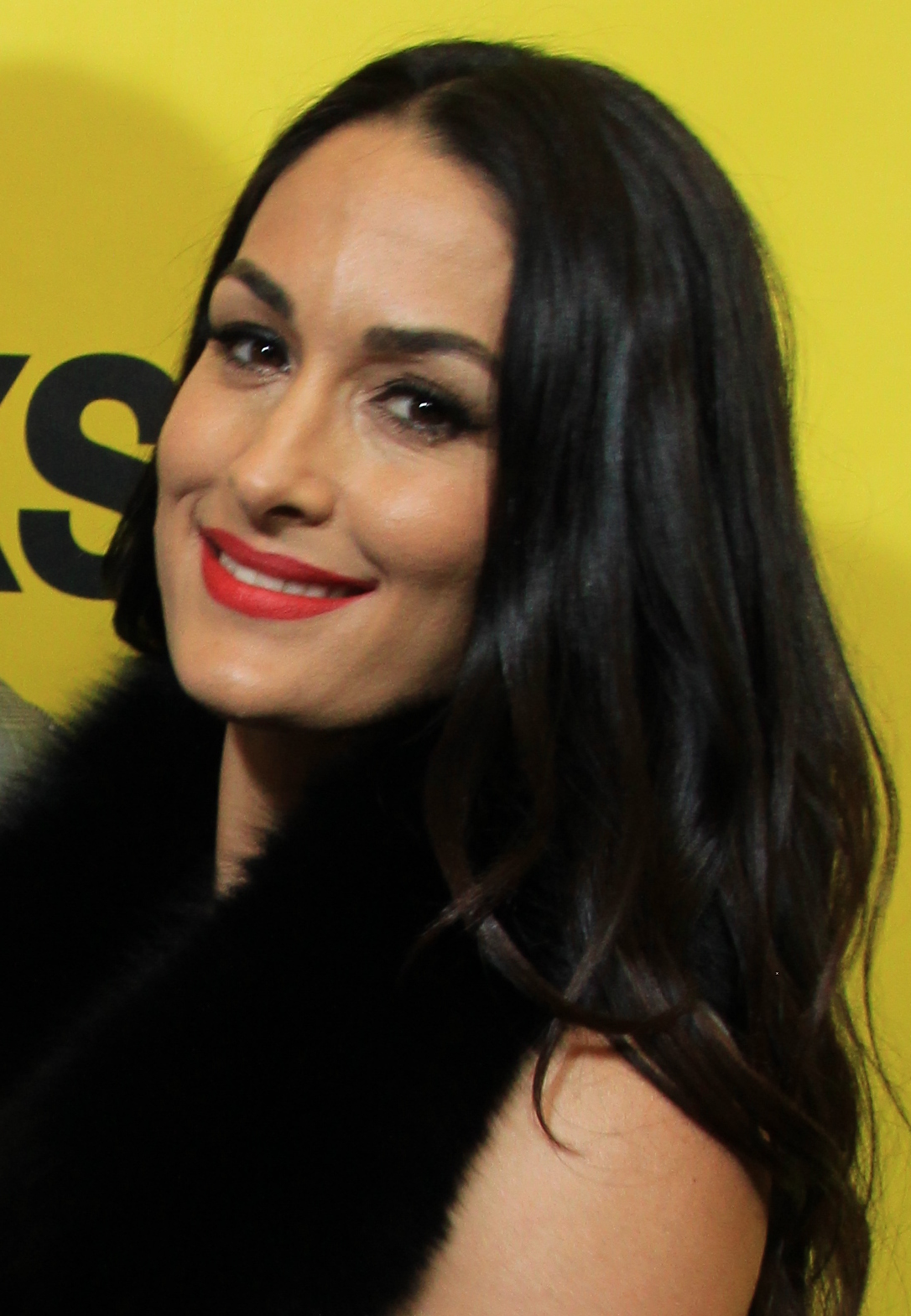
Nikki Bella (* 1983)

- Bella, Rachael (* 1984), US-amerikanische Schauspielerin
- Bella, Richard (* 1964), zentralafrikanischer Basketballspieler
- Bella, Rudolf (1890–1973), ungarischer Komponist
- Bella-Kotchap, Armel (* 2001), deutsch-kamerunischer Fußballspieler
- Bellache, Yuliwes (* 2002), algerischer Fußballspieler
- Bellachini (1827–1885), Zauberkünstler
- Belladonna (* 1981), US-amerikanische PornodarstellerinBelladonna (* 1981)

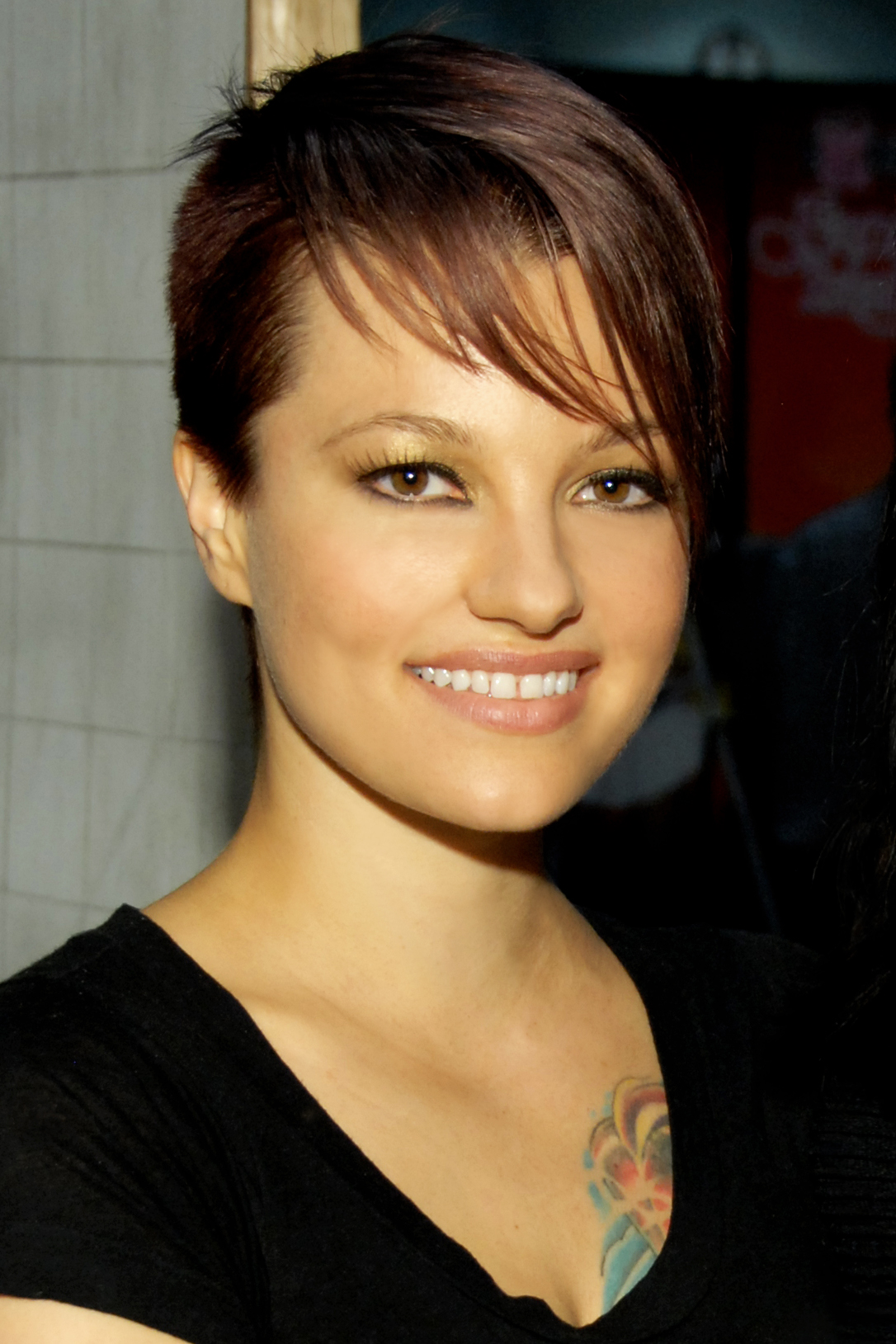
Belladonna (* 1981)

- Belladonna, Joey (* 1960), US-amerikanischer Rockmusiker
- Bellag, Lothar (1930–2001), deutscher Schauspieler und Regisseur
- Bellagamba, Alice (* 1987), italienische Tänzerin und Schauspielerin
- Bellagamba, Ugo (* 1972), französischer Schriftsteller und Rechtshistoriker
- Bellaguarda, Jefferson (* 1976), Schweizer Beachvolleyballspieler
- Bellah, Robert N. (1927–2013), US-amerikanischer Soziologe
- Bellah, Ross (1907–2004), US-amerikanischer Szenenbildner und Artdirector
- Bellah, Samuel (1887–1963), US-amerikanischer Stabhochspringer
- Bellahcene, Samir (* 1995), französisch-algerischer Handballspieler
- Bellahn, Saskia (* 1975), deutsche Schauspielerin und Synchronsprecherin
- Bellaïche, Judith (* 1971), Schweizer Politikerin (GLP)
- Bellaïd, Habib (* 1986), französisch-algerischer Fußballspieler
- Bellaigue, Nadine (* 1926), französische Schauspielerin
- Bellaire, Florian (* 1985), deutscher Politiker (CDU), MdL
- Bellairs, John (1938–1991), US-amerikanischer Autor
- Bellák, László (1911–2006), ungarischer und amerikanischer Tischtennisspieler
- Bellamy, Béatrice (* 1966), französische Politikerin
- Bellamy, Carol (* 1942), US-amerikanische Managerin und Politikerin
- Bellamy, Chris (* 1955), britischer Militärexperte
- Bellamy, Craig (* 1979), walisischer Fußballspieler und -trainerCraig Bellamy (* 1979)

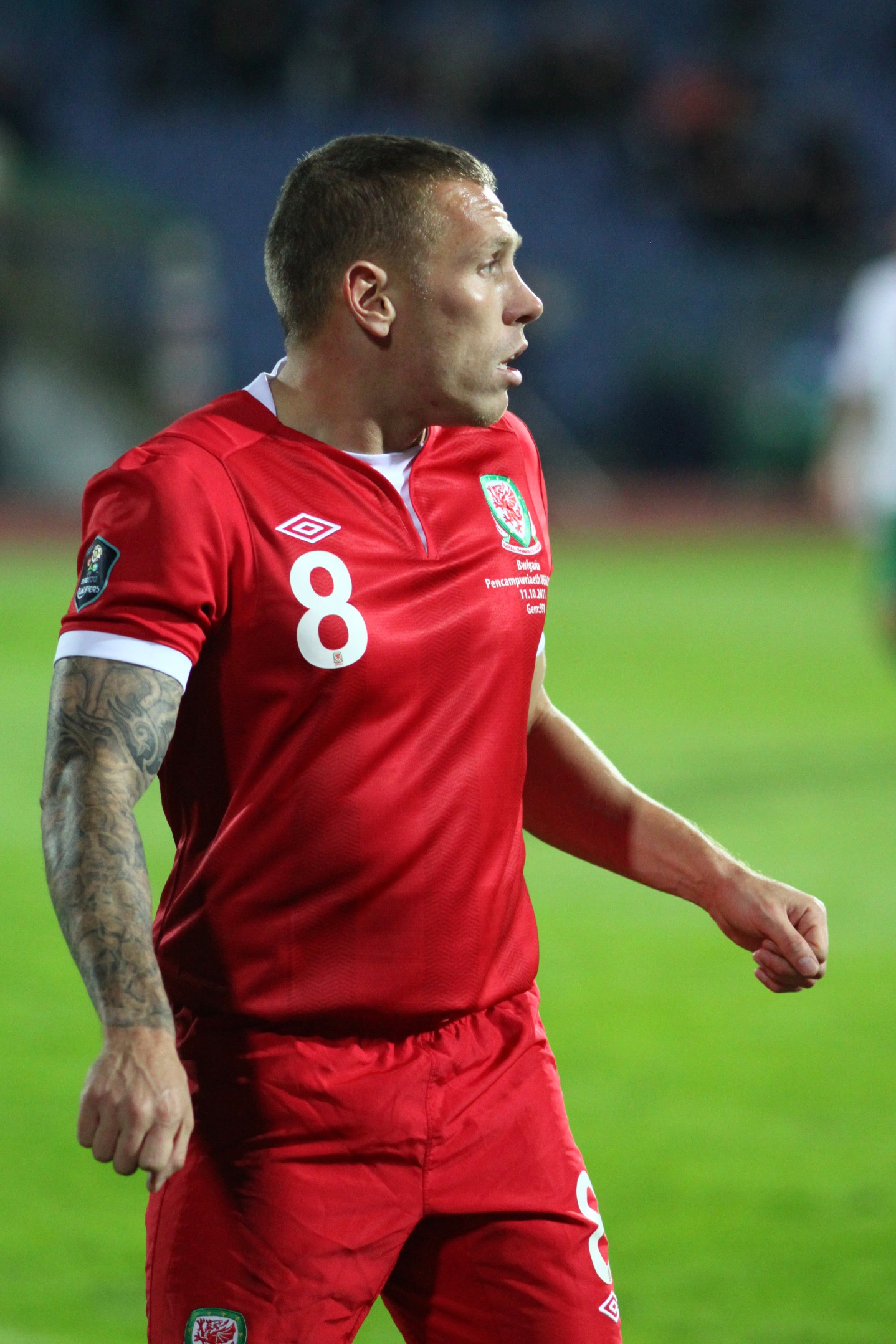
Craig Bellamy (* 1979)

- Bellamy, David (1933–2019), britischer Botaniker und Autor
- Bellamy, David (* 1950), US-amerikanischer Countrysänger
- Bellamy, Diana (1943–2001), US-amerikanische Theater-, Fernseh- und Filmschauspielerin
- Bellamy, Earl (1917–2003), US-amerikanischer Film- und Fernsehregisseur, Filmproduzent, Schriftsteller sowie Szenenbildner
- Bellamy, Edward (1850–1898), amerikanischer Autor utopischer Romane
- Bellamy, François-Xavier (* 1985), französischer Autor, Gymnasiallehrer und Politiker
- Bellamy, George W. (1867–1920), US-amerikanischer Politiker
- Bellamy, Howard (* 1946), US-amerikanischer Countrysänger
- Bellamy, Jacobus (1757–1786), niederländischer Dichter
- Bellamy, James (1881–1969), englischer Fußballspieler und -trainer
- Bellamy, James A. (1925–2015), amerikanischer Islamwissenschaftler
- Bellamy, John Dillard (1854–1942), US-amerikanischer Politiker
- Bellamy, Kacey (* 1987), US-amerikanische Eishockeyspielerin
- Bellamy, Madge (1899–1990), US-amerikanische Schauspielerin
- Bellamy, Matthew (* 1978), englischer Musiker, Komponist und Multiinstrumentalist
- Bellamy, Meg (* 2002), britische Schauspielerin
- Bellamy, Ned (* 1957), US-amerikanischer Schauspieler
- Bellamy, Ralph (1904–1991), US-amerikanischer SchauspielerRalph Bellamy (1904–1991)

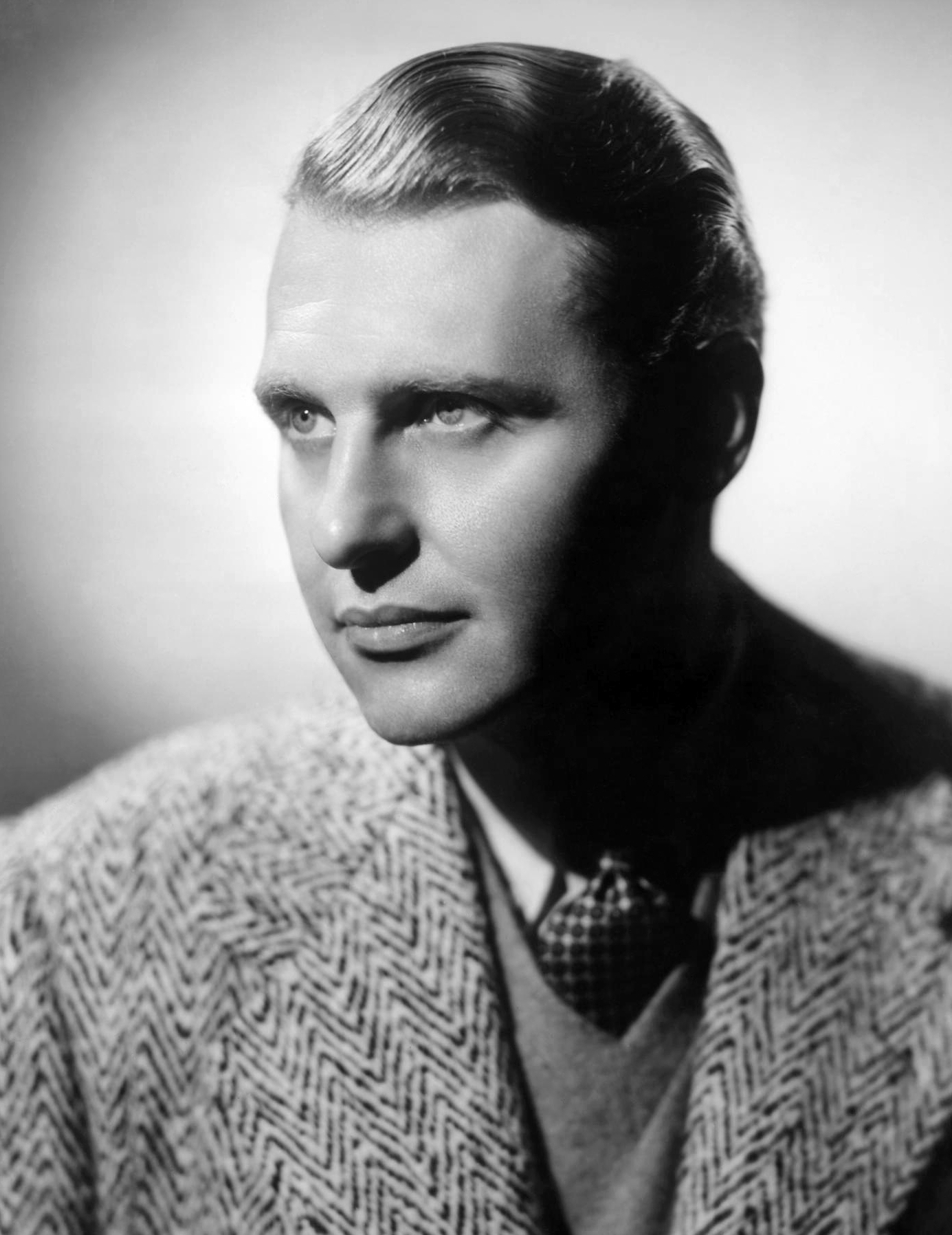
Ralph Bellamy (1904–1991)

- Bellamy, Ralph (* 1938), australischer Ingenieur und ehemaliger Rennwagen-Konstrukteur für die Formel 1
- Bellamy, Samuel (1689–1717), englischer Seefahrer und Pirat in den Kolonien der Neuen Welt
- Bellamy, Walt (1939–2013), US-amerikanischer Basketballspieler
- Bellan, Ferdinand (1897–1976), österreichischer Filmarchitekt und Zeichner beim deutschen und britischen Film
- Bellanave, Claudio (* 1991), deutscher Fußballspieler
- Bellanca, Giuseppe (1886–1960), italo-amerikanischer Flugzeugkonstrukteur und -bauer
- Belland, Jean (1895–1965), französischer Cellist und Musikpädagoge
- Bellande, Jean-Robert (* 1970), US-amerikanischer Pokerspieler
- Bellandi, Alice (* 1998), italienische Judoka
- Bellandi, Andrea (* 1960), italienischer Geistlicher, römisch-katholischer Erzbischof von Salerno-Campagna-Acerno
- Bellangé, Hippolyte (1800–1866), französischer Maler
- Bellange, Jacques (1575–1616), lothringischer Maler und Zeichner
- Bellanger, Camille (1853–1923), französischer Maler und Lithograf
- Bellano, Bartolomeo, italienischer Bildhauer und Architekt
- Bellanova, Raoul (* 2000), italienischer Fußballspieler
- Bellanova, Teresa (* 1958), italienische Gewerkschafterin und Politikerin (Italia Viva, vormals PD, DS)
- Bellarabi, Karim (* 1990), deutsch-marokkanischer FußballspielerKarim Bellarabi (* 1990)

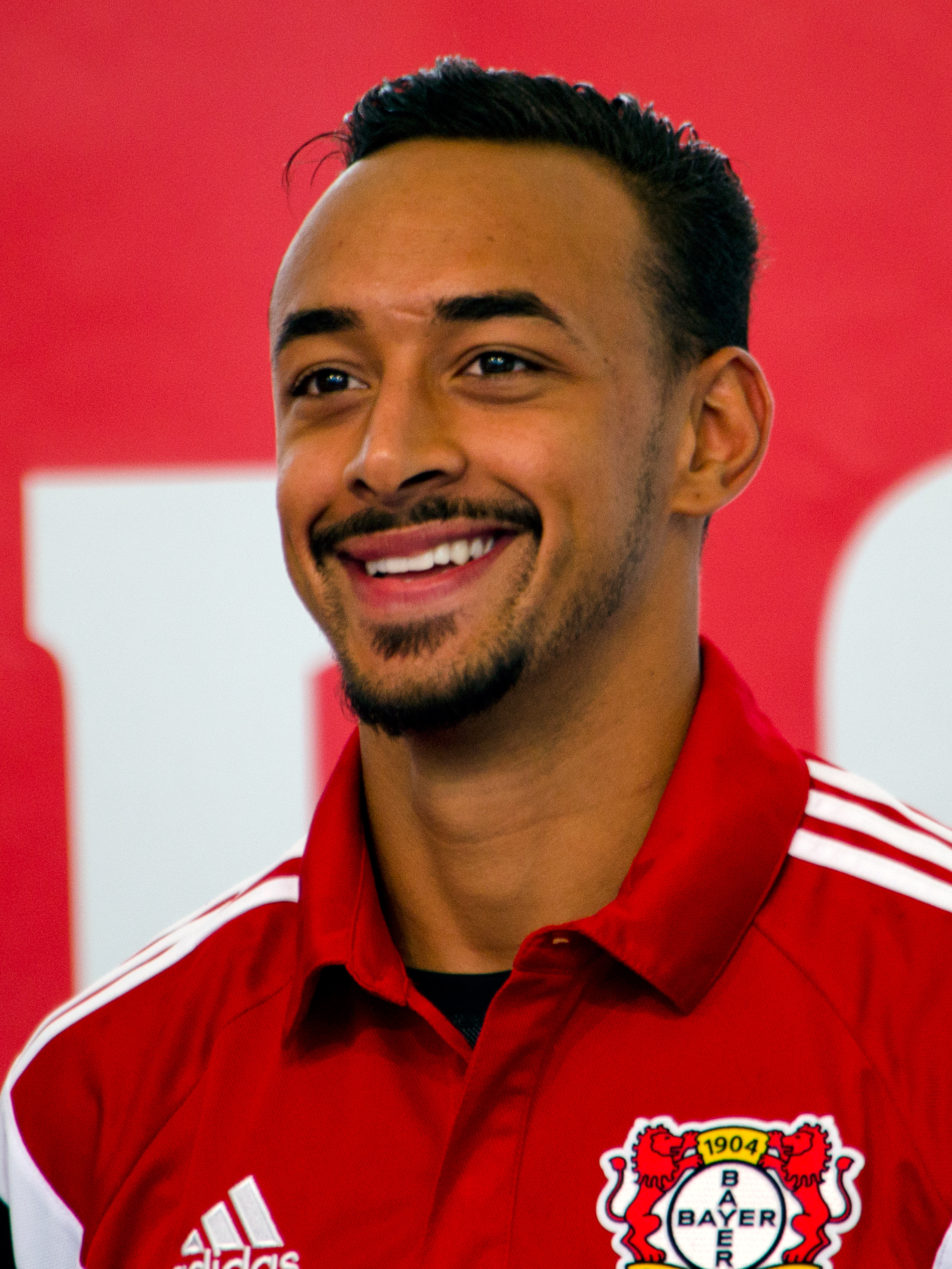
Karim Bellarabi (* 1990)

- Bellard, Anne-Laure (* 1982), französische Judoka
- Bellard, Fabrice (* 1972), französischer Softwareentwickler und Mathematiker
- Bellardita, Alessandro (* 1981), deutscher Jurist, Publizist und Hochschullehrer
- Bellardito, Paolo († 1592), italienischer Geistlicher und Bischof von Lipari
- Bellare, Mihir (* 1962), US-amerikanischer Kryptograph
- Bellare, Ravi (1927–2005), indischer Tablaspieler und Musikpädagoge, Musikwissenschaftler, Tänzer und bildender Künstler
- Bellarmin, Robert (1542–1621), italienischer Gelehrter, Theologe und Jesuit, HeiligerRobert Bellarmin (1542–1621)

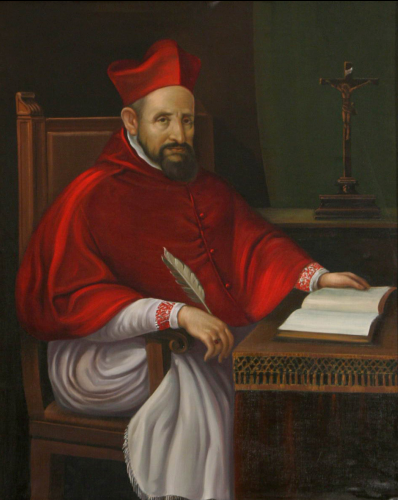
Robert Bellarmin (1542–1621)

- Bellarosa, Roberto (* 1994), belgischer Popsänger
- Bellars, Frederick (1888–1971), US-amerikanischer Langstreckenläufer
- Bellasi, Dino (* 1960), Schweizer Zöllner und Straftäter
- Bellaso, Giovan Battista (* 1505), italienischer Kryptologe
- Bellatalla, Roberto (* 1954), italienischer Jazzbassist
- Bellati, Andrea (* 1965), Schweizer Radrennfahrer
- Bellaud de La Bellaudière, Louis (1543–1588), französischer Dichter okzitanischer Sprache
- Bellavance, Ginette (* 1946), kanadische Komponistin, Sängerin und Schauspielerin
- Bellavance, Scott (* 1975), kanadischer Freestyle-Skier
- Bellavène, Jacques Nicolas (1770–1826), französischer Divisionsgeneral
- Bellaver, Harry (1905–1993), US-amerikanischer Schauspieler
- Bellavere, Vincenzo († 1587), italienischer Komponist und Organist der Renaissance
- Bellavite, Innocente (1690–1762), italienischer Maler, Bühnenbildner und Theaterarchitekt des Barock
- Bellavitis, Giusto (1803–1880), italienischer Mathematiker
- Bellavoir, Blandine (* 1984), französische Schauspielerin
- Bellay, Guillaume du (1491–1543), französischer General und Diplomat
- Bellay, Jean du († 1560), französischer Geistlicher, Kardinal der Römischen Kirche
- Bellay, Joachim du († 1560), französischer Schriftsteller
- Bellay, Thomas (* 1960), deutscher Jurist und Richter am Bundesgerichtshof

### Belle
- Belle, Alexis Simon (1674–1734), französischer Porträtmaler
- Belle, Anne (1935–2003), US-amerikanische Filmregisseurin und Filmproduzentin
- Belle, Annie (1956–2024), französische Schauspielerin
- Belle, Camilla (* 1986), US-amerikanische SchauspielerinCamilla Belle (* 1986)

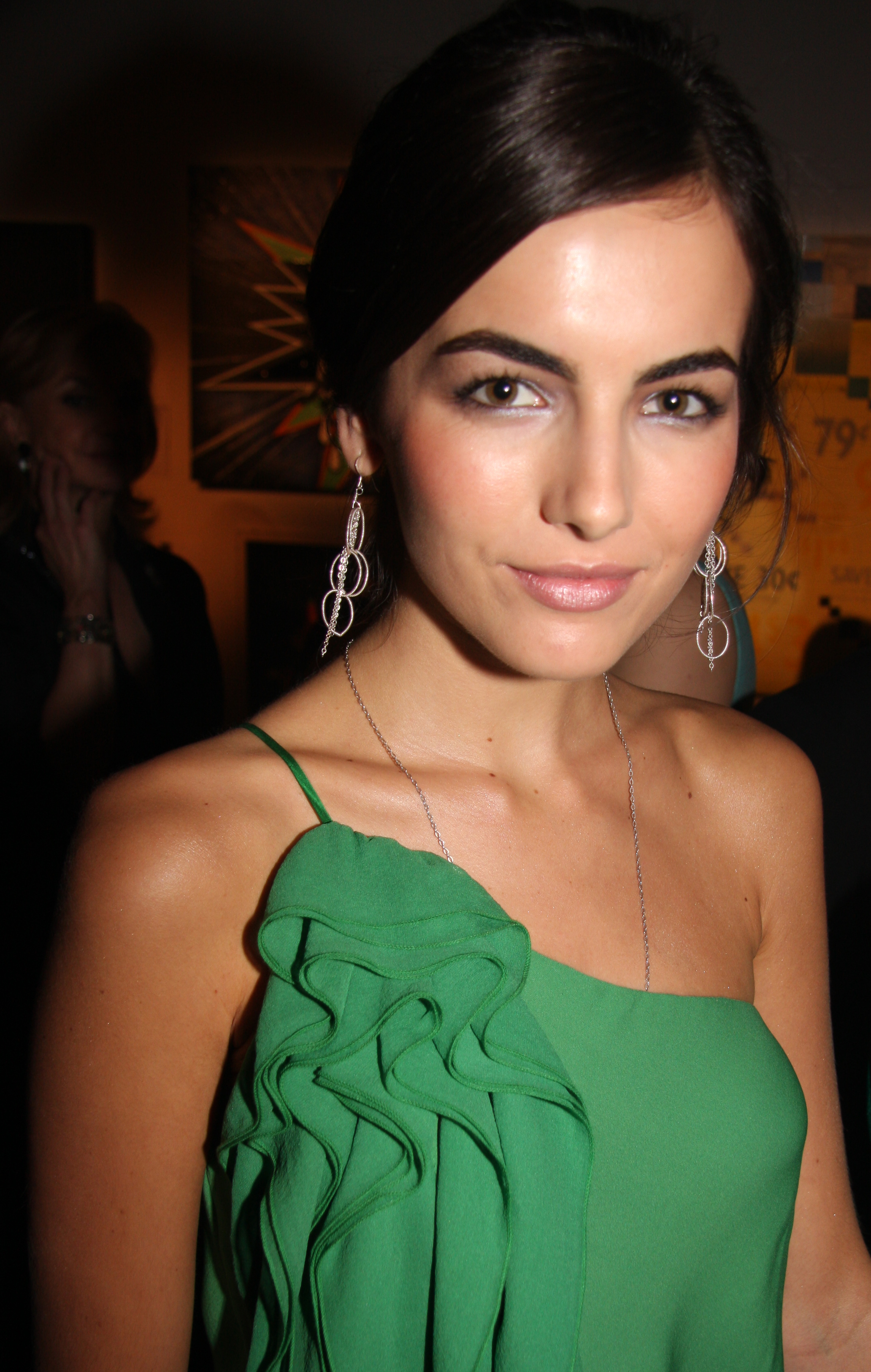
Camilla Belle (* 1986)

- Belle, David (* 1973), französischer Begründer der Sportart Parkour und Schauspieler
- Belle, Dido Elizabeth († 1804), schwarze Gentlewoman im georgianischen England
- Belle, Ekkehardt (1954–2022), deutscher Schauspieler und SynchronsprecherEkkehardt Belle (1954–2022)

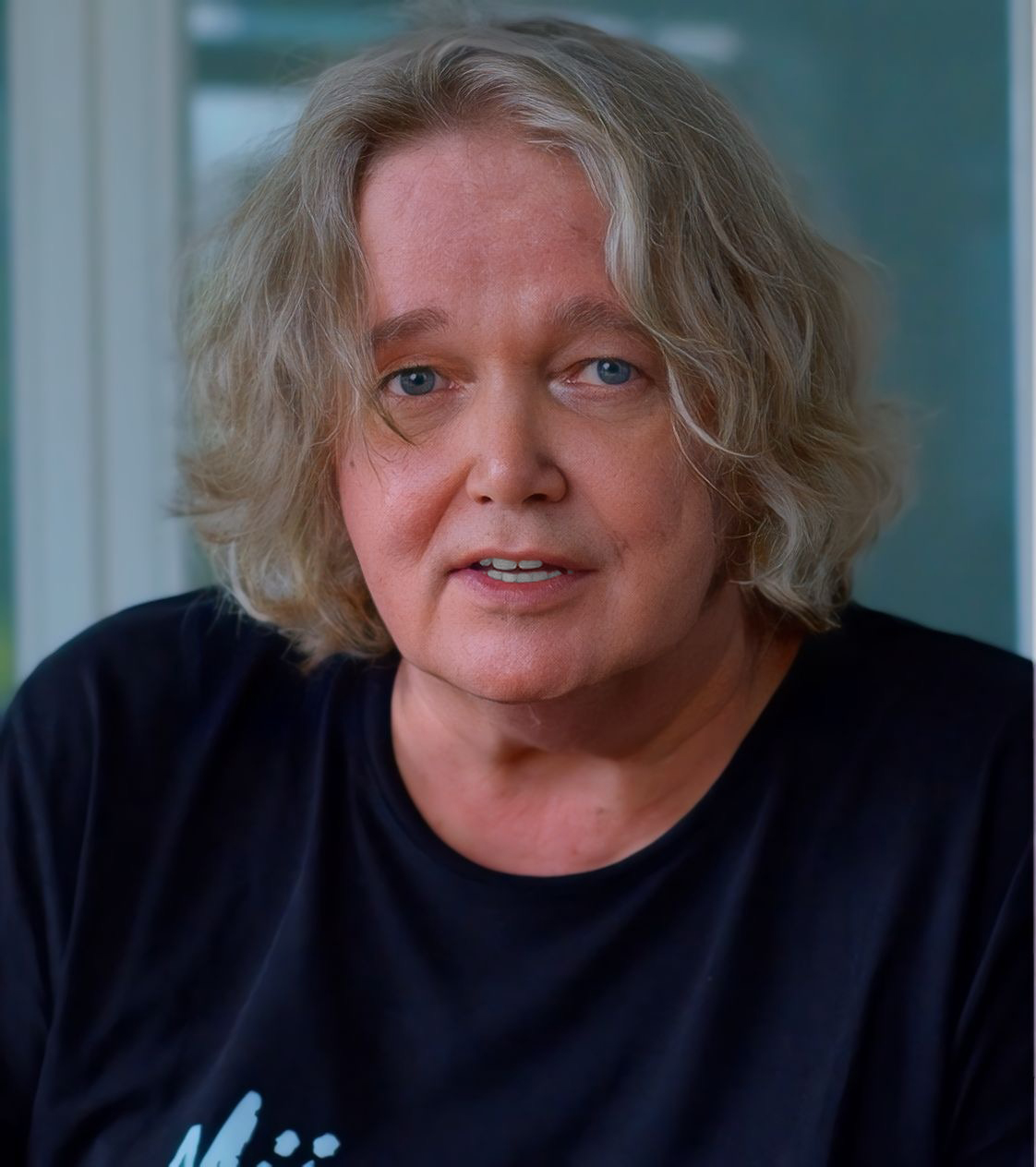
Ekkehardt Belle (1954–2022)

- Belle, Erika (* 1956), niederländische Schachspielerin
- Belle, Hans, deutscher Jazz- und Unterhaltungsmusiker (Gitarre)
- Belle, Henri (* 1989), kamerunischer Fußballspieler
- Belle, Jacqueline (* 1989), deutsche Hörfunkmoderatorin und Synchronsprecherin
- Belle, Jan, franko-flämischer Komponist der Renaissance
- Belle, Lexi (* 1987), US-amerikanische Pornodarstellerin
- Belle, Lisa van (* 2004), niederländische Radrennfahrerin
- Belle, Loe van (* 2002), niederländischer Radrennfahrer
- Belle, Marie-Paule (* 1946), französische Sängerin
- Belle, Maximilian (* 1995), deutscher Synchronsprecher
- Belle, Meinrad (1943–2015), deutscher Politiker (CDU), MdB
- Belle, Raymond (1939–1999), französischer Soldat und Feuerwehrmann
- Belle, Regina (* 1963), US-amerikanische Soulsängerin
- Belle, Sharon (* 1993), kanadische Schauspielerin
- Belle, Shawn (* 1985), kanadischer Eishockeyspieler
- Belle, Stanislaus Trautwein von (1782–1844), preußischer Generalmajor
- Belle, Tia-Adana (* 1996), barbadische Hürdenläuferin
- Bellè, Valentina (* 1992), italienische Schauspielerin
- Belle-Isle, Armand Fouquet de (1693–1747), französischer General und Diplomat
- Belle-Isle, Charles Louis Auguste Fouquet de (1684–1761), französischer General, Marschall von FrankreichCharles Louis Auguste Fouquet de Belle-Isle (1684–1761)

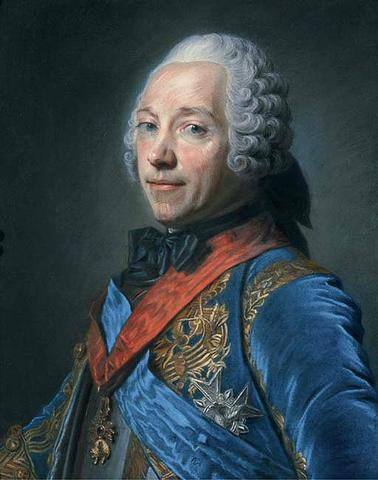
Charles Louis Auguste Fouquet de Belle-Isle (1684–1761)

- Belleau, Henri (1896–1976), kanadischer Ordensgeistlicher, römisch-katholischer Apostolischer Vikar von James Bay
- Belleau, Narcisse-Fortunat (1808–1894), kanadischer Politiker, Vizegouverneur von Québec
- Belleau, Rémy (1528–1577), französischer Schriftsteller
- Belleau, William (* 1982), kanadischer Schauspieler
- Bellebaum, Alfred (1931–2021), deutscher Soziologe und Pionier der Glücksforschung
- Bellebaum, Hermann (1805–1875), deutscher Schriftsteller und Geistlicher
- Bellec, Georges (1918–2012), französischer Sänger, Maler und Musiker
- Bellechose, Henri, burgundischer Maler
- Belleci, Tory (* 1970), amerikanischer Modelbauer und FilmemacherTory Belleci (* 1970)

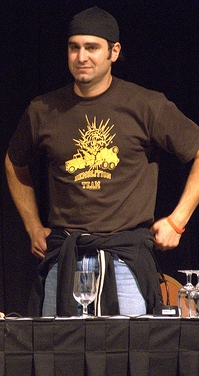
Tory Belleci (* 1970)

- Bellecius, Aloysius (1704–1757), deutscher römisch-katholischer Theologe
- Bellecour (1725–1778), französischer Schauspieler und Dramatiker
- Bellée, Hans (1889–1960), deutscher Archivar und Historiker
- Bellefleur, Matt, kanadischer Schauspieler
- Bellefonds, Jacques Bonne Gigault de (1698–1746), Bischof von Bayonne, Erzbischof von Arles und Paris, Duc de Saint-Cloud, Pair de France
- Belleforest, François de († 1583), französischer Schriftsteller, Dichter und Übersetzer der Renaissance
- Belleforière de Soyécourt, Antoine Maximilien de (1591–1649), Militärgouverneur von Corbie
- Bellegambe, Jehan, französischer Maler der Renaissance
- Bellegarde, August Karl Emanuel von (1795–1873), Feldmarschallleutnant, Obersthofmeister der Kaiserin Karoline Auguste und k.k. Geheimer Rat
- Bellegarde, Claudius Maria von (1700–1755), sächsischer Generalleutnant und Diplomat
- Bellegarde, Franz von (1833–1912), Mitglied des Herrenhauses, Obersthofmeister der Kronprinzessin Witwe Stefanie
- Bellegarde, Heinrich von (1756–1845), österreichischer Feldmarschall und Staatsmann
- Bellegarde, Jean-Ricner (* 1998), französisch-haitianischer Fußballspieler
- Bellegarde, Johann Franz von (1707–1769), sächsischer geheimer Kriegs- und Kabinettsminister, General der Infanterie, Ritter des russischen St. Andreas-Ordens
- Bellegarde, Moritz von (1743–1792), sächsischer Generalleutnant
- Bellegarde, Sophie Lalive de (1730–1813), französische Gräfin
- Bellegarrigue, Anselme (* 1813), französischer Anarchist, Journalist und Autor
- Belleh, Martha Sendolo (* 1945), liberianische Politikerin
- Bellei, Angelo († 2012), italienischer Motorentechniker und Fahrzeugdesigner
- Bellei, Mino (1936–2022), italienischer Schauspieler und Regisseur
- Bellejambe, Farquhar, schottischer Geistlicher, Bischof von Caithness
- Belleli, Avi (* 1963), israelischer Sänger, Bassist und Filmkomponist
- Bellem, Stephan R. (* 1981), deutscher Fantasy-Autor
- Bellemakers, Dirk (* 1984), niederländischer Radrennfahrer
- Bellemare, Alex (* 1993), kanadischer Freestyle-Skier
- Bellemare, Diane (* 1949), kanadische Ökonomin und Politikerin, Bundessenatorin
- Bellemare, Maurice (1912–1989), kanadischer Politiker (Québec)
- Bellemare, Pierre (1929–2018), französischer Schriftsteller und Moderator
- Bellemare, Pierre-Édouard (* 1985), französischer Eishockeyspieler
- Bellemare, Sylvain (* 1968), kanadischer Tontechniker
- Bellemore, Brett (* 1988), kanadischer Eishockeyspieler
- Bellemou, Messaoud (* 1950), algerischer Musiker
- Bellen, Aleksander von der (1859–1924), russischer liberaler Politiker und AdeligerAleksander von der Bellen (1859–1924)

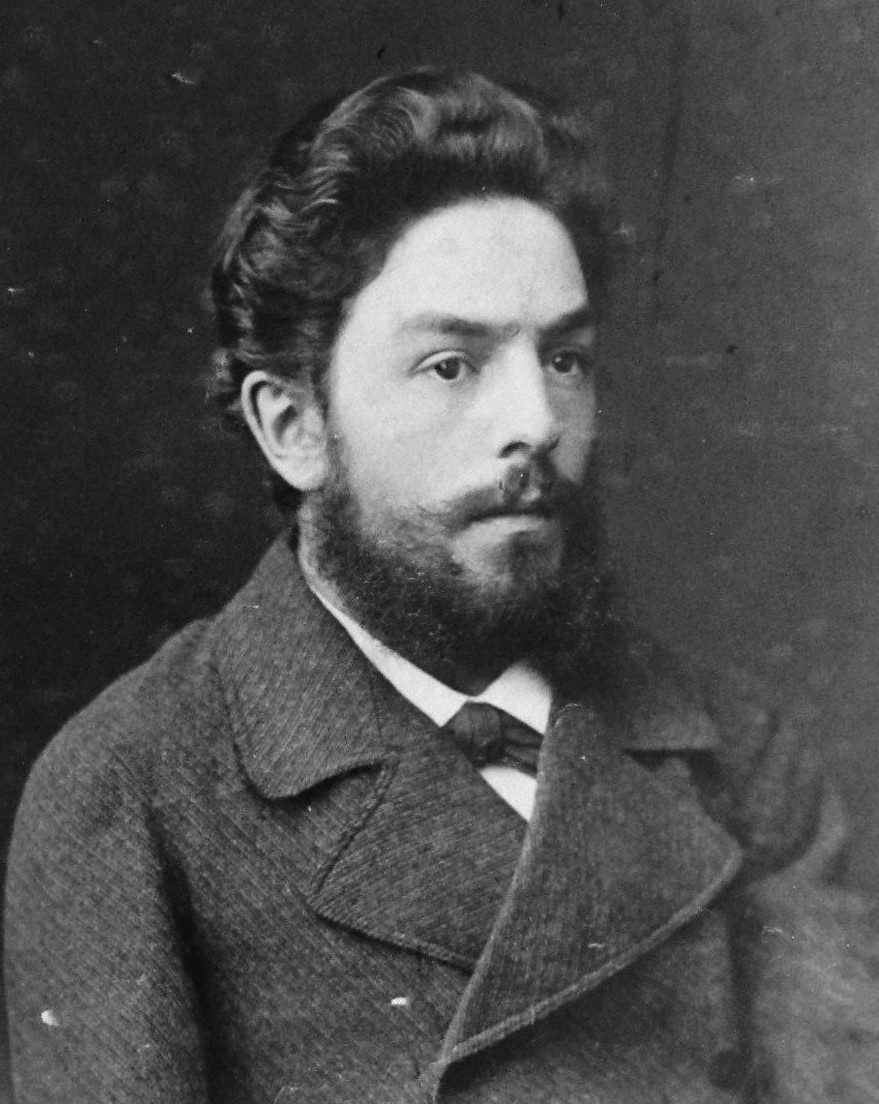
Aleksander von der Bellen (1859–1924)

- Bellen, Heinz (1927–2002), deutscher Althistoriker
- Bellen, Hugo J., belgisch-US-amerikanischer Genetiker am Baylor College of Medicine
- Bellena, Katharina (* 1973), deutsche Schauspielerin
- Bellenbaum, Patrick (* 1974), deutscher Hockeyspieler
- Bellenbaum, Wolfgang (1928–1984), deutscher Filmregisseur, Filmproduzent und Kameramann
- Bellenberg, Barbara (* 1993), deutsche Badmintonspielerin
- Bellenberg, Karl (* 1944), deutscher Elektroingenieur, Germanist und Musikwissenschaftler
- Bellenden, William, schottischer Gelehrter und Historiker
- Bellendir, Adam (1889–1937), deutsch-russischer römisch-katholischer Geistlicher und Märtyrer
- Bellendörfer, Alexander (1436–1512), kurpfälzischer Kanzler und Protonotar
- Bellenger, Frederick (1894–1968), britischer Politiker und Offizier
- Bellenger, Gérard († 1596), französischer römisch-katholischer Geistlicher und Bischof
- Bellenger, Jacques (1927–2020), französischer Bahnradsportler
- Bellenger, Romain (1894–1981), französischer Radrennfahrer
- Bellenghi, Albertino (1758–1839), italienischer Ordensgeistlicher, Theologe und Kurienerzbischof
- Bellenhaus, Oliver (* 1973), hochrangiger Wirecard-Angestellter
- Bellenhaus, Susanne (* 1977), deutsche Fernsehmoderatorin
- Bellens, Jacob (* 1979), dänischer Singer-Songwriter
- Bellentani, Lúcio (1944–2019), brasilianischer Arbeiter, Mitglied der Kommunistischen Partei Brasilien (PCB)
- Belleperche, Pierre de († 1308), französischer Rechtsgelehrter, Geistlicher, Bischof und Kanzler von Frankreich
- Beller Carbone, Nicola (* 1964), deutsche Sopranistin
- Beller, Fritz K. (1924–2008), deutscher Gynäkologe
- Beller, Georges (* 1946), französischer Schauspieler und Moderator
- Beller, Hans (* 1947), deutscher Autor, Filmregisseur und Dozent
- Beller, Hava Kohav, deutsche Drehbuchautorin und Regisseurin
- Beller, Jana (* 1990), deutsches Model und UnternehmerinJana Beller (* 1990)

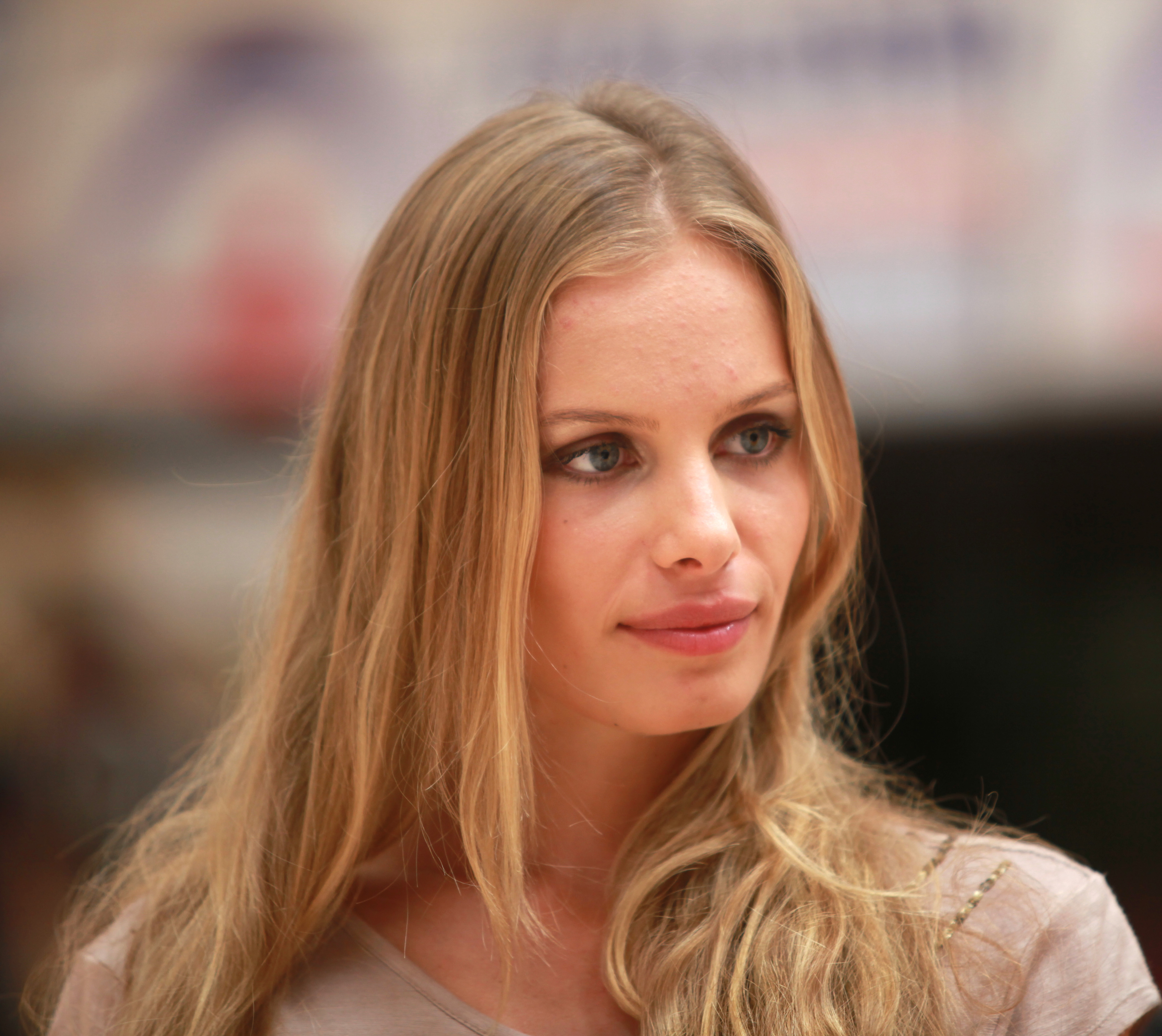
Jana Beller (* 1990)

- Beller, Jonathan, US-amerikanischer Medienwissenschaftler und Hochschullehrer
- Beller, Josef (* 1954), deutscher Fußballspieler und -trainer
- Beller, Kathleen (* 1956), US-amerikanische Schauspielerin
- Beller, Kuno (1919–2010), deutscher Entwicklungspsychologe, Pädagoge und Hochschullehrer
- Beller, Matthias (* 1962), deutscher Chemiker und Hochschullehrer
- Beller, Miriam (* 1988), österreichische Journalistin
- Beller, Natascha (* 1982), Schweizer Drehbuchautorin und Regisseurin
- Beller, Steven (* 1958), britisch-US-amerikanischer Historiker
- Beller, Tilmann (1938–2012), deutscher römisch-katholischer Theologe und Autor, Leiter der österreichischen Schönstatt-Bewegung
- Belleri, Alessandro (* 1985), italienischer Fußballspieler
- Belleri, Manuel (* 1977), italienischer Fußballspieler
- Bellerín, Héctor (* 1995), spanischer FußballspielerHéctor Bellerín (* 1995)

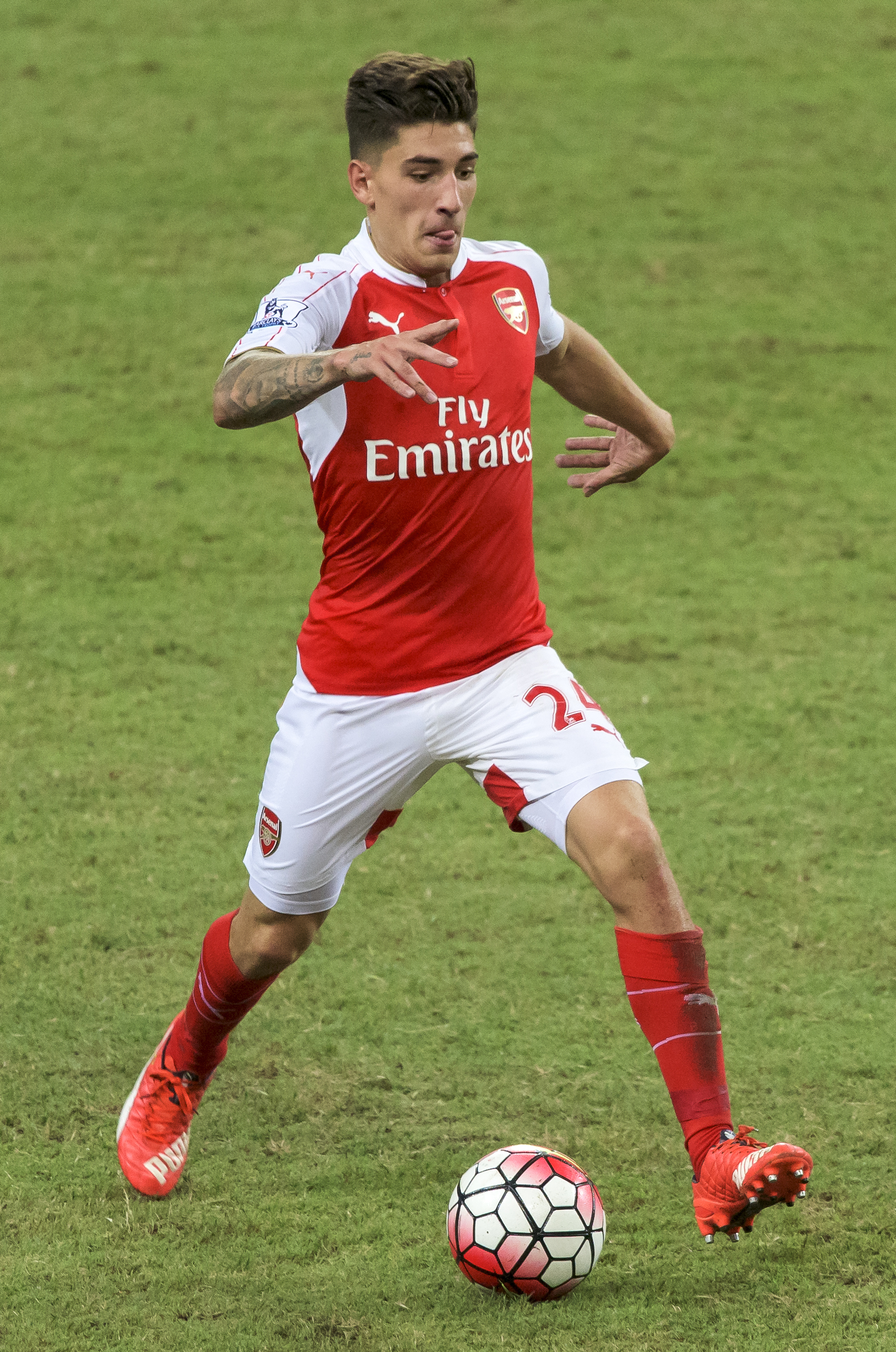
Héctor Bellerín (* 1995)

- Bellerive, Jean-Max (* 1958), haitianischer Politiker
- Bellermann, Christian Friedrich (1793–1863), deutscher evangelischer Theologe und Autor
- Bellermann, Ferdinand Konrad (1814–1889), deutscher Landschaftsmaler
- Bellermann, Gustav (1838–1918), deutscher Lehrer und Schriftsteller
- Bellermann, Heinrich (1832–1903), deutscher Musikwissenschaftler und Komponist
- Bellermann, Johann Friedrich (1795–1874), deutscher Altphilologe und Lehrer
- Bellermann, Johann Joachim (1754–1842), deutscher Theologe und Autor
- Bellermann, Ludwig (1836–1915), deutscher Philologe, Germanist und Pädagoge
- Bellermann, Martin (1943–2024), deutscher Politikwissenschaftler
- Belleroche, Maud de (1922–2017), französische Filmschauspielerin, Schriftstellerin und Journalistin
- Bellerophon-Maler, griechischer Vasenmaler
- Bellerose (1592–1670), französischer Schauspieler und Theaterleiter
- Bellers, John (1654–1725), englischer Quäker, Ökonom und Sozialreformer
- Bellers, Jürgen (* 1951), deutscher Politikwissenschaftler
- Bellert, August (1877–1951), deutscher Politiker (SPD, USPD, VKPD)
- Bellery-Desfontaines, Henri (1867–1909), französischer Maler, Illustrator, Grafiker und Designer
- Bellesheim, Alfons (1839–1912), deutscher Kirchenhistoriker und Stiftspropst
- Bellesini, Stefano (1774–1840), italienischer Ordensgeistlicher, Augustinereremit, Seliger
- Bellessi, Diana (* 1946), argentinische Schriftstellerin
- Bellessort, André (1866–1942), französischer Schriftsteller, Romanist und Literarhistoriker
- Bellest, Christian (1922–2001), französischer Jazzmusiker (Trompete, Arrangement)
- Bellet, Auguste Émile (1856–1912), französischer Genre- und Historienmaler
- Bellet, Maurice (1923–2018), französischer römisch-katholischer Geistlicher, Philosoph, Psychoanalytiker und Dichter
- Bellett, John Gifford (1795–1864), irischer Prediger und Autor der Brüderbewegung
- Bellette, Jean (1908–1991), australische Malerin
- Belletti, Juliano (* 1976), brasilianischer FußballspielerJuliano Belletti (* 1976)

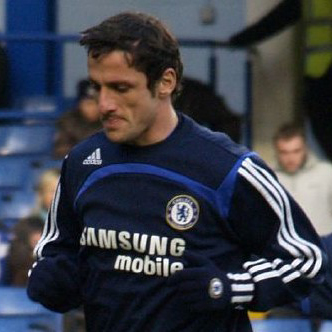
Juliano Belletti (* 1976)

- Belletti, Manuel (* 1985), italienischer Radrennfahrer
- Bellettini, Giorgio (* 1934), italienischer Physiker und Hochschullehrer
- Belletto, Al (1928–2014), US-amerikanischer Jazzmusiker und Bandleader
- Belletto, René (* 1945), französischer Autor
- Belleux, Maurice (1908–2002), französischer Luftfahrtmanager
- Belleval, Joseph Fournier de (1892–1945), kanadischer Sänger (Bariton) und Gesangslehrer
- Belleval, Pierre Richer de († 1632), französischer Botaniker und Mediziner
- Belleville, Anna Caroline de (1806–1880), Pianistin und Komponistin
- Belleville, François (1860–1912), französischer römisch-katholischer Ordensgeistlicher und Apostolischer Vikar von Süd-Tonking
- Belleville, Fritz (1903–1994), deutscher politischer Aktivist
- Belleville, Karl (1846–1914), bayerischer Generalmajor
- Belleville, Maxime (1981–2011), französischer Skispringer
- Bellew, Frank (1828–1888), US-amerikanischer Karikaturist, Cartoonist, Zeichner und Illustrator
- Bellew, Thomas (1943–1995), irischer Politiker
- Bellew, Tony (* 1982), britischer Boxer

### Bellf
- Bellflower, Nellie (* 1946), US-amerikanische Schauspielerin, Synchronsprecherin und Filmproduzentin
- Bellfort, Tom, Tontechniker

### Bellh
- Bellheim, Markus (* 1973), deutscher Pianist und Hochschullehrer

### Belli
- Belli Pino, Mario (* 1956), peruanischer Schachspieler
- Belli, Agostina (* 1947), italienische Schauspielerin
- Belli, Aminata (* 1992), deutsche Fernsehmoderatorin, Reporterin und InfluencerinAminata Belli (* 1992)

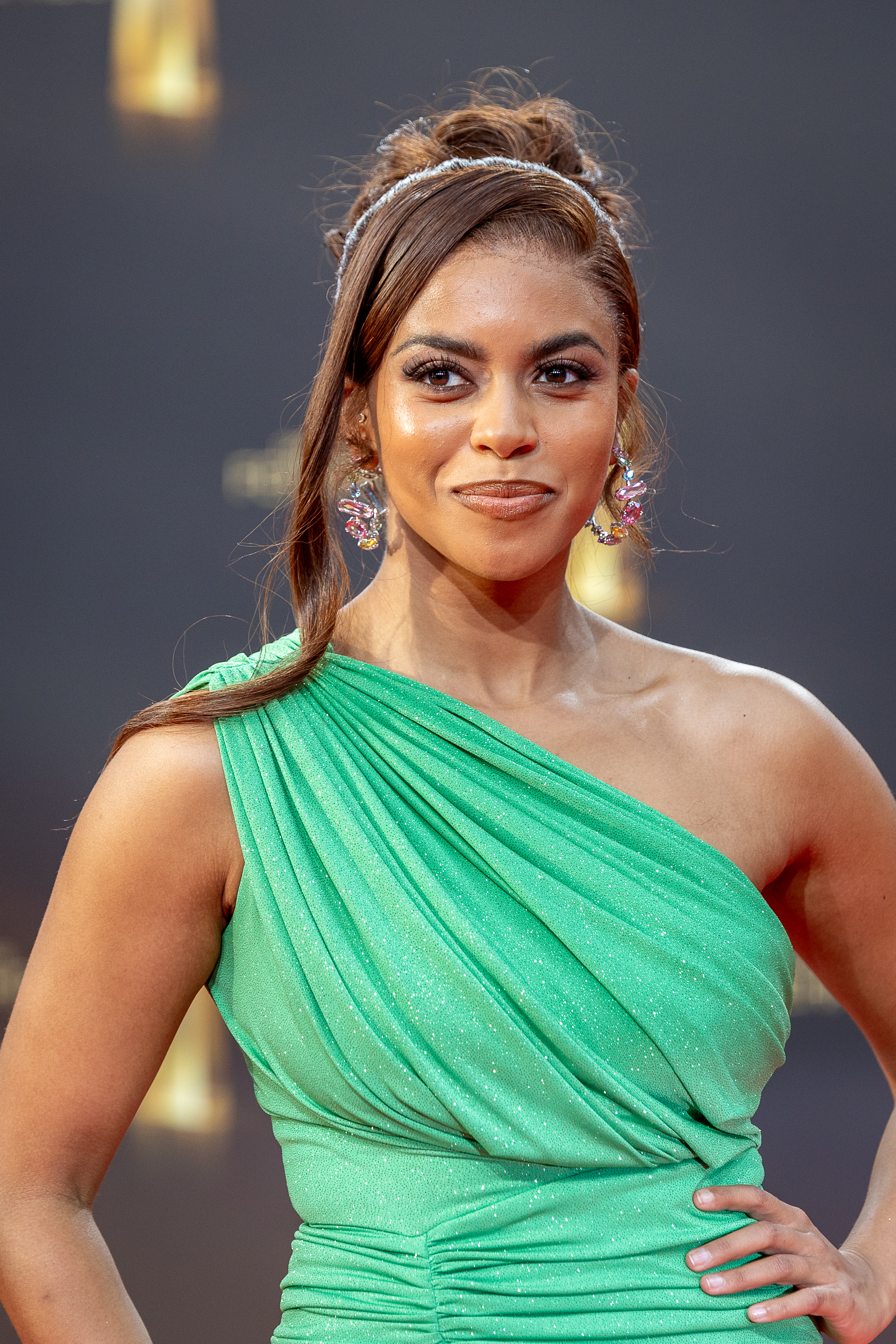
Aminata Belli (* 1992)

- Belli, August (1855–1941), deutscher Jurist und Landrat
- Belli, Francesco, italienischer Dirigent und Klarinettist
- Belli, Georg Friedrich Bernhard (1811–1882), Kaufmann und Politiker der Freien Stadt Frankfurt
- Belli, Gioconda (* 1948), nicaraguanische SchriftstellerinGioconda Belli (* 1948)

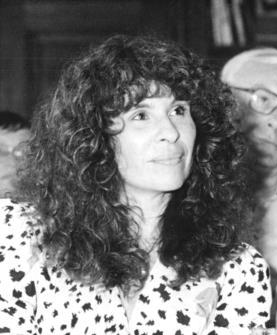
Gioconda Belli (* 1948)

- Belli, Girolamo (* 1552), italienischer Komponist
- Belli, Giuseppe († 1760), italienischer Opernsänger (Kastrat/Sopran) am sächsischen Hof
- Belli, Giuseppe (1791–1860), italienischer Physiker
- Belli, Giuseppe Gioachino (1791–1863), italienischer Dichter
- Belli, Joseph (1849–1927), deutscher Sozialdemokrat
- Belli, Laura (* 1947), italienische Schauspielerin
- Belli, Marisa (* 1933), italienische Schauspielerin
- Belli, Melvin (1907–1996), US-amerikanischer Rechtsanwalt und Filmschauspieler
- Belli, Michele (1753–1822), italienischer Geistlicher, Kurienbischof
- Belli, Mihri (1916–2011), türkischer Politiker und Kommunist, entwickelte die Theorie der Nationaldemokratischen Revolution
- Belli, Onorio († 1604), italienischer Arzt und Botaniker
- Belli, Pierino (1502–1575), piemontesischer Soldat und Jurist
- Belli, Pino (1921–1968), italienischer Schriftsteller, Dokumentarfilmer und Regisseur
- Belli, Serafino (1772–1831), italienischer Mathematiker und Architekt
- Belli, Silvestro (1781–1844), italienischer Geistlicher, Kardinal
- Belli, Valerio († 1546), italienischer Gemmenschneider
- Belli, Wladimir (* 1970), italienischer Radrennfahrer
- Belli-Gontard, Maria (1788–1883), deutsche Schriftstellerin, Übersetzerin, Historiographin
- Belliard, Augustin-Daniel (1769–1832), französischer General
- Belliard, David (* 1978), französischer Politiker und Journalist
- Bellicius Calpurnius Torquatus, Gaius, römischer Konsul 148
- Bellicius Flaccus Torquatus Tebanianus, Gaius, römischer Konsul 124
- Bellicius Torquatus, Gaius, römischer Konsul 143
- Bellicius, Iunius Valerius, spätantiker römischer Beamter
- Bellicus Natalis Tebanianus, Gaius, römischer Suffektkonsul 87
- Bellicus Natalis, Gaius, römischer Suffektkonsul 68 n. Chr.
- Bellido Caro, Rafael (1924–2004), spanischer römisch-katholischer Geistlicher, Bischof von Jerez de la Frontera
- Bellido, Carmen (* 1964), peruanische Badmintonspielerin
- Bellido, Guido (* 1979), peruanischer Ingenieur und Politiker
- Bellido, Pilar (* 1969), peruanische Badmintonspielerin
- Bellido, Ximena (* 1966), peruanische Badmintonspielerin
- Bellier de la Chavignerie, Jean-Baptiste Eugène (1819–1888), französischer Entomologe
- Bellier, Antoine (* 1996), Schweizer Tennisspieler
- Bellier, Catherine (1614–1689), Mätresse des französischen Königs Ludwig XIV.Catherine Bellier (1614–1689)

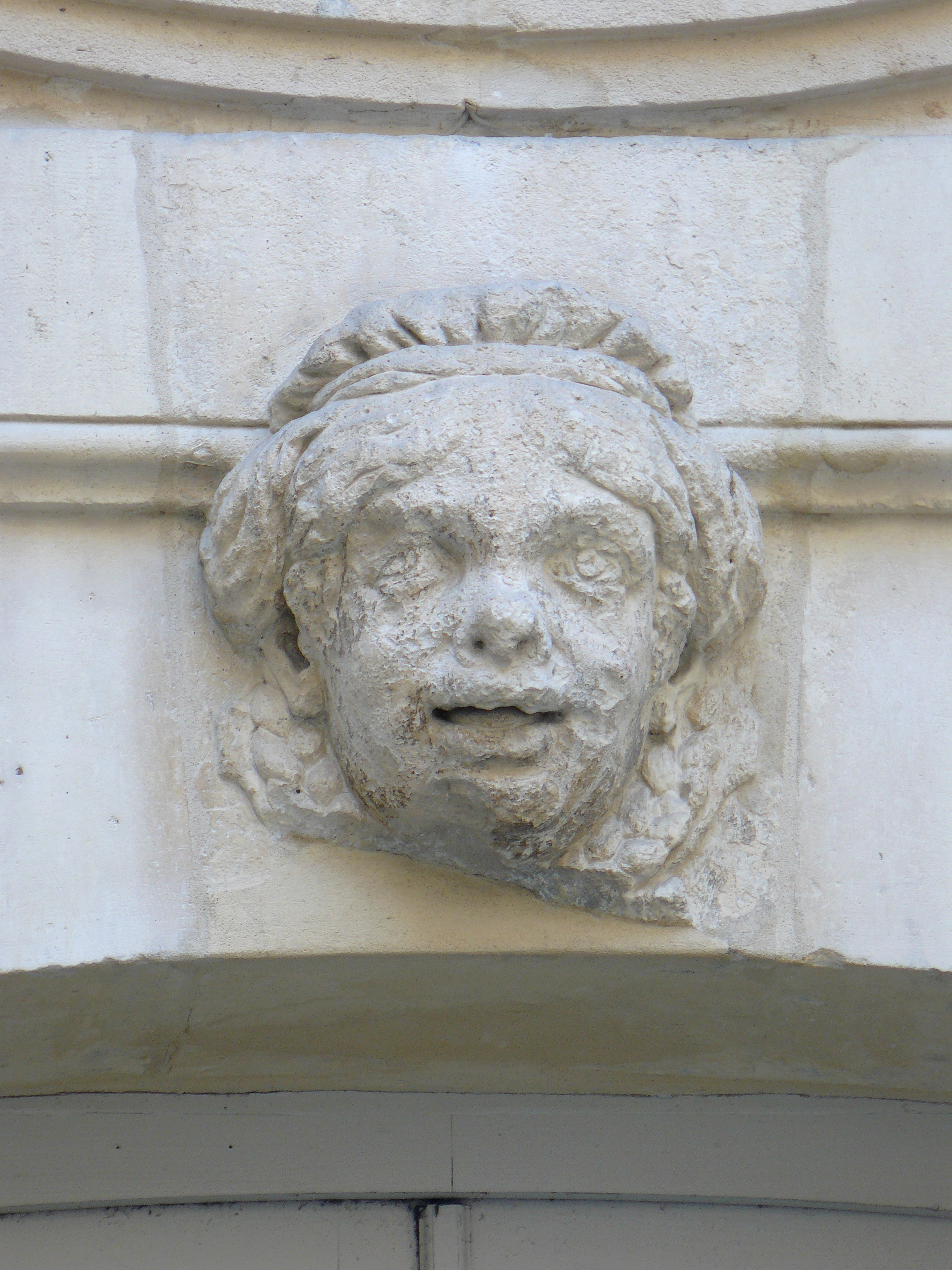
Catherine Bellier (1614–1689)

- Bellièvre, Pomponne de (1529–1607), Surintendant des Finances, Kanzler von Frankreich
- Bellièvre, Pomponne II. de (1606–1657), französischer Staatsmann, Erster Präsident des Parlements von Paris
- Belliger, Andréa (* 1970), schweizerische Theologin und Unternehmerin
- Bellil, Samira (1972–2004), algerisch-französische Feministin, Aktivistin und Autorin
- Bellili, Wajdi (* 1984), tunesischer Leichtathlet
- Bellille, Janeil (* 1989), Leichtathletin aus Trinidad und Tobago
- Bellin du Coteau, Marc (1883–1938), französischer Leichtathlet und Sportmediziner
- Bellin, Christian von, brandenburgischer Geheimer Rat
- Bellin, Christoph von, kurbrandenburgischer Generalrumormeister
- Bellin, Hans (1932–2016), deutscher Internist
- Bellin, Jacques-Nicolas (1703–1772), französischer Kartograph, Ingenieur-Geograph, Hydrograph der Marine und Enzyklopädist
- Bellin, Jana (* 1947), englisch-tschechoslowakische Schachgroßmeisterin
- Bellin, Johann (1618–1660), deutscher Sprachwissenschaftler
- Bellin, Maurizio (* 1982), italienischer Straßenradrennfahrer
- Bellina, Jaxon (* 1971), deutscher Musikproduzent und Songwriter
- Bellina, Marie (* 2008), österreichische Unihockeyspielerin
- Bellina, Matteo (* 1979), italienischer Filmschauspieler
- Bellinati, Paulo (* 1950), brasilianischer Gitarrist und Komponist
- Bellincampi, Giordano (* 1965), dänischer Dirigent
- Bellincioni, Gemma (1864–1950), italienische Opernsängerin (Sopran)
- Bellinelli, Eros (1920–2019), Schweizer Autor und Journalist
- Bellinelli, Matteo (* 1950), schweizerischer Dokumentarfilmer und Regisseur
- Belling, Detlev W. (* 1952), deutscher Rechtswissenschaftler und Hochschullehrer
- Belling, Johann Georg von (1642–1689), kur-brandenburger Generalmajor und Kommandant der Festung Pillau
- Belling, Rudolf (1886–1972), deutscher Bildhauer
- Belling, Tom jun. (1873–1934), österreichischer Clown
- Belling, Wilhelm Sebastian von (1719–1779), preußischer Generalleutnant der HusarenWilhelm Sebastian von Belling (1719–1779)

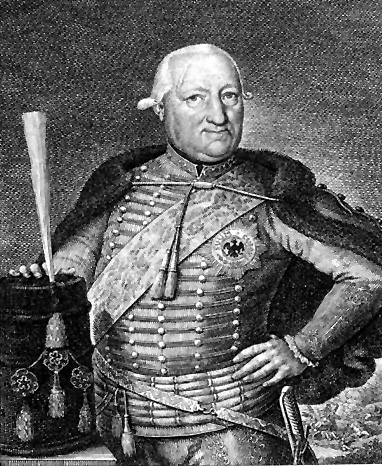
Wilhelm Sebastian von Belling (1719–1779)

- Bellinga, Rahel (* 1969), niederländische Triathletin
- Bellinger, Angelika, deutsche Rechtsanwältin, Notarin und Verfassungsrichterin
- Bellinger, Carl-Hermann (* 1935), deutscher Jurist und DAV-Funktionär
- Bellinger, Cody (* 1995), US-amerikanischer Baseballspieler
- Bellinger, Gerhard J. (1931–2020), deutscher Theologe und Autor
- Bellinger, Hermann (1898–1980), deutscher Jurist und Ministerialbeamter
- Bellinger, Jimmy (* 1990), US-amerikanischer Schauspieler
- Bellinger, Johann (1809–1882), nassauischer Politiker
- Bellinger, Josef (1805–1889), nassauischer Politiker
- Bellinger, Joseph (1773–1830), US-amerikanischer Politiker
- Bellinger, Julius (* 1831), deutscher Politiker, MdR
- Bellinger, Knut (1930–2022), deutscher Unternehmer
- Bellinger, Ludwig (1880–1959), deutscher Industrieller
- Bellingham, Geoffrey (* 1976), neuseeländischer Badmintonspieler
- Bellingham, Henry, englischer Ritter
- Bellingham, Henry (* 1955), britischer Politiker (Conservative Party)
- Bellingham, Jobe (* 2005), englischer Fußballspieler
- Bellingham, John (1770–1812), britischer Attentäter
- Bellingham, Jude (* 2003), englischer FußballspielerJude Bellingham (* 2003)

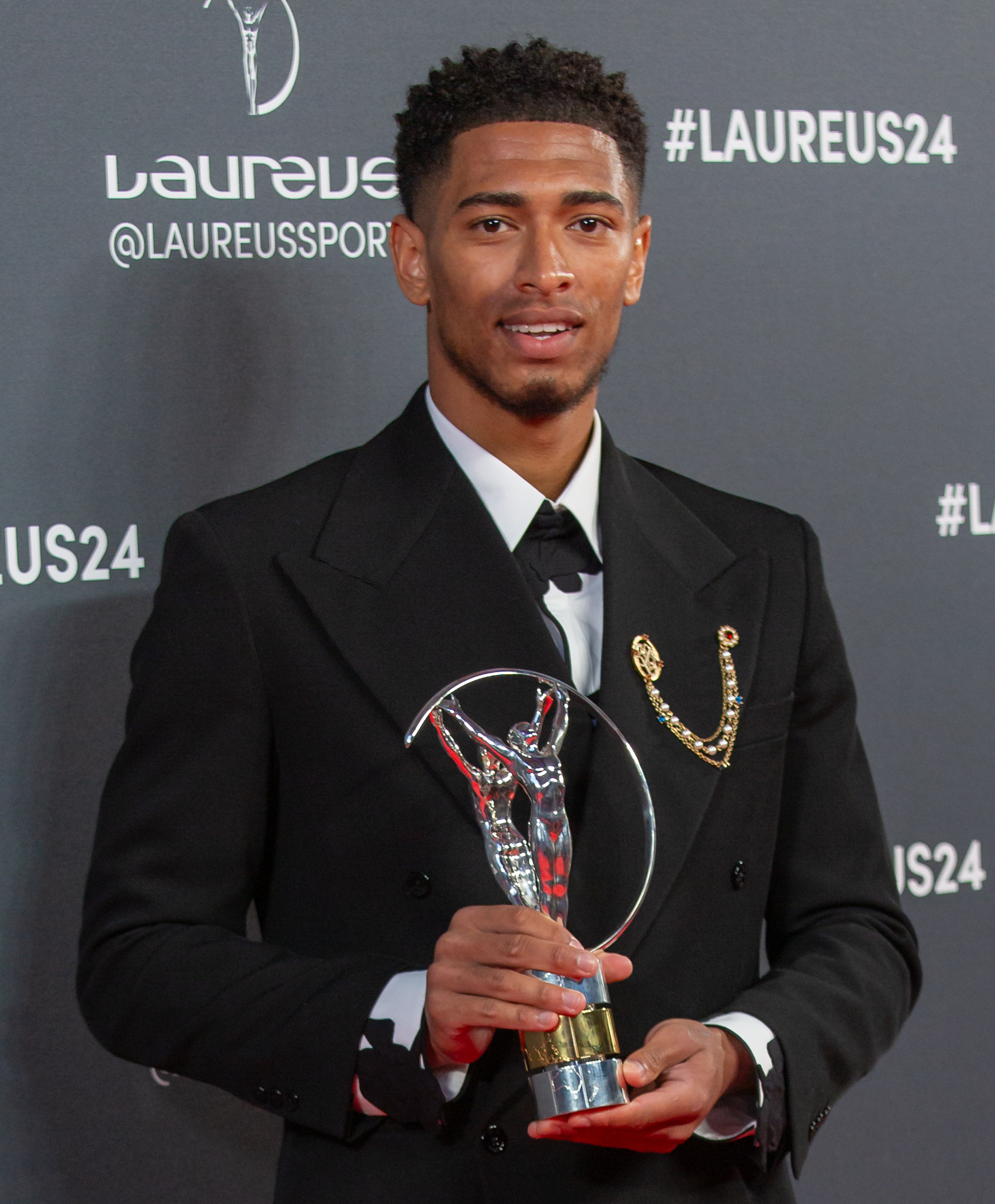
Jude Bellingham (* 2003)

- Bellingham, Lynda (1948–2014), britische Schauspielerin
- Bellingham, Norman (* 1964), US-amerikanischer Kanute
- Bellingham, Phillip (* 1991), australischer Skilangläufer
- Bellingham, Rebecca (* 1978), neuseeländische Badmintonspielerin
- Bellingham, Richard († 1672), englischer Rechtsanwalt, Gouverneur der Massachusetts Bay Colony
- Bellingham, Robert, englischer Ritter
- Bellinghaus, Mark (* 1963), deutscher Schauspieler
- Bellinghausen, Axel (* 1983), deutscher Fußballspieler
- Bellinghausen, Christoph von (1641–1696), Abt von Corvey (1678–1696)
- Bellinghausen, Hans (1887–1958), deutscher Historiker, Archivar und rheinländischer Heimatforscher
- Bellinghausen, Helga (* 1965), deutsche Schauspielerin und Hörspielsprecherin
- Bellinghausen, Katja (* 1961), deutsche Schauspielerin
- Bellinghausen, Luana (* 1986), deutsche Film- und Theaterschauspielerin
- Bellinghausen, May (1896–1985), deutsche Lehrerin und Kommunalpolitikerin
- Bellinghen, Jean-Paul Van (1925–1993), belgischer Diplomat
- Bellinghoven, Christina (* 1988), deutsche Fußballspielerin
- Bellingkrodt, Karin (* 1943), deutsche Hörspielautorin und -regisseurin
- Bellingrath, Ewald (1838–1903), deutscher Schiffskonstrukteur
- Bellingrodt, Carl (1897–1971), deutscher Eisenbahnfotograf
- Bellingrodt, Friedrich (1830–1904), deutscher Apotheker und Kommunalpolitiker in Oberhausen
- Bellingrodt, Helmut (* 1949), kolumbianischer Sportschütze, Olympiateilnehmer
- Bellingshausen, Fabian Gottlieb von (1778–1852), Seefahrer und russischer OffizierFabian Gottlieb von Bellingshausen (1778–1852)

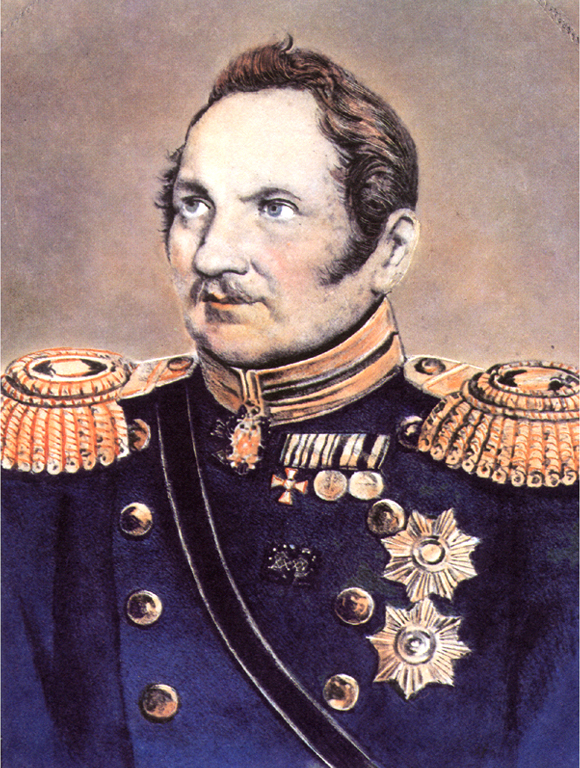
Fabian Gottlieb von Bellingshausen (1778–1852)

- Bellini, Bernardo (1792–1876), italienischer Drucker, Literat, Übersetzer, Latinist, Gräzist, Romanist, Italianist und Lexikograf
- Bellini, Cesare Bernardo (1853–1940), italienischer Komponist
- Bellini, Claudio (* 1963), italienischer Architekt und Designer
- Bellini, Gentile († 1507), venezianischer Maler
- Bellini, Giancarlo (* 1945), italienischer Radrennfahrer
- Bellini, Gianpaolo (* 1935), italienischer Elementarteilchenphysiker und Astroteilchenphysiker
- Bellini, Gianpaolo (* 1980), italienischer Fußballspieler
- Bellini, Giorgio (1945–2024), Schweizer Politaktivist
- Bellini, Giovanni († 1516), italienischer Maler der frühen RenaissanceGiovanni Bellini († 1516)

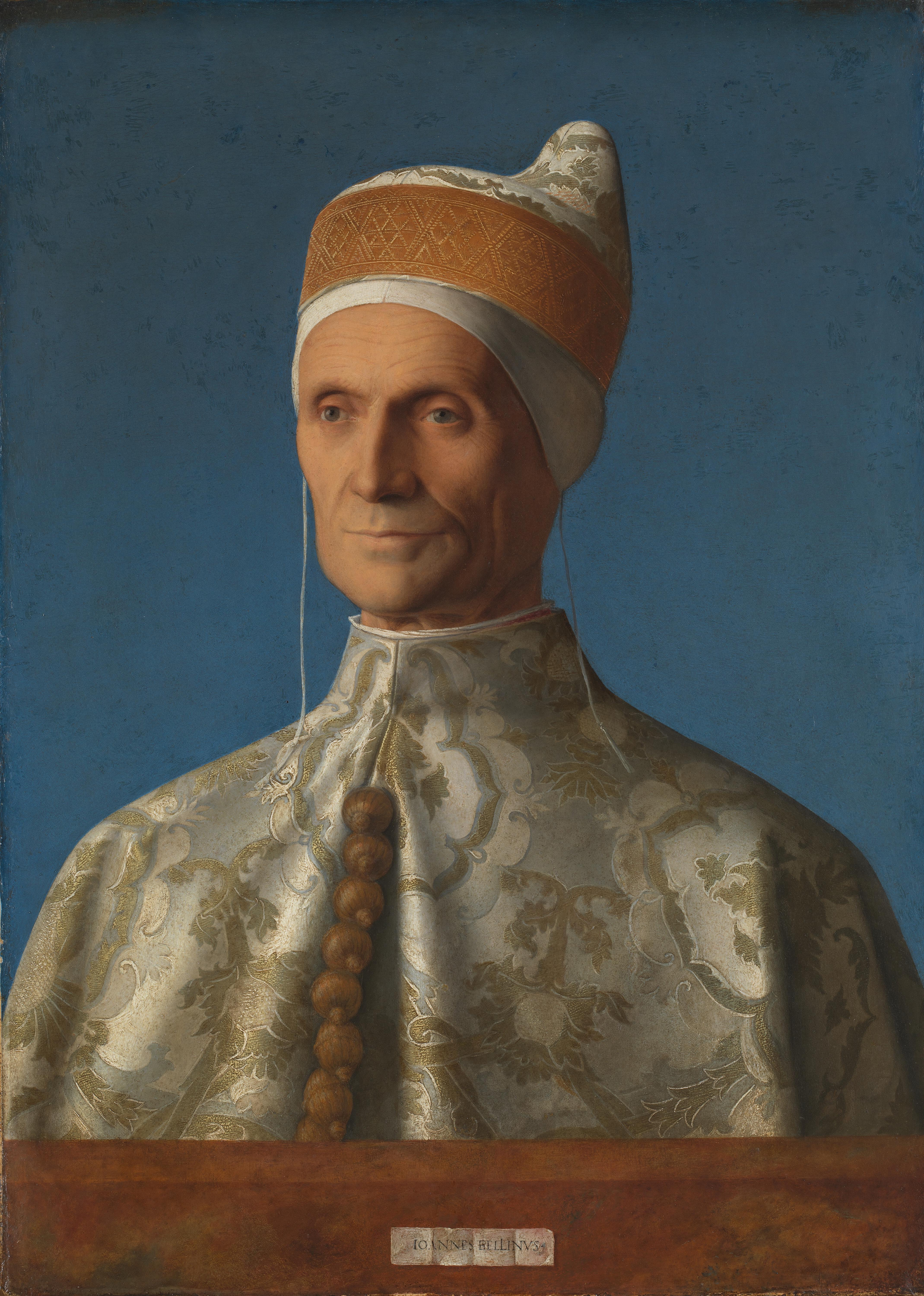
Giovanni Bellini († 1516)

- Bellini, Hilderaldo (1930–2014), brasilianischer Fußballspieler
- Bellini, Jacopo, italienischer Maler der venezianischen Schule
- Bellini, Laura (* 1992), deutsch-italienische Schauspielerin
- Bellini, Lorenzo (1643–1704), italienischer Anatom
- Bellini, Luigi (1885–1946), italienischer Soziologe
- Bellini, Mario (* 1935), italienischer Designer und Architekt
- Bellini, Santiago (* 1996), uruguayischer Fußballspieler
- Bellini, Sarah (* 1992), deutsch-italienische Schauspielerin
- Bellini, Vincenzo (1801–1835), italienischer OpernkomponistVincenzo Bellini (1801–1835)

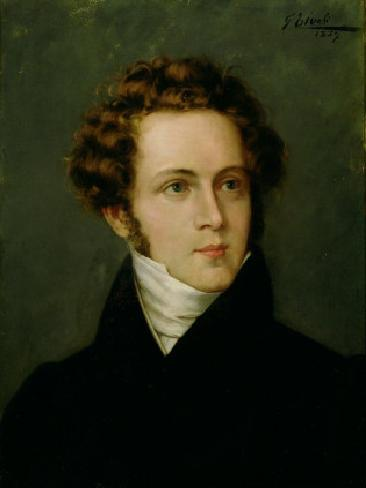
Vincenzo Bellini (1801–1835)

- Belliniano, Vittore (1456–1529), italienischer Maler
- Bellino, Holger (* 1959), deutscher Politiker (CDU), MdL
- Bellino, Joe (1938–2019), amerikanischer American-Football-Spieler, Gewinner der Heisman Trophy 1960
- Bellino, Karl (1791–1820), deutscher Orientalist und Dolmetscher, Sekretär der East India Company in Bagdad
- Bellino, Karl von (1827–1919), württembergischer Oberamtmann und Regierungspräsident
- Bellinzani, Paolo Benedetto († 1757), italienischer Komponist und Priester
- Bellio, Georges de (1828–1894), rumänischer Arzt und Kunstsammler
- Bellion, David (* 1982), französischer Fußballspieler
- Bellion, Jon (* 1990), US-amerikanischer Popmusiker und Songwriter
- Bellion, Uta (* 1956), deutsch-britische Ingenieurin und Umweltaktivistin
- Bellis, Catherine (* 1999), US-amerikanische Tennisspielerin
- Bellis, Hubert (1831–1902), belgischer Blumenmaler
- Bellis, Jonathan (* 1988), britischer Radrennfahrer
- Bellis, Louisa de (* 1998), deutsche Handballspielerin
- Bellis, Richard (* 1946), US-amerikanischer Komponist und Kinderdarsteller
- Bellisario, Andrew (* 1956), US-amerikanischer Ordensgeistlicher, römisch-katholischer Erzbischof von Anchorage-Juneau
- Bellisario, Donald P. (* 1935), US-amerikanischer Drehbuchautor, Regisseur und Filmproduzent
- Bellisario, Michael (* 1980), US-amerikanischer Filmschauspieler
- Bellisario, Troian (* 1985), US-amerikanische SchauspielerinTroian Bellisario (* 1985)

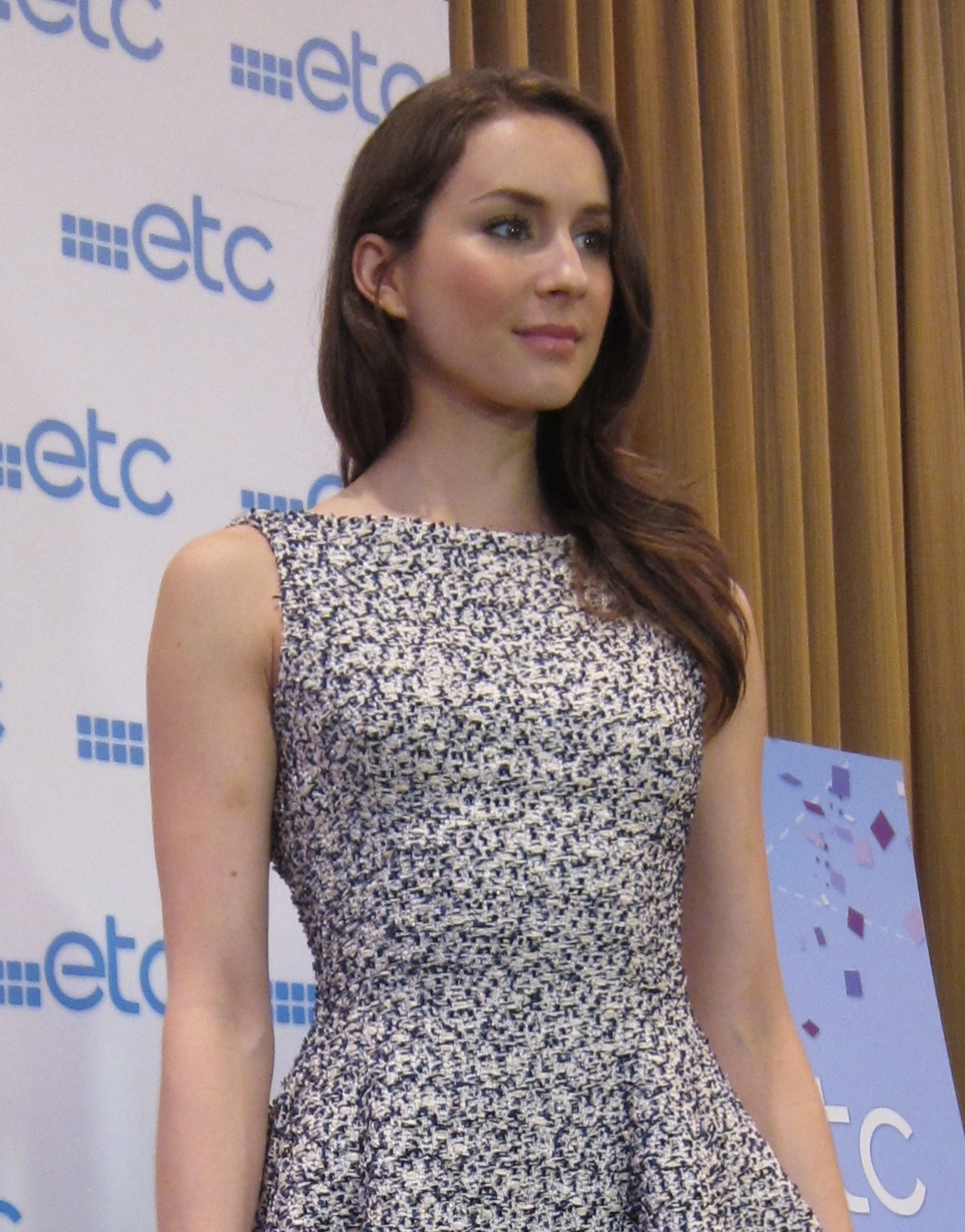
Troian Bellisario (* 1985)

- Bellisomi, Carlo Antonio Giuseppe (1736–1808), italienischer Geistlicher, Nuntius in Deutschland und Kardinal
- Bellison, Simeon (1881–1953), US-amerikanischer Klarinettist und Musikpädagoge
- Bellissard, Jean (* 1946), französischer theoretischer und mathematischer Physiker
- Bellissimo, Daniel (* 1984), italo-kanadischer Eishockeytorwart
- Bellissimo, Vince (* 1982), italo-kanadischer Eishockeyspieler
- Bellivier, Henri (1890–1980), französischer Radrennfahrer

### Bellm
- Bellm, Ray (* 1950), britischer Autorennfahrer
- Bellman, Carl Michael (1740–1795), schwedischer Rokokodichter und Komponist
- Bellman, Gina (* 1966), britische Schauspielerin
- Bellman, Richard (1920–1984), US-amerikanischer Mathematiker, Erfinder der Dynamischen Programmierung
- Bellmann, Achim (* 1957), deutscher moderner Fünfkämpfer und Olympiateilnehmer, Degenfechter
- Bellmann, Carl Gottlieb (1772–1861), deutscher Musiker
- Bellmann, Charlotte (* 1991), deutsche Schauspielerin
- Bellmann, Dieter (1940–2017), deutscher Schauspieler und RegisseurDieter Bellmann (1940–2017)

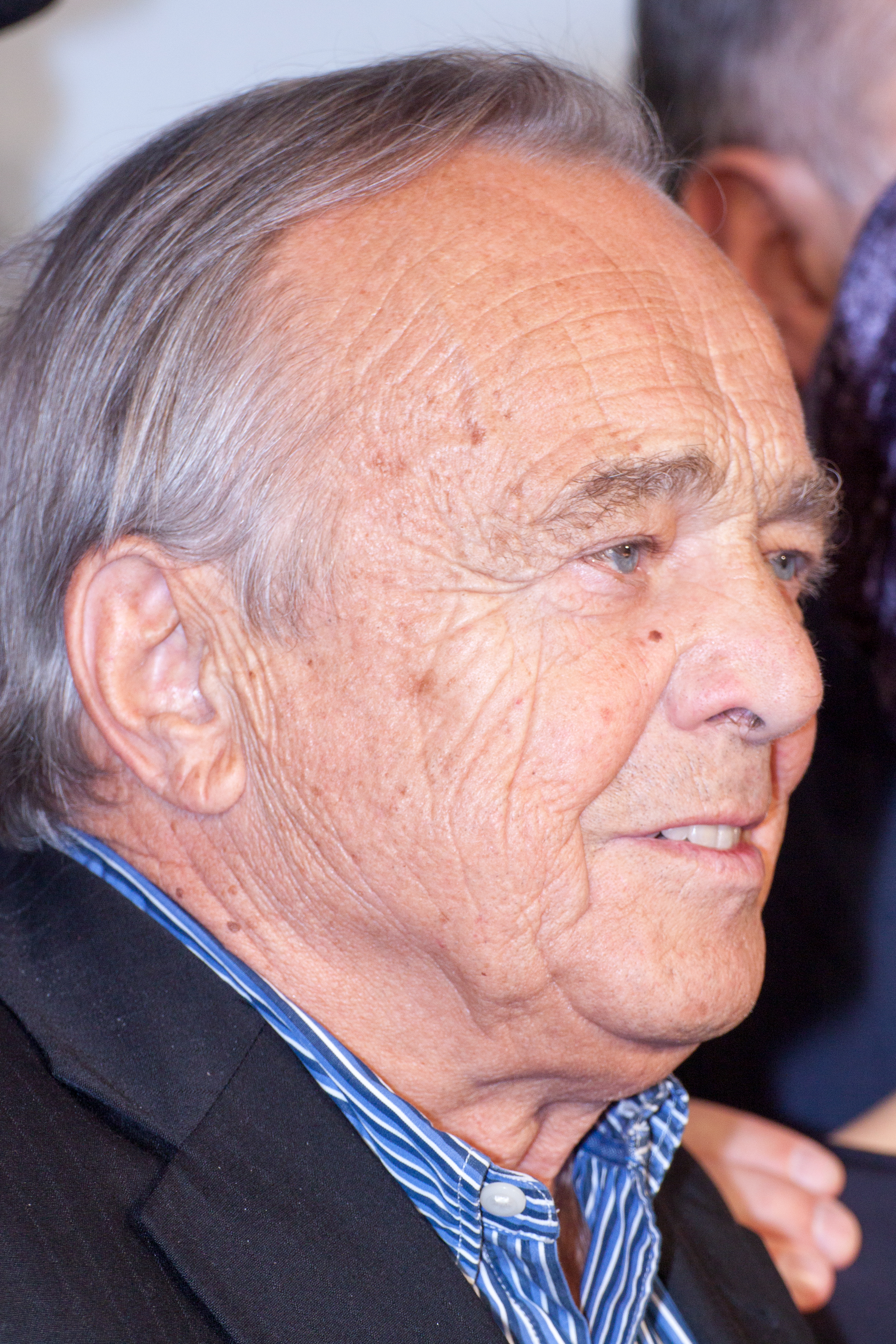
Dieter Bellmann (1940–2017)

- Bellmann, Dieter Johannes (1934–1997), deutscher Arabist
- Bellmann, Geerd, deutscher Politiker, Landrat des Kreises Rendsburg-Eckernförde
- Bellmann, Georg (1891–1946), deutscher Politiker (DVP), MdR, Wirtschaftsjurist und Rechtsberater
- Bellmann, Gerold (1949–2021), deutscher Fußballtorwart
- Bellmann, Götz (* 1957), deutscher Architekt und Designer
- Bellmann, Günter (* 1929), deutscher Philologe
- Bellmann, Hans Georg (1911–1990), Schweizer Architekt und Produktgestalter
- Bellmann, Heiko (1950–2014), deutscher Zoologe und Sachbuchautor
- Bellmann, Johann Diedrich (1930–2006), deutscher Schriftsteller und Hörspielautor
- Bellmann, Johannes (* 1965), deutscher Erziehungswissenschaftler
- Bellmann, Karl (1887–1976), deutscher Architekt, sächsischer Baubeamter und Amateur-Maler
- Bellmann, Karl Gottfried (1760–1816), deutscher Musikinstrumentenbauer und Musiker
- Bellmann, Kurt (1901–1980), deutscher Jurist
- Bellmann, Renate (1924–1999), deutsche Rechtswissenschaftlerin und Bibliothekarin
- Bellmann, Rudi (1919–2002), deutscher Funktionär, Arbeitsgruppenleiter des ZK der SED
- Bellmann, Tjorven (* 1972), deutsche politische Beamtin und DiplomatinTjorven Bellmann (* 1972)

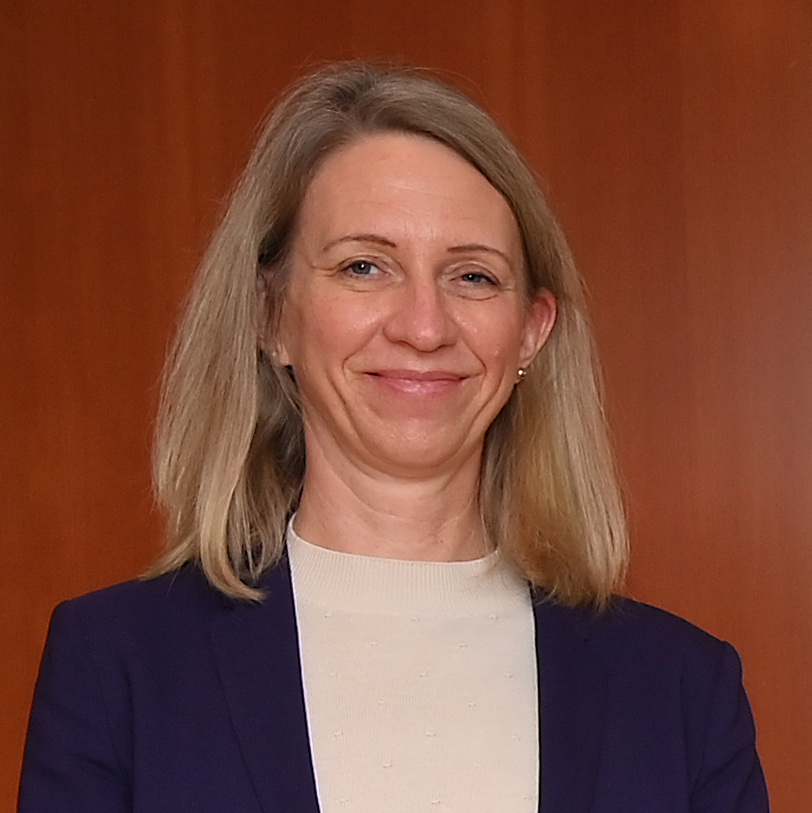
Tjorven Bellmann (* 1972)

- Bellmann, Uwe (* 1962), deutscher Skilangläufer
- Bellmann, Veronika (* 1960), deutsche Politikerin (CDU), MdL, MdB
- Bellmer, Hans (1902–1975), deutscher Fotograf, Bildhauer, Maler und Autor
- Bellmer, Herbert (1895–1950), deutscher Pädagoge und Schriftsteller
- Bellmer, Margarete (1930–2018), deutsche Aktivistin
- Bellmer, Wolfgang (* 1940), deutscher Maler und Schriftsteller, Rechtsanwalt und Notar
- Bellmon, Henry (1921–2009), US-amerikanischer Politiker
- Bellmont, André (* 1962), Schweizer Komponist, Dirigent und Orchestrator
- Bellmont, Ludwig Oskar (1894–1945), Schweizer Maler, Zeichner und Grafiker
- Bellmont, Stefan (* 1989), Schweizer Dartspieler

### Bello
- Bello, Graf von Carcassonne und Stammvater der Adelssippe der Belloniden
- Bello Montero, Atanasio (1800–1876), venezolanischer Geiger, Dirigent, Operndirektor und Komponist
- Bello Peguero, Rafael (* 1932), dominikanischer Theologe
- Bello Ricardo, Pío (1921–2003), venezolanischer Geistlicher, katholischer Bischof
- Bello Ruiz, Rafael (1926–2008), mexikanischer Geistlicher, katholischer Erzbischof von Acapulco
- Bello y Espinosa, Domingo (1817–1884), spanischer Botaniker
- Bello, Ahmadu (1909–1966), nigerianischer Politiker, Sardauna von Sokoto
- Bello, Andrés (1781–1865), venezolanisch-chilenischer Diplomat, Rechtswissenschaftler, Philosoph, Philologe, Übersetzer und DichterAndrés Bello (1781–1865)

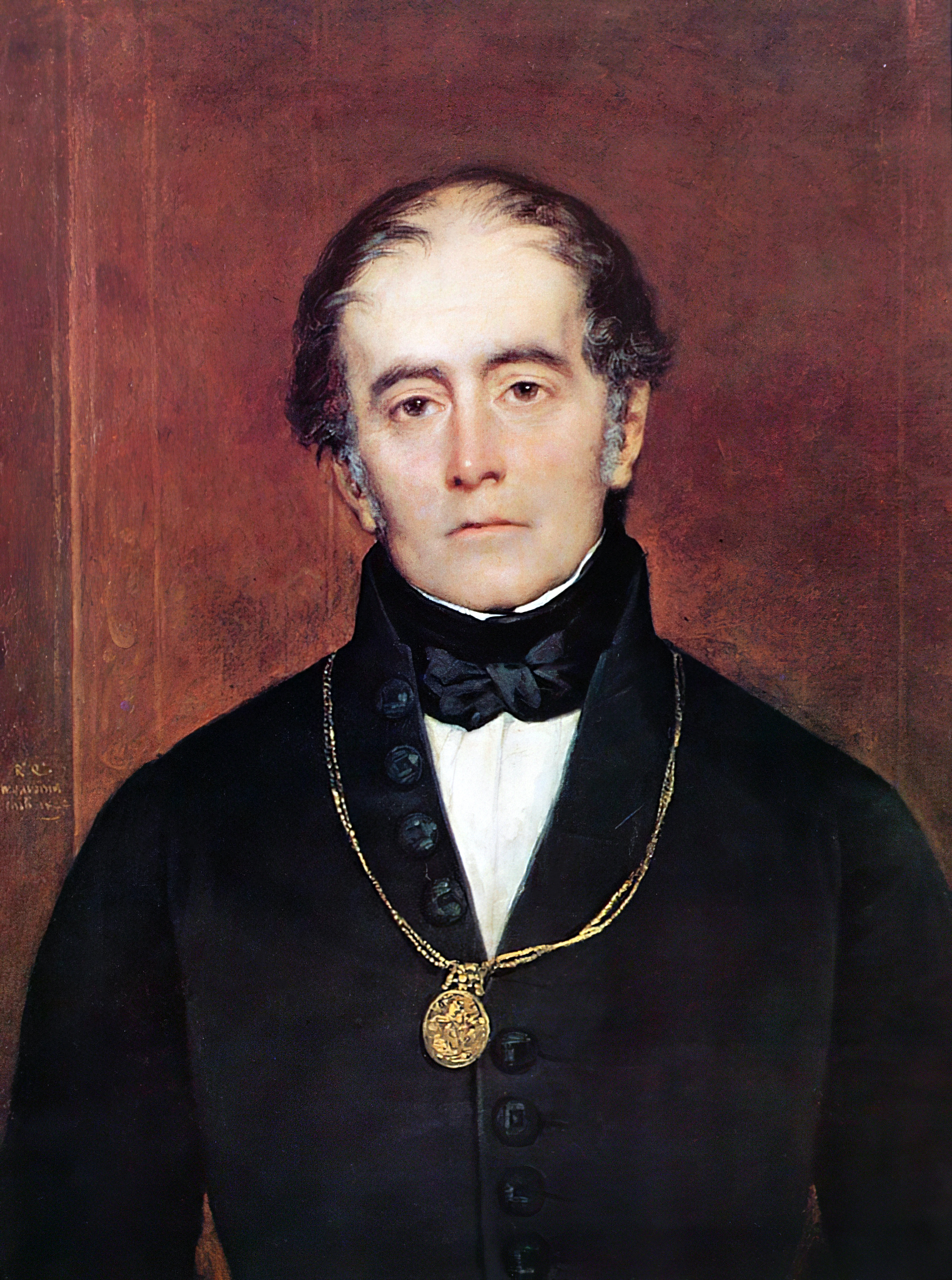
Andrés Bello (1781–1865)

- Bello, Ángel (* 1951), argentinischer Bogenschütze
- Bello, Antonio (1935–1993), italienischer römisch-katholischer Bischof
- Bello, António Mendes (1842–1929), portugiesischer Kardinal und Erzbischof von Lissabon
- Bello, Bernardo (1933–2018), chilenischer Fußballspieler
- Bello, Duarte Manuel (1921–1994), portugiesischer Segler
- Bellò, Elena (* 1997), italienische Mittelstreckenläuferin
- Bello, Fernando (1924–1995), portugiesischer Segler
- Bello, Fernando Lima (1931–2021), portugiesischer Segelsportler und Sportfunktionär
- Bello, Ferney (* 1981), kolumbianischer Straßenradrennfahrer
- Bello, Frank (* 1965), US-amerikanischer Bassist der Thrash-Metal-Band Anthrax
- Bello, George (* 2002), nigerianisch-US-amerikanischer Fußballspieler
- Bello, Heinz (1920–1944), deutscher Medizinstudent, katholischer Märtyrer
- Bello, Huguette (* 1950), französische Politikerin
- Bello, Javier (* 2000), britischer Beachvolleyballspieler
- Bello, Joaquin (* 2000), britischer Beachvolleyballspieler
- Bello, José (1904–2008), spanischer Intellektueller
- Bello, José Maria († 1959), brasilianischer Jurist, Politiker und Autor
- Bello, Maria (* 1967), US-amerikanische Schauspielerin und FilmproduzentinMaria Bello (* 1967)

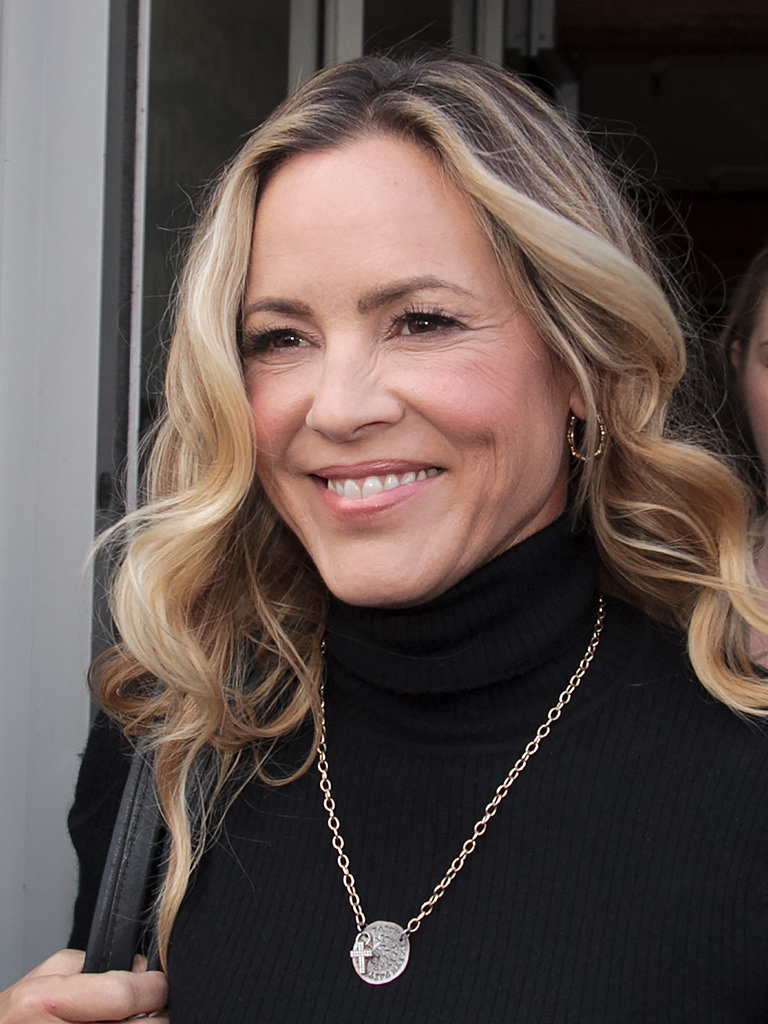
Maria Bello (* 1967)

- Bello, Néstor (1927–2007), chilenischer Fußballspieler
- Bello, Noël del (1942–2024), französischer Autorennfahrer
- Bello, Sergio (* 1942), italienischer Sprinter und Hürdenläufer
- Bello, Walden (* 1945), philippinischer Soziologe, Professor für Soziologie und Globalisierungskritiker
- Bello, Xuan (1965–2025), spanischer Dichter, Schriftsteller und ÜbersetzerXuan Bello (1965–2025)

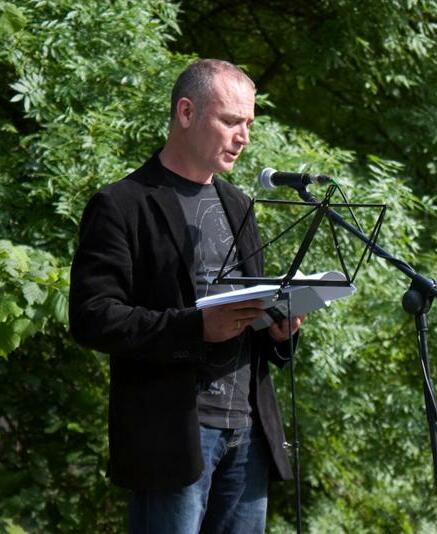
Xuan Bello (1965–2025)

- Bello, Yero (* 1987), nigerianischer Fußballspieler
- Belloc, Denis (1949–2013), französischer Schriftsteller und Maler
- Belloc, Hilaire (1870–1953), englischer Schriftsteller und Politiker und Politiker, Mitglied des House of Commons
- Belloc, Jean-Philippe (* 1970), französischer Automobilrennfahrer
- Belloc, Louise Swanton (1796–1881), französische Schriftstellerin und Übersetzerin
- Belloc, Teresa (1784–1855), italienische Opernsängerin (Mezzosopran)
- Bellocchio, Marco (* 1939), italienischer Regisseur und Drehbuchautor
- Bellocchio, Pier Giorgio (* 1974), italienischer Schauspieler, Filmproduzent und Regisseur
- Belloch, Carmen (1953–2013), spanische Schauspielerin und Synchronsprecherin
- Bellocq, Éric (* 1962), französischer Lautenist der historischen Aufführungspraxis
- Bellocq, Ernest J. (1873–1949), US-amerikanischer Fotograf
- Bellocq, Jean-Marc (* 1957), französischer Langstreckenläufer und Olympiasieger
- Bellof, Stefan (1957–1985), deutscher AutomobilrennfahrerStefan Bellof (1957–1985)

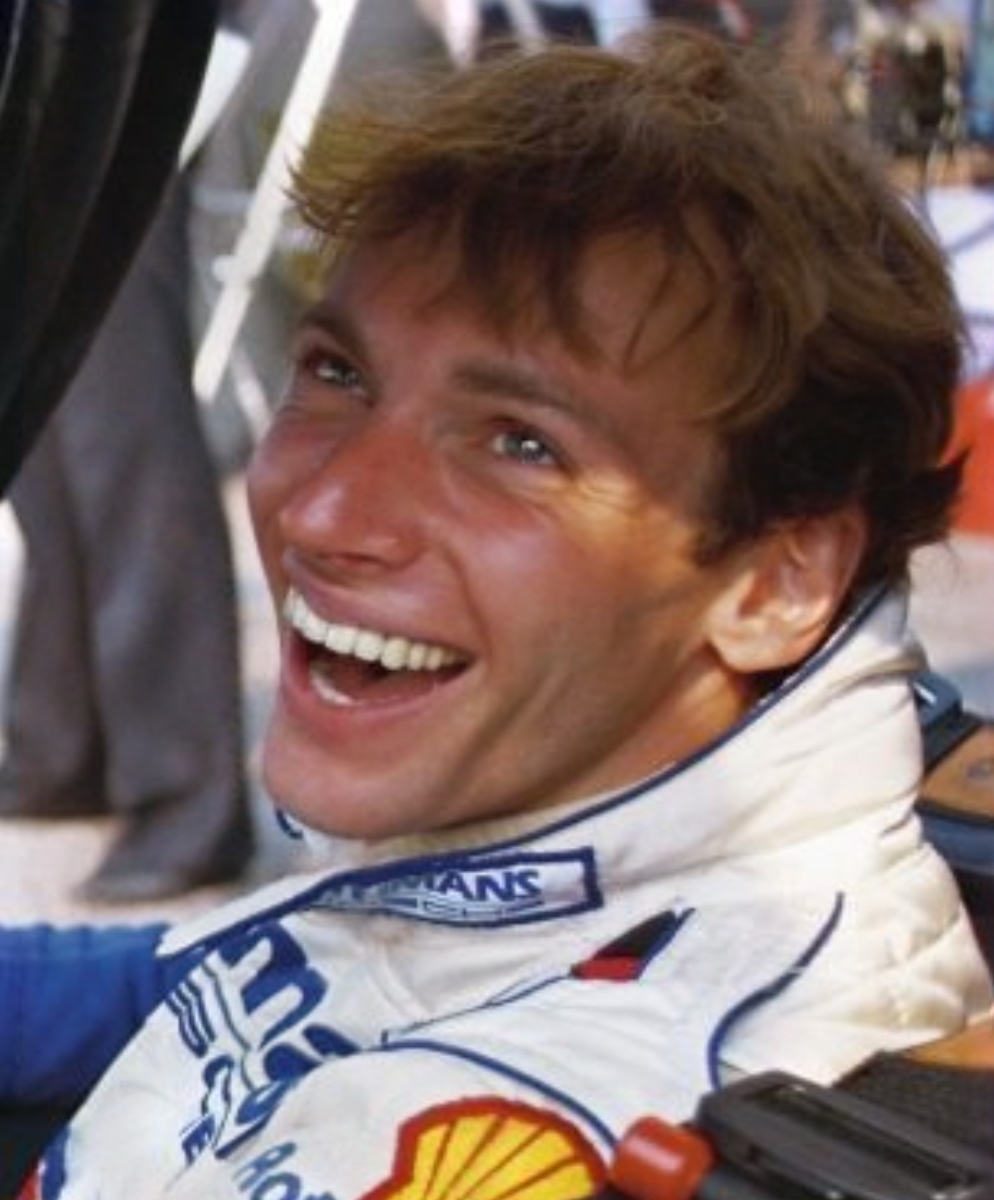
Stefan Bellof (1957–1985)

- Belloguet, Dominique François Louis Roget de (1795–1872), französischer Geschichtsforscher
- Belloise, Mike (1911–1969), US-amerikanischer Boxer im Federgewicht
- Belloli, Andrei (1820–1881), russischer Maler
- Belloli, Luigi (1923–2011), italienischer Geistlicher, römisch-katholischer Bischof von Anagni-Alatri
- Bellolio, Jaime (* 1980), chilenischer Politiker, Abgeordneter und Minister
- Bellomo, Brendan, US-amerikanischer Filmregisseur und -produzent
- Bellomo, Nicola (* 1991), italienischer Fußballspieler
- Bellón López, Juan Manuel (* 1950), spanischer Schachspieler
- Bellón, Damian (* 1989), Schweizer Fußballspieler
- Bellon, Denise (1902–1999), französische Fotografin
- Bellon, Louis-Gabriel (1819–1899), französischer Antikensammler
- Bellon, Michèle (* 1949), französische Ingenieurin und Unternehmerin
- Bellon, Pierre (1930–2022), französischer Unternehmer
- Bellon, Roger (* 1953), französischer Komponist und Dirigent
- Bellon, Sophie (* 1961), französische Unternehmerin
- Bellon, Yannick (1924–2019), französische Filmregisseurin und Filmeditor
- Bellon-Maurel, Véronique (* 1964), französische Agraringenieurin
- Bellonci, Maria (1902–1986), italienische Schriftstellerin
- Bellone, Bruno (* 1962), französischer Fußballspieler
- Bellone, Gilbert (* 1942), französischer Radrennfahrer
- Bellone, Stefano (* 1955), italienischer Degenfechter
- Bellone, Steve (* 1969), US-amerikanischer Politiker, Bürgermeister von Babylon (2002–2011), seit 2012 County Executive des Suffolk County
- Bellone, Virgilio (1907–1981), italienischer Ordenspriester und Musiker
- Belloni, Aldo (* 1950), italienischer Industriemanager
- Belloni, Alessandra (* 1954), italienische Sängerin, Tamburinspielerin, Tänzerin, Schauspielerin und Komponistin, Musikethnologin und -therapeutin
- Belloni, Elisabetta (* 1958), italienische Diplomatin
- Belloni, Gaetano (1892–1980), italienischer Radrennfahrer
- Belloni, José (1882–1965), uruguayischer Bildhauer
- Belloni, Robert (1940–2015), französischer Fußballspieler
- Bellori, Giovanni Pietro (1613–1696), italienischer Kunsttheoretiker, Kunsthistoriker
- Bellorin, Claret (* 1980), venezolanische Gewichtheberin
- Bellos, David (* 1945), britischer Literaturwissenschaftler und Übersetzer
- Bellosa, Nina (1823–1899), deutsche Theaterschauspielerin
- Bellosi, Andrea (* 1944), italienischer Industriedesigner und Restaurator
- Bellosi, Chiara (* 1973), italienische Filmregisseurin
- Belloste, Augustin (1654–1730), französischer Chirurg
- Bellot, Benjamin (* 1990), deutscher FußballtorhüterBenjamin Bellot (* 1990)

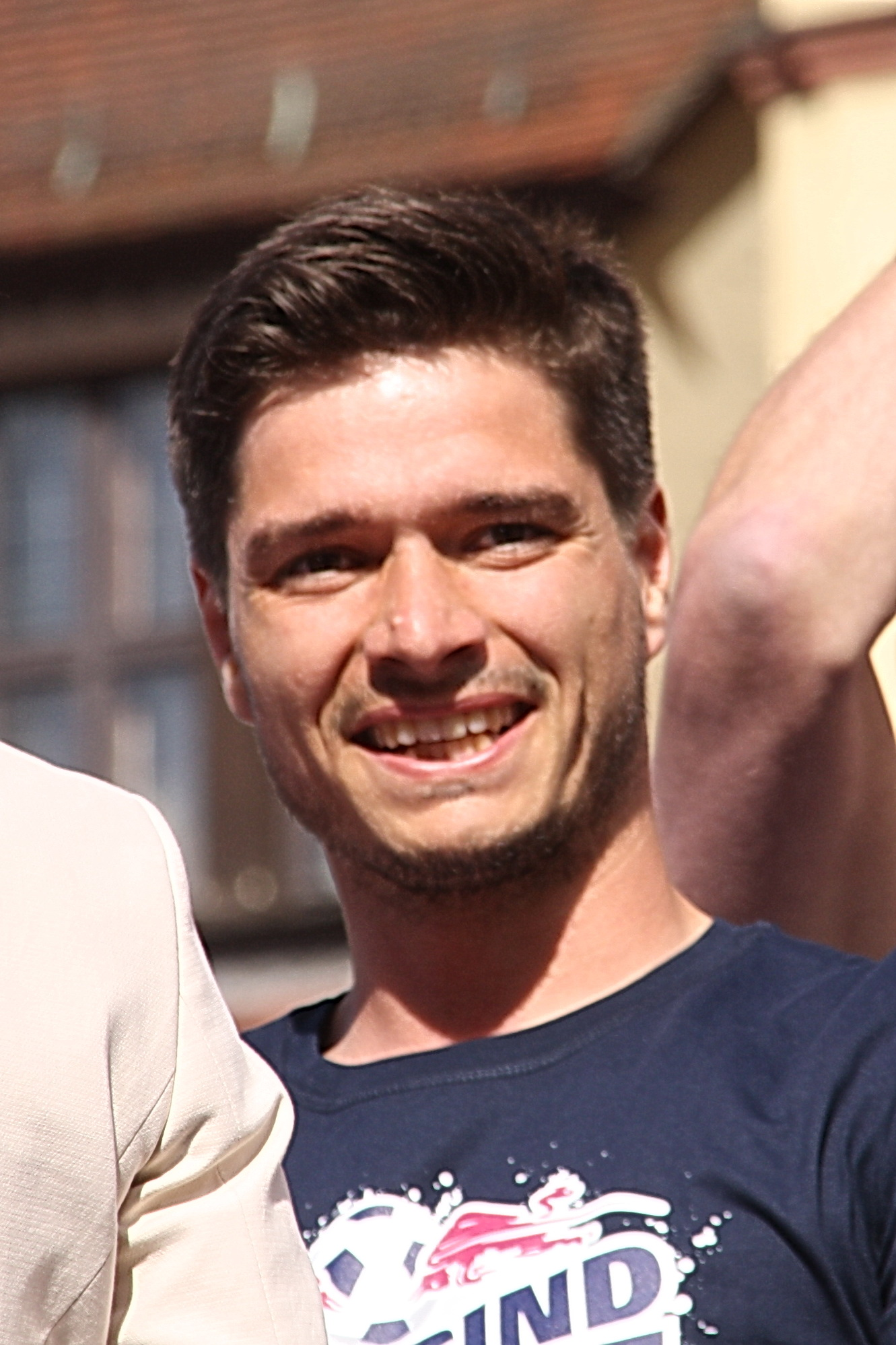
Benjamin Bellot (* 1990)

- Bellot, Erhard (* 1939), deutscher Typograf, Grafikdesigner und Hochschullehrer
- Bellot, François (* 1954), belgischer Politiker der Mouvement Réformateur (MR)
- Bellot, Jean-Michel (* 1953), französischer Stabhochspringer
- Bellot, Joseph (1920–1986), deutscher Bibliothekar
- Bellot, Joseph-René (1826–1853), französischer Marineoffizier und Polarforscher
- Bellot, Pierre (1783–1855), französischer Dichter okzitanischer Sprache
- Bellot, Pierre-François (1776–1836), Schweizer Jurist, Hochschullehrer, Hypothekenverwalter und Politiker
- Bellot, Raymond (1929–2019), französischer Fußballspieler
- Belloto Varoni, Américo (1913–1965), argentinischer Geiger und Dirigent
- Bellott, Enrique (* 2002), bolivianischer Leichtathlet
- Bellotti, Edoardo (1957–2025), italienischer Organist
- Bellotti, Francesco (* 1979), italienischer Radrennfahrer
- Bellotti, Francis X. (1923–2024), US-amerikanischer Politiker
- Bellotti, Luigi (1914–1995), italienischer Geistlicher, römisch-katholischer Erzbischof und Diplomat des Heiligen Stuhls
- Bellotti, Pietro (1942–2022), italienischer Ringer
- Bellotti, Riccardo (* 1991), italienischer Tennisspieler
- Bellotto, Bernardo († 1780), italienischer MalerBernardo Bellotto († 1780)

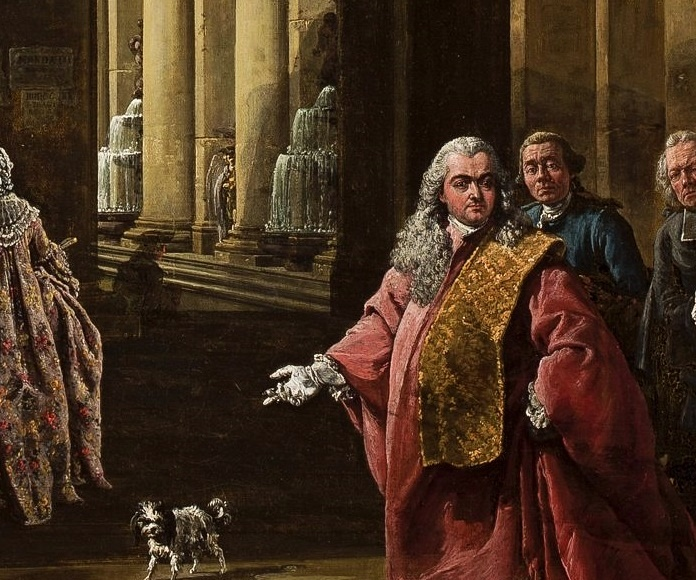
Bernardo Bellotto († 1780)

- Bellotto, Ettore (1895–1966), italienischer Turner
- Bellou, Sotiria (1921–1997), griechische Vertreterin des Rembetiko
- Belloubet, Nicole (* 1955), französische Hochschullehrerin (Jura) und Ministerin
- Belloumi, Lakhdar (* 1958), algerischer Fußballspieler
- Belloumou, Inès (* 2001), französische Fußballspielerin
- Bellová, Bianca (* 1970), tschechische Schriftstellerin und Übersetzerin
- Bellovesus, gallischer Sagenheld
- Bellovin, Steven M., US-amerikanischer Informatiker
- Bellow, Alexandra (1935–2025), rumänisch-US-amerikanische Mathematikerin
- Bellow, Irwin, Baron Bellwin (1923–2001), britischer Politiker
- Bellow, Saul (1915–2005), US-amerikanischer Schriftsteller
- Bellowitsch, Kati (* 1974), österreichische Fernseh- und Radiomoderatorin
- Bellows, Albert Fitch (1829–1883), US-amerikanischer Landschaftsmaler und Illustrator
- Bellows, Brian (* 1964), kanadischer Eishockeyspieler
- Bellows, Cedar (* 1992), US-amerikanische Handballspielerin
- Bellows, George Wesley (1882–1925), amerikanischer Maler
- Bellows, Gil (* 1967), kanadischer SchauspielerGil Bellows (* 1967)

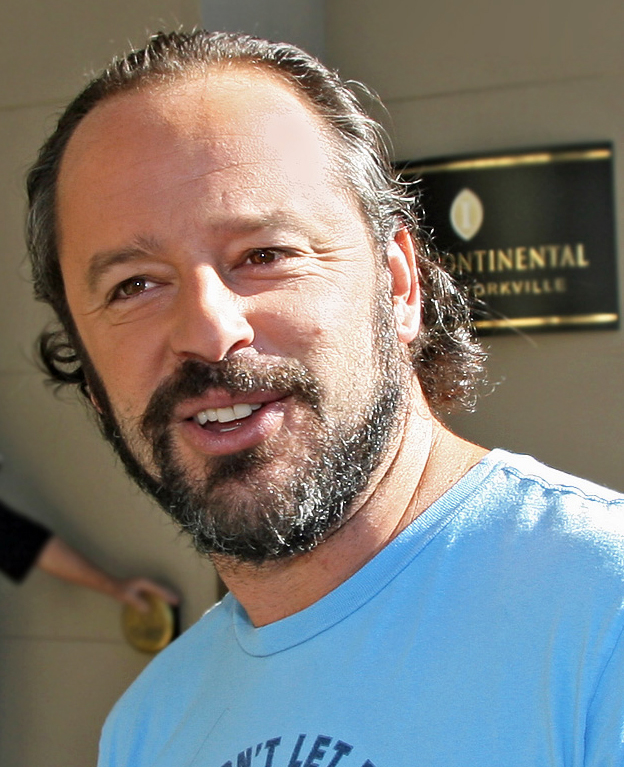
Gil Bellows (* 1967)

- Bellows, Henry Whitney (1814–1882), US-amerikanischer Geistlicher
- Bellows, Shenna (* 1975), US-amerikanische Politikerin
- Belloy, Jean-Baptiste de (1709–1808), französischer Bischof und Kardinal

### Bells
- Bellschan von Mildenburg, Herbert (1924–2022), österreichischer SS-Offizier, rechtsextremer Aktivist
- Bellscheidt, Carla (* 1994), deutsche Basketballspielerin
- Bellson, Louie (1924–2009), US-amerikanischer Jazz-Schlagzeuger, Komponist und Arrangeur
- Bellstedt, Ronald (* 1957), deutscher Entomologe und Naturschützer
- Bellstorf, Arne (* 1979), deutscher Comiczeichner

### Bellu
- Bellu, Alexandru (1850–1921), rumänischer Anwalt, Numismatiker, Vorreiter der rumänischen Fotokunst, Sammler und Kunstmäzen
- Bellucci, Alessandro (1860–1931), italienischer Regionalhistoriker
- Bellucci, Antonio (1654–1726), italienischer Maler des Hoch- und Spätbarock
- Bellucci, Cleto (1921–2013), italienischer Geistlicher und Erzbischof von Fermo
- Bellucci, Giovanni (* 1965), italienischer Pianist
- Bellucci, Mattia (* 2001), italienischer Tennisspieler
- Bellucci, Monica (* 1964), italienische FilmschauspielerinMonica Bellucci (* 1964)

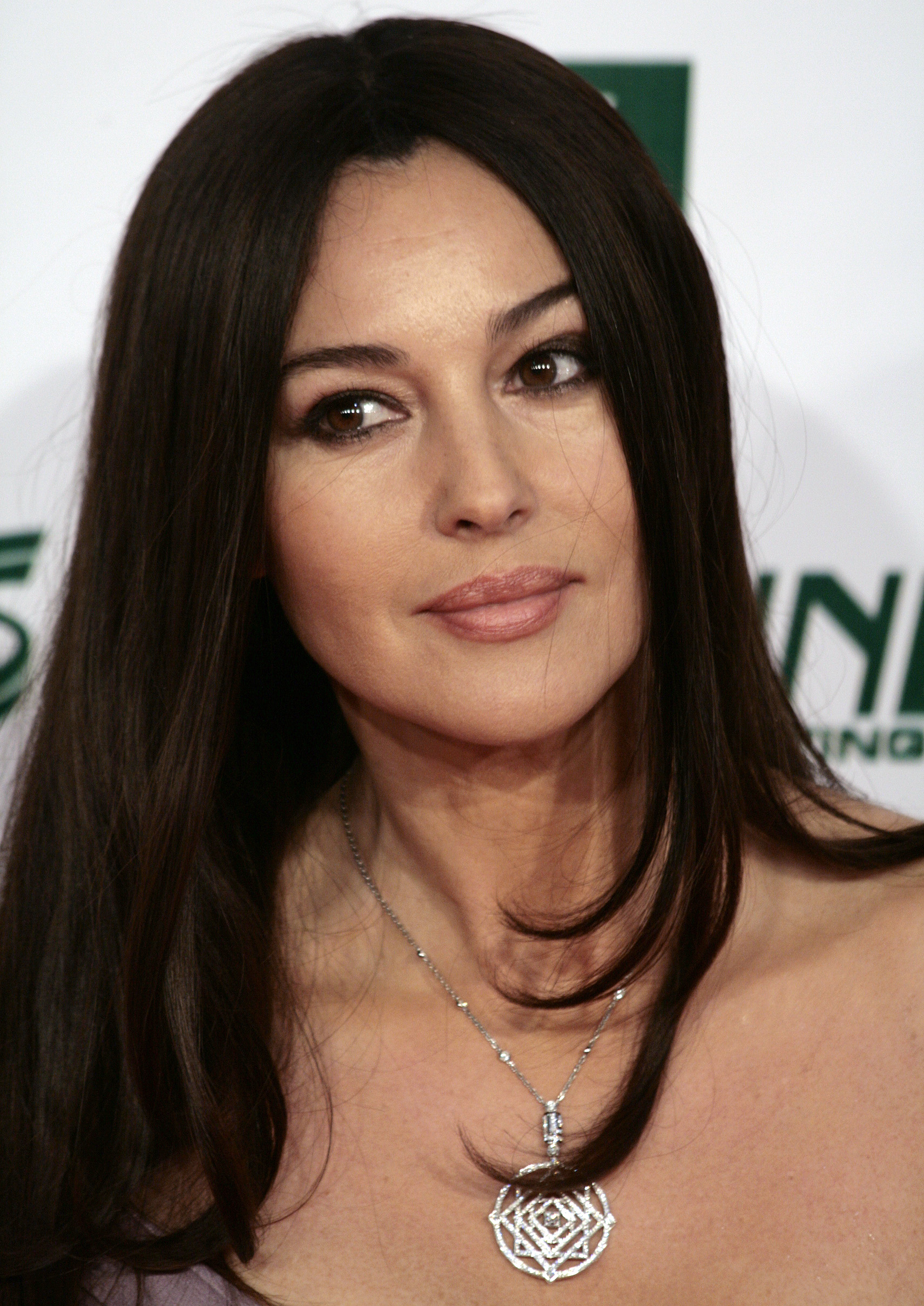
Monica Bellucci (* 1964)

- Bellucci, Sandro (* 1955), italienischer Geher
- Bellucci, Thomaz (* 1987), brasilianischer Tennisspieler
- Bellucio, Ivana, argentinische Handballspielerin
- Belluco, Lisa (* 1988), französische Politikerin
- Bellugi, Alba Gaïa (* 1995), französische Schauspielerin
- Bellugi, David (1954–2017), italoamerikanischer Dirigent, Blockflötist und Hochschullehrer
- Bellugi, Galatéa (* 1997), französische Schauspielerin
- Bellugi, Mauro (1950–2021), italienischer Fußballspieler
- Bellugi, Piero (1924–2012), italienischer Dirigent
- Bellugi, Ursula (1931–2022), amerikanische Neurowissenschaftlerin
- Belluomini, Hélio Emerson (1924–2014), brasilianischer Tierarzt und Herpetologe
- Belluš, Daniel (1938–2011), slowakisch-schweizerischer Chemiker
- Belluš, Emil (1899–1979), slowakischer Architekt
- Belluschi, Fernando (* 1983), argentinischer Fußballspieler
- Belluschi, Pietro (1899–1994), US-amerikanischer Architekt mit italienischer Herkunft
- Bellusci, Giuseppe (* 1989), italienischer Fußballspieler
- Bellut, Clemens (* 1956), deutscher Philosoph, Buchhändler und Herausgeber
- Bellut, Hermann-Dieter (* 1943), deutscher Fußballspieler
- Bellut, Thomas (* 1955), deutscher Publizist und JournalistThomas Bellut (* 1955)

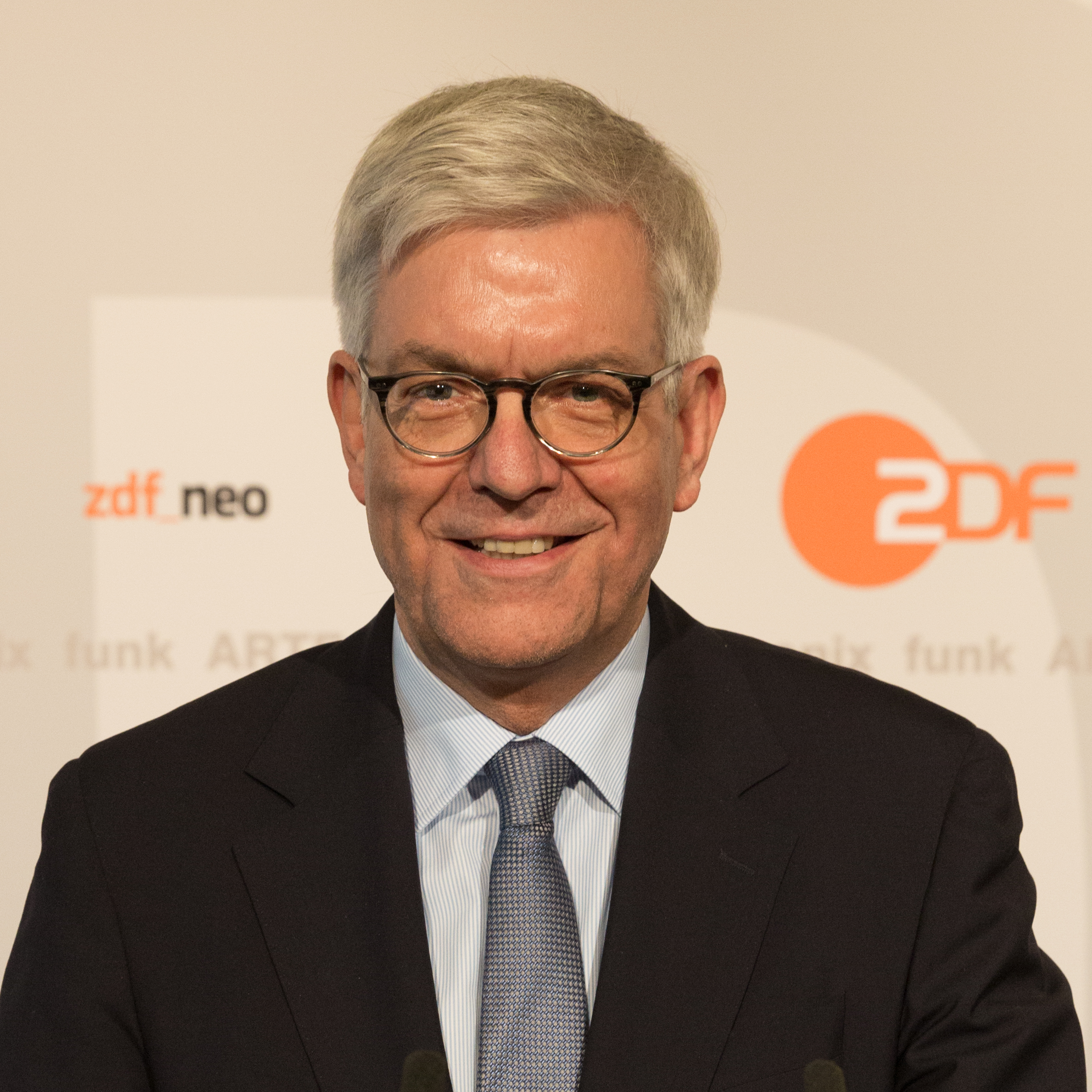
Thomas Bellut (* 1955)

- Bellutti, Antonella (* 1968), italienische Radsportlerin und Sportfunktionärin
- Belluzzi, Andrea (* 1968), san-marinesischer Politiker
- Belluzzi, Giovanni Battista (1506–1554), san-marinesischer Architekt
- Belluzzi, Iro (* 1964), san-marinesischer Politiker, Arbeitsminister von San Marino
- Belluzzo, Giuseppe (1876–1952), italienischer Ingenieurwissenschaftler und Politiker

### Bellv
- Bellver, Fernando (* 1954), spanischer Maler
- Bellville, Miles (1909–1980), britischer Segler

### Bellw
- Bellwald, Jacques Marie (1871–1945), luxemburgischer Foto- und Kinopionier
- Bellwood, Pamela (* 1951), US-amerikanische Schauspielerin
- Bellwood, Peter (* 1943), britischer Archäologe

### Belly
- Belly (* 1984), palästinensisch-kanadischer Rapper und Songwriter
- Belly, Georg Friedrich (1836–1875), deutscher Schriftsteller und Komödiendichter
- Belly, Léon (1827–1877), französischer Maler
- Belly, Pietro († 1791), piemontesischer Offizier und Montanwissenschaftler
- Bellynck, Lise (* 1976), französische Schauspielerin und Filmschaffende